# IPhone
iPhone（アイフォーン）は、Appleが設計・販売しているスマートフォン。初代iPhoneは2007年1月9日に発表され、同年6月29日にアメリカ合衆国で販売が開始された。「通信キャリア」とのシームレスな通話をも可能にしたこと、当初はアプリケーションも自社限定であり機能は多くなかったが、GPSも内蔵していたことで話題になった。
現在の最新モデルであるiPhone 16 / iPhone 16 Plus、iPhone 16 Pro / iPhone 16 Pro Maxは2024年9月9日に、iPhone 16eは2025年2月20日に発表された。

## 概要
iPhoneは、2000年代初頭に先に開発が始まった、後のiPadのプロトタイプとなるタブレット端末の派生製品であり、2007年当時の最新型iPodの機能と携帯電話を統合した端末として誕生した。iPhoneという名称は、iPodを引き継いだものである。
AppleのCEOであるスティーブ・ジョブズは、iPhoneを「タッチ操作によるワイドスクリーンのiPod」「革新的な携帯電話」「画期的なインターネット・コミュニケーションデバイス」の3つの製品を一体化した端末であると述べ、iPhoneによって「電話を再発明する」と発表した。
iPhoneはその後現在に至るまで一貫して発売され続けており、全世界の携帯電話をフィーチャーフォンからスマートフォンへとパラダイムシフトさせる契機にもなった。

## 歴史

### iPhone（初代）

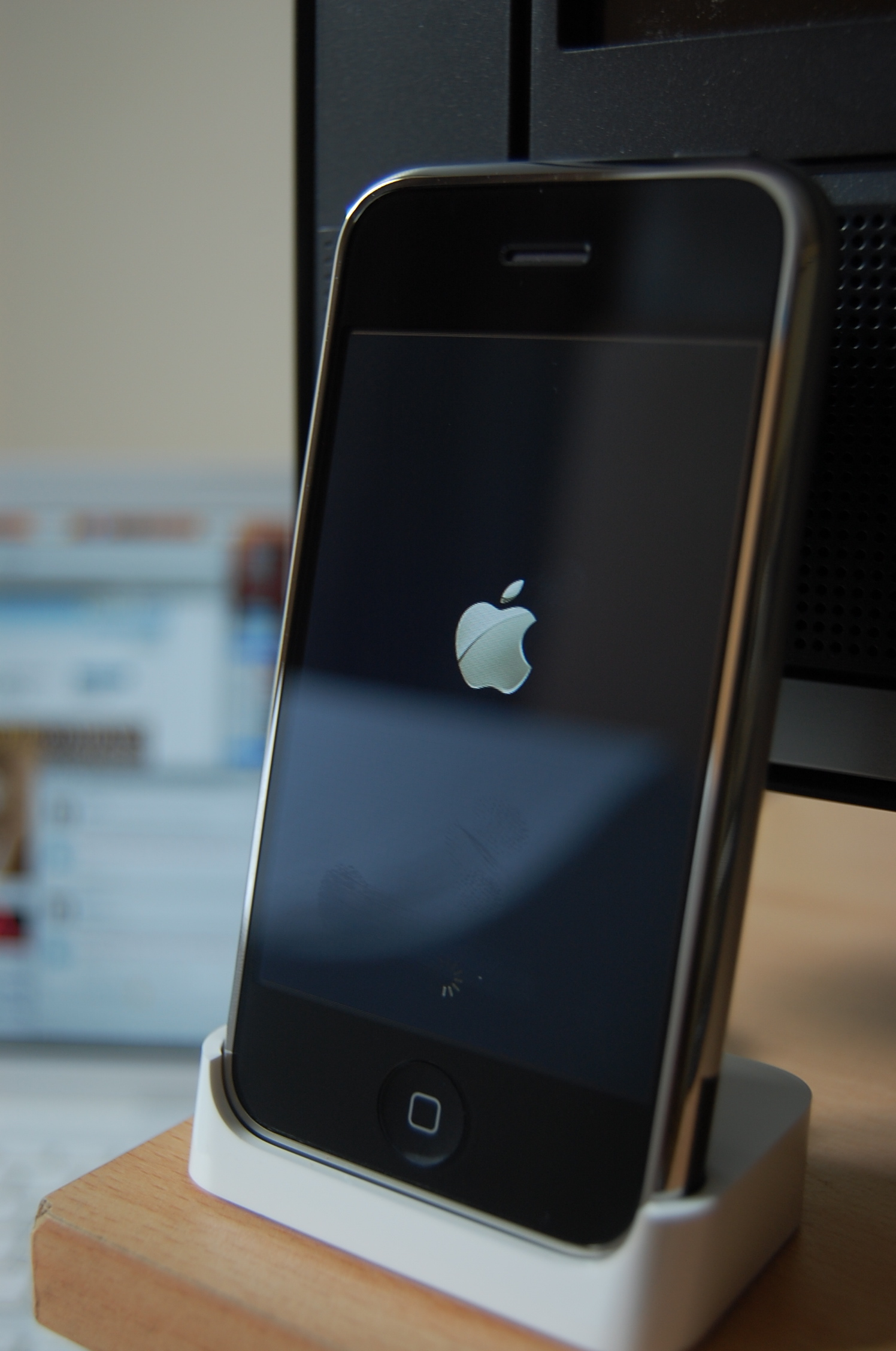
2007年に発売された初代iPhone

2007年1月9日に開催されたApple製品の展示会のひとつ、Macworld Expo 2007にて発表され、同年6月29日にアメリカ合衆国にて発売された。後にイギリス、フランス、ドイツ、アイルランド、オーストリアでも発売された。クワッドバンドGSM端末のため、日本など通信方式にGSMを採用していない国・地域では使用できない。
既存のタッチパネルの多くは同時に1か所のみでしか操作を行えなかったが、iPhoneではマルチタッチと呼ばれる技術（AppleがFingerworksごと買収）で、複数の指を同時に操ることで画面の拡大縮小などバリエーションに富んだ操作が可能となった。
カラーはシルバーのみ、容量は発売当初は4GBと8GBの2通りだったが、4GBは2007年9月5日に販売を終了した。一方2008年2月5日には16GBモデルが販売開始された。

### iPhone 3G
2008年6月9日、WWDC 2008の基調講演にて発表され、北米や欧州、オーストラリア、日本、香港など22地域で同年7月11日に発売された。
UMTS (W-CDMA)の規格で第3世代移動通信システム (3G)の通信に対応し、GPS搭載、MobileMe対応など、新たに機能が追加された。カラーはホワイトとブラックの2種類。容量は8GB（ブラックのみ）と16GBモデルが用意された。
2010年6月24日に販売終了。日本では、ソフトバンクから発売された。

### iPhone 3GS
2009年6月9日　WWDC 2009にて発表された。
発表時は「iPhone 3G S」と表記されていた。処理性能がiPhone 3Gと比べて最大2倍高速化され、バッテリ寿命も長くなったほか、3MPのオートフォーカスカメラ、ビデオ撮影、テザリング機能、音声コントロール（ハンズフリーボイスコントロール）、アクセシビリティ、デジタルコンパスといった機能が追加された。リモコンマイクつきイヤホンにも対応。カラーは従来通りホワイトとブラックの2色、記憶容量は16GBと新たに32GBモデルが用意された。iPhone 3Gは8GBのブラックのみが引き続き販売されていた。
2010年6月24日のiPhone 4発売後は新たに8GBモデルが発売された（16GBモデル、32GBモデル、またiPhone 3Gは販売終了）。またiPhone 4S発売と同時に、ソフトバンク版は2年契約条件で無料化された。2011年10月14日に提供を終了している。

### iPhone 4
2010年6月7日のWWDC 2010にて発表され、同年6月24日に発売された。
背面がポリカーボネート製の丸みを帯びたものから強化ガラスを用いた平面なデザインとなり小型化が図られた。背面にあるAppleのロゴマークはクローム処理が施されている。
ハードウェアではマイクロプロセッサやGPU、半導体メモリをひとつの集積回路にまとめたApple A4を搭載。液晶は「Retinaディスプレイ」と名付けられた液晶を採用し、3.5インチの液晶画面を据え置きながら画面解像度は4倍の960×640に高精細化された。
テレビ電話機能であるFaceTimeのために本体前面にカメラが搭載された。2011年2月10日にはUMTS版とは別にCDMA2000 1xに対応したモデルも発売された。カラーはブラックとホワイトの2色があったが、当初ホワイトモデルは製造上の問題により発売延期を繰り返し、10か月後となる2011年4月28日に発売された。
2011年10月14日、iPhone 4S発売開始と同時に本モデルにおいては8GBモデル（ホワイト・ブラック）が発売開始され、それまでの16GBおよび32GBモデルは販売を終了した。ソフトバンク版は2年契約条件でiPhone 5の発売と同時に無料化された（iPhone 3GSは提供終了）。
2013年9月20日からのiPhone 4Sの無償提供開始により、iPhone 4は提供（販売）を基本的に終了したが、インドなど一部市場ではその後も販売され続け、そのために一部で生産を再開した。

### iPhone 4S
2011年10月4日（日本時間では5日2時）に発表。アメリカ、カナダ、イギリス、フランス、ドイツ、オーストラリア、日本の7地域で同年10月14日に発売され、3日間で400万台を突破した。
利用者の音声で応答や処理を行う自然言語処理システムであるSiriを搭載した（4SのSはSiriのSである）。外観はiPhone 4からほぼ変更はなく（変更箇所はマナーモードボタン位置、アンテナ本数のみ）、プロセッサはデュアルコアApple A5チップを搭載、グラフィック性能では7倍に向上している。背面カメラは800万画素裏面照射型CMOSを採用、レンズもF2.4になり性能が向上し、動画撮影もフルHD1080p動画の撮影が可能となった。HSDPA通信が14.4Mbpsと高速化したほか、同一モデルでUMTS（W-CDMA）・GSMおよびCDMA EV-DO Rev.Aに対応するよう作られている。ただしSIMロックフリー版のiPhone 4SではCDMA回線利用はできない。従来からのGPSに加え、ロシアの軍事衛星GLONASSによる位置情報検出に対応する。
ラインナップにはブラック・ホワイト各色に16GB、32GB、64GBが用意される。日本ではキャリアとして従来のソフトバンクに加え、au（KDDI / 沖縄セルラー電話連合）でも発売された。
2012年9月のiPhone 5発売後は16GBモデルのみが販売され続けた。
2013年9月のiPhone 5s/5cの販売に合わせて、名称を「iPhone 4s」（大文字のSから小文字のs）に変更。新たに8GBを設定し、5cの下位モデルとして無料で提供されることになった。これにともない16GBモデルも販売終了した。2016年6月14日（日本時間）に行われたWWDC 2016で発表となったiOS 10には対象外となった。よってiPad 2やiPad (第3世代)・iPod touch（第5世代）などとともにiOS 9系が最終サポートとなる。
また、iPhone 4Sが発表された翌日の2011年10月5日には、Apple創設者のスティーブ・ジョブズが死去しており、iPhone 4Sはスティーブ・ジョブズが見届けた最後のiPhoneといえる。

### iPhone 5
2012年9月12日に発表され、アメリカや日本など一部の国は9月21日、その他の国は同28日に発売された。画面サイズはこれまでの3.5インチから4インチに変更され、縦に大きくなった。これに合わせる形で外観もサイズが縦長になったほか、イヤホンジャックが下面に移動しDockコネクタも8ピンのLightningコネクタに変更、薄さも7.6ミリと従来よりも薄くなった。
Apple A6プロセッサーを搭載、カメラ性能も向上させたほか、iPad (第3世代)ではアメリカとカナダしかサポートしなかったLTEに本格的に対応、対応バンドとGSM/CDMAの別に合わせて3モデル用意した。日本ではソフトバンクとauから発売された。
2013年9月20日のiPhone 5s/iPhone 5c販売にともない販売終了した。従来行われていた旧モデル併売はiPhone 5では行われず、ほぼ同等のスペックのiPhone 5cによって置き換えられることになった。

### iPhone 5s/5c
2013年9月10日（日本時間では11日2時）のAppleのスペシャルイベントで2つのiPhoneが発表され、同年9月20日に発売開始した。
ハイエンドモデルのiPhone 5sは、ホームボタンが初めて変更となり指紋認証センサーの「Touch ID」が搭載され、指紋認証でのロック解除や、iTunes StoreやApp Storeでの購入ができるようになる。スマートフォン用としては世界で初めての64ビットに対応したApple A7チップを搭載しており、CPUとGPUがApple A6よりも2倍高速化している。センサーが取得した情報をより効率よく処理するコプロセッサとして、iPhoneとしては初めてモーションコプロセッサを搭載しており、M7と名づけられている。また、カメラの性能が向上してセンサーサイズが大きくなり、F値も2.2となってより明るくなったほか、バーストモードや120 fpsの720pスローモーションビデオ撮影などが可能となった。これまで「ブラック」「ホワイト」のみであったカラーバリエーションが「スペースグレイ」「ゴールド」「シルバー」の3色となる。
廉価版となるiPhone 5cは、背面にカラフルな一体成型のポリカーボネートを使っている。「グリーン」「ブルー」「イエロー」「ピンク」「ホワイト」の5色展開。スペックはiPhone 5と同等。2年契約で、16GBは99ドル（約9,800円）、32GBは199ドル（約1万9,800円）で発売される。
iPhoneを販売するキャリアにNTTドコモが加わり、これにより主要な日本の携帯会社3社がiPhoneを扱うことになった。
同年11月22日、日本市場でもApple StoreでSIMフリーモデルの販売を開始した。
iPhone 6販売以降、iPhone 5sは4インチクラスのiPhoneとして継続販売。5cはインド市場などを除き販売を終了した。
5sは2016年以降、いわゆる格安携帯電話事業者からの販売が始まり、3月にワイモバイルから、7月にはUQ mobileから販売が開始された。11月には販売台数ランキングのトップテンに入るなど5sは3年以上販売が継続された。

### iPhone 6/6 Plus
2014年9月9日に行われたAppleのスペシャルイベントで発表された。
2014年9月19日、オーストラリア、日本、香港、シンガポール、ドイツ、フランス、イギリス、カナダ、アメリカ合衆国、プエルトリコ（時差順）で先行発売。日本国内では主要キャリア3社が扱うほか、Apple Storeでも同時にSIMフリーモデルの販売を行う。
画面サイズを従来モデルから大きくし、通常モデルのiPhone 6は4.7インチ（1334×750ドット）、大画面モデルのiPhone 6 Plusは5.5インチ（1920×1080ドット）のディスプレイを搭載、広視野角でコントラストが高く、より正確な色を出せる「Retina HD Display」を採用している。本体の厚さもiPhone 6で6.9ミリ、iPhone 6 Plusで7.1ミリで、従来より薄くなっている。また、内蔵ストレージに128GBモデルが追加され、32GBモデルがなくなった。
基本スペックは両モデルとも共通で、システムプロセッサにApple A8を搭載、CPUは従来比25%高速化し、グラフィックは従来比最大50%パフォーマンスを向上させている。モーションコプロセッサはM8を搭載し、高度情報を取得できる気圧計が追加された。通信ではLTEのキャリアアグリゲーションに対応し、最大150 Mbpsでの通信のほか、VoLTEでの通話も可能となった。日本ではWiMAX2+やAXGPで使われているTD-LTEのBand 41など最大20の帯域に対応している。Wi-FiではIEEE802.11acに対応したほか、T-Mobileなど一部の通信会社ではWi-Fiを介して電話をかけることができる「Wi-Fi calling」にも対応する。
カメラ機能では、メインカメラのiSightのセンサー性能を強化、Focus Pixelsと呼ばれるプロセッサでオートフォーカスのスピードを向上させ、顔検出機能も強化されたほか、最大60fpsの1080p動画撮影や最大240fpsの720pスローモーションビデオ撮影、タイムラプスビデオ撮影も可能となった。さらにiPhone 6 Plusでは光学手ぶれ補正にも対応している。内向きのFaceTimeカメラもF2.2の明るいレンズになった。
新たにNFC（P）が搭載され、アメリカでは2014年10月より開始するApple独自の決済サービス「Apple Pay」に対応、Touch IDでの指紋認証と連携して決済処理を行う。ただし、事実上の日本標準方式であるNFC（F）（おサイフケータイ）には非対応である。
iPhone 6とiPhone 6 Plusの違いとしては上述の画面サイズ・本体サイズとiSightの光学手ぶれ補正のほか、iPhone 6 Plusでは横画面表示時に大画面に最適化された表示が可能となっている。

### iPhone 6s/6s Plus

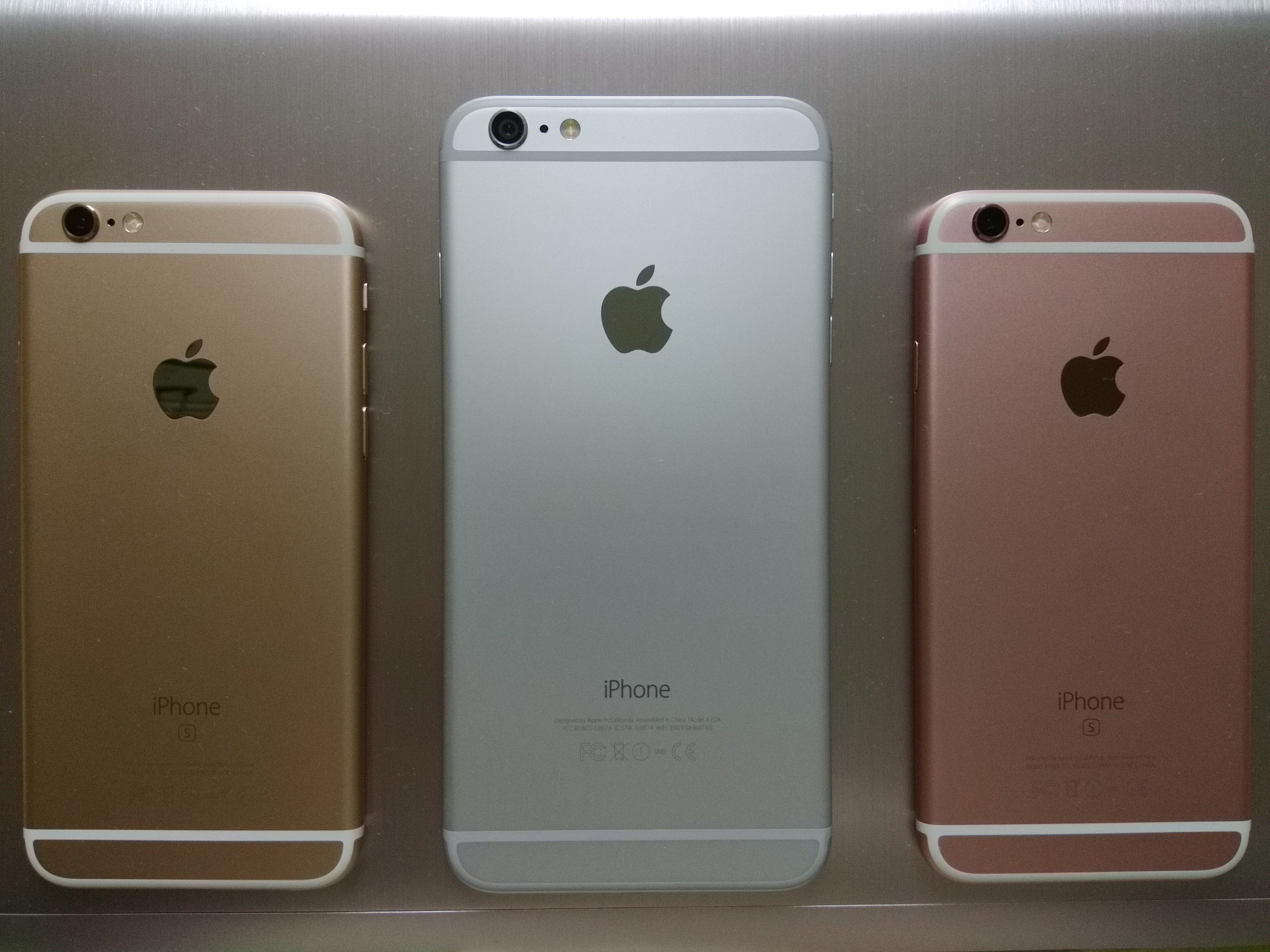
iPhone 6s（中央は6 Plus）

2015年9月9日に行われたAppleのスペシャルイベントで発表された。
2015年9月25日、ニュージーランド、オーストラリア、日本、中国、香港、シンガポール、ドイツ、フランス、英国、カナダ、アメリカ合衆国、プエルトリコ（時差順）で先行発売。日本国内では主要キャリア3社が扱うほか、Apple Storeでも同時にSIMフリーモデルの販売を行う。
前機種であるiPhone 6/6 Plusのデザインを踏襲しつつも、0.2ミリ厚く、それぞれ14グラムと20グラム重くなっている。カラーバリエーションは新たにローズゴールドが追加され、4色から選べるようになった。ボディ素材には7000番台のアルミ合金を、フロントガラスにはイオン強化ガラスを採用している。
Ascend Mate Sに続き、ディスプレイの裏面に圧力センサーを搭載、タッチ動作の感覚を振動で伝えるTaptic Engineを内蔵することで、画面タッチで押し込むことによる操作を可能にした「3D Touch」に対応した。これによりメールで軽く触れると（Peek）プレビューを表示し、さらに強く押し込むことで全体表示に切り替わったり（Pop）、アプリアイコンを押し込むことで簡易操作のメニューが表示されるクイックアクションが使えるようになる。
カメラ機能では、メインカメラのiSightの画素数が1200万画素となり、通常写真撮影時に短い動画も同時記録する「Live Photos」と最大30fpsの4K動画撮影に対応した。画面側のFaceTime HDカメラも画素数が500万画素に向上したほか、自撮り撮影時には画面を通常の3倍の明るさで明るく発光してフラッシュにすることができる「Retina Flash」も使えるようになっている。
システムプロセッサにApple A9を搭載、従来比でCPUは70%、グラフィックは90%高速化されたほか、モーションコプロセッサのM9もA9内に組み込まれ、パフォーマンスとバッテリー駆動時間が向上している。各種センサーの性能も向上し、Siriも常時利用可能になり、指紋認証のTouch IDも高速に認証できるようになった。通信面では最大23バンドの周波数帯域をサポート、LTE-Advancedに対応したことで最大300Mbpsのデータ通信が可能になったほか、Wi-FiもMIMOに対応したことで最大866Mbpsでの通信が可能となっている。
iPhone 6sとiPhone 6s Plusの違いは、前機種の6/6 Plusと同様に画面サイズ・本体サイズ、iSightの光学手ぶれ補正（静止画・動画両対応）の有無、6s Plusでの横画面表示時の表示最適化対応となっている。

### iPhone SE（第1世代）
2016年3月21日に行われたAppleのスペシャルイベントで発表された。iPhone 6販売以降、4インチクラス端末の位置づけになったiPhone 5sの後継機で、サイズはiPhone 5sとほぼ同じながらも、中身をiPhone 6sとほぼ同等とした。また、バッテリー駆動時間は従来のiPhone 6/6sの11時間からこの世代以降13時間へと伸びている。3D Touchには対応しておらず、Touch IDもiPhone 5sと同じ第1世代となっている。また、iPhone 6s/6s Plusでは対応しているCA（キャリアアグリゲーション）にも対応していない。「SE」は、シニアバイスプレジデントのフィル・シラーが、「Special Edition」の略であると明らかにしたとのこと。また、iPhone 5sではエッジ部分の光沢処理が行われているがiPhone SEでは非光沢となっている。
2018年9月にiPhone XS/XS Max/Xʀの発表に伴い、iPhone 6s/6s Plus、iPhone Xと共にApple Storeでの販売を終了した。

### iPhone 7/7 Plus

iPhone 6（上）と7（下）の底面の比較。7でイヤホンジャックが廃止された。

2016年9月7日に行われたAppleのスペシャルイベントで発表された。
デザインは前機種であるiPhone 6s/6s Plusを踏襲しつつも、若干の変更がされている。カラーバリエーションはスペースグレーが廃止になり、新たに光沢ありのジェットブラックと光沢無しのブラックが追加され、5色から選べるようになったが、新色ジェットブラックは光沢感が高く指紋がつきやすい、汚れが目立ちやすい、傷がつきやすいなどの理由からAppleはケースの装着を推奨している。ボディ素材には7000番台のアルミ合金を、フロントガラスにはイオン強化ガラスを採用し、防沫性能、耐水性能、防塵性能を強化している。
ステレオスピーカーを搭載する一方、3.5mmステレオミニジャックが廃止され、付属するEarPodsはLightningコネクタを備えたものに変更されている。また、Lightning-3.5mmステレオミニジャック変換コネクタが添付されている（別売りの無線イヤホンのAirPodsも同時に発表されている）。日本向けモデルは盗撮防止のためのシャッター音の音量が強化されている。
システムプロセッサにA10 Fusionチップを搭載。LTE-Advancedは最大で下り450Mbps（日本国内ではNTTドコモの375 Mbpsが最大）に高速化。ホームボタンが物理ボタンからTaptic Engineに対応したタッチセンサーへと変更され、押したときにフォースフィードバックがなされるほか、フィードバックの強さのカスタマイズが可能になる。ディスプレイはより広色域へDisplay P3対応となり、カラーマネジメントにも対応したほか、3D Touchもより強化された。
iPhone 7では、iPhone 6sでは非対応だったiSightの光学手ぶれ補正（静止画・動画両対応）に対応。しかしiPhone 7 Plusでは広角カメラにのみ搭載している。
新しいディスプレイ同様にDCI-P3準拠、広色域対応の新型1200万画素のイメージセンサーとF値1.8の明るいレンズを搭載し、True Toneフラッシュもそれぞれ4つのLEDで構成する。FaceTime HDカメラは700万画素のセンサーを搭載している。さらに、改良された画像信号プロセッサを搭載することで、画像処理を高速に行えるようになった。
iPhone 7とiPhone 7 Plusの違いは、前機種の6s/6s Plusと同様に画面サイズ・本体サイズ、横画面表示時の表示最適化対応のほか、カメラの刷新である。広角と望遠の2つのレンズを搭載し、2倍の光学ズーム（デジタルズームを組み合わせて10倍ズーム）ができるようになり、また、2つのカメラを使用して写真の奥行きを検知し人物（被写体）以外をぼかすポートレート撮影が可能になった。
ストレージ容量は従来の16GBに代わり32GBが設定され、64GBが廃止された。また、シリーズ初となる256 GBも設定された。
NFCチップNXPの67V04を搭載し、Apple Payによる非接触決済サービスが利用できる。日本向けモデル（A1779, A1785）では、FeliCaにも対応しており、Suica、QUICPay、iDのサービスが利用できる。
2019年9月にiPhone 11/11 Proシリーズの発表に伴い、iPhone Xs/Xs Maxと共にApple Storeでの販売を終了した。

### iPhone 8/8 Plus
2017年9月12日に行われたAppleのスペシャルイベントで発表された。
デザインは前機種であるiPhone 7/7 Plusを踏襲しているが、背面がガラス素材、側面がアルミ合金に変更され、前面・背面いずれもより強化されたカスタムガラスを採用している。カラーバリエーションはゴールド・シルバー・スペースグレイの3色に減少、ストレージ容量も64GBと256GBの2種類となった。
ディスプレイサイズは従来と変わらないが、環境に応じて色温度を変化させる「True Tone」を採用している。また、ステレオスピーカーが強化され、より低音に強くなった。
カメラについては解像度は従来と変わらないものの、新しいセンサーを搭載、また8 Plusではポートレートモードが強化され、スタジオ風のライティングを再現するポートレートライティングが搭載される。動画撮影はビデオエンコーダーや画像処理プロセッサをApple自身が新たに設計したことで、この世代から4Kの60fps撮影やフルHDの240 fps撮影などに対応している。
システムプロセッサは「A11 Bionic」と呼ばれる6コア構成のチップを搭載。Neural Engine（ニューラルエンジン）を搭載しておりポートレートの際に重宝される。
LTE-Advancedは最大で下り800Mbps（日本国内ではNTTドコモの594Mbpsが最大）に高速化したほか、高音質通話VoLTE EVS-WBに対応、Bluetoothが5.0になった。NFCもリーダーモード対応となり、FeliCaによるApple Payも日本仕様以外のモデルでも対応する。Qi規格のワイヤレス充電対応、Apple USB-Cアダプタを利用する場合は30分で50%の高速充電に対応した。
2020年4月にiPhone SE（第2世代）の発表に伴い、Apple Storeでの販売を終了した。

### iPhone X

iPhone Xの正面画像。初めてホームボタンが廃止され、全面がディスプレイになった。

2017年9月12日に行われたAppleのスペシャルイベントで、iPhone 8とiPhone 8 Plusの発表後にOne more thing...として発表された。iPhoneが登場して10年となったことを記念して発表した上位モデルで、最大の特徴としてデザインを一新し、ホームボタンを廃止、全面ディスプレイになったことが挙げられる。
ディスプレイは5.8インチ、解像度2436×1125ピクセル、縦横比約 19.5:9、ピクセル密度458 ppiのサムスン電子製有機ELディスプレイ「Super Retina HD Display」を採用、コントラスト比が 1,000,000:1 となり、iPhone 8/8 Plus同様に「True Tone」に対応している。狭額縁スタイルでディスプレイ上部にはインカメラやセンサー、スピーカーなどが配置されている。前面と背面にガラス、側面が医療機器グレードのステンレススチールを使用、カラーバリエーションはスペースグレイとシルバーの2色のみとなる。
全面ディスプレイになったことで、ホームボタンが廃止され、ホームへ戻る際は画面下の「ホームインジケータ」をスワイプアップ、Siriの起動は従来の電源ボタンに相当するサイドボタンを長押しなど、ホームボタンに関連する操作が変更されている。また、Touch IDの代わりに、TrueDepthカメラで顔を立体的に認識する顔認証システム「Face ID」を搭載している。Neural Engine（ニューラルエンジン）の搭載により認証時の精度が高まっている。TrueDepthカメラは通常のカメラと組み合わせて自撮りする場合でもポートレートモードやポートレートライティング機能が使えるほか、顔の筋肉の動きをリアルタイムで解析し絵文字キャラクターにモーション反映させる「アニ文字」が使えるようになった。
背面のメインカメラは7 Plus/8 Plusと異なり2つのレンズを縦並びに変更、両方のレンズが光学式手ぶれ補正に対応する。
その他の基本スペックは8/8 Plusと同様で、システムプロセッサはA11 Bionicを搭載、LTE-Advanced最大通信速度800Mbps、Bluetooth 5.0、リーダーモード対応NFC、FeliCa、Qi規格のワイヤレス充電、高速充電に対応する。ストレージ容量は64 GBと256 GBの2種類となる。
2018年9月にiPhone XS/XS Max/Xʀの発表に伴い、iPhone 6s/6s Plus、iPhone SEと共にApple Storeでの販売を終了した。

### iPhone XS/XS Max
2018年9月12日に行われたAppleのスペシャルイベントで発表された。
2つのサイズがあり、iPhone XSとiPhone XS Maxとなっている。XS MaxはiPhone史上最大のディスプレイを搭載しており、3D Touchも対応している。
カラーバリエーションはスペースグレイ・シルバー・ゴールドの3色。ディスプレイはSuper Retina display（OLED）を搭載しており、業界でもっとも正確な色を表示できる。ディスプレイサイズはXSが5.8インチ、XS Maxでは6.5インチとなっている。耐水性能はIP68に対応し、最大水深2メートルで最大30分間となっている。端末の側面は医療レベルのステンレススチールを使用している。ギガビット級LTEに対応した。
前面、背面ともにこれまででもっとも強靭なガラスでできており、ワイヤレス充電が可能である。
SoCであるA12 Bionicは6コアのCPUとニューラルエンジンを搭載している。1世代前のA11 Bionicに比べて50%速いグラフィックス性能、15%速い性能コア、50%消費電力が少ない効率コアに進化している。
両モデルとも1200万画素のカメラを2つ、広角はF1.8、望遠はF2.4で4K 60fpsが撮影可能である。広角・望遠ともに光学式手ブレ補正を搭載している。
進化したセンサーとニューラルエンジンによってさらに美しい写真が撮影できるようになっている。スマートHDRという何枚もの写真を組み合わせる機能もニューラルエンジンによってさらに明暗がはっきりする。センサーの進化により正確な色を再現でき、暗い場所での撮影でもノイズが軽減されている。ポートレートモードも正確に被写体を検知し、撮影後にぼかしの加減を調節できるようになった。ポートレートライティングも可能。
TrueDepthカメラ（内側）は7MP f2.2 1080p HD 60fpsで撮影可能。ポートレートも撮影可能でこちらもぼかしの加減を調節できる。
2019年9月にiPhone 11/11 Proシリーズの発表に伴い、iPhone 7/7 Plusと共にApple Storeでの販売を終了した。
6月11日、WWDC2024で、iOS 18の対応機種にiPhone XRと共にサポートの対象になった。これにより、過去最高のサポートがされたiPhone 6sと同じサポート期間となった。

### iPhone XR
2018年9月12日に行われたAppleのスペシャルイベントで発表された。
iPhone XRはLiquid Retina HD Displayと銘打った史上最大の6.1インチLCDを搭載しており、広域色でTrue Toneにも対応している。しかし、押した強さを感知する 3D Touchには対応していない。
前面と背面はガラスに覆われており、側面は航空宇宙産業でも使用されるアルミニウムを使用している。
IP67に対応しており、最大水深1メートルで最大30分間耐えられるが、浸水時の補償はない。
Face IDは、進化したTrueDepthカメラにより認証はさらに速く、安全になった。
チップは、iPhone XS/XS Maxと同様のA12 Bionicを搭載。写真撮影やARの際に活用される。
カメラは、1200万画素 f1.8であり、4K 60 fpsで撮影可能。TrueDepthカメラは700万画素 f2.2 1080 60 fpsが撮影可能。進化したセンサー、A12 Bionicによりさらに美しく、正確な写真が撮影できる。1つのカメラでも深度コントロールに対応したポートレートが撮影可能であるが人物以外は検知されず、ライティングの種類も制限される。前面カメラではポートレートとすべてのライティングを施せる。光学式手ブレ補正が搭載している。
バッテリー問題に関して、アップデート時に98%から95%にバッテリー性能が落ちる現象が複数報告されている。個体による不具合であるかは不明。
カラーバリエーションは、ホワイト・ブラック・ブルー・イエロー・コーラル・(PRODUCT)REDである。
2024年6月11日、WWDC2024で、iOS 18の対応、IPhone XS/XS Maxと共にサポートの対象になった。これにより、過去最高のサポートがされたiPhone 6sと同じサポート期間となった。

### iPhone 11
2019年9月10日に行われたAppleのスペシャルイベントで発表された。
Liquid Retina HDディスプレイはiPhone XRと同等である。
音域を高音側へ大幅に広げた、高音質通話VoLTE (HD+) EVS-SWBに対応。
26 mmに加え新たに13 mmの超広角レンズのカメラを搭載し、ナイトモードにも対応した。
カラーバリエーションは、パープル・グリーン・ホワイト・ブラック・イエロー・(PRODUCT)REDである。
バッテリー駆動時間は、前世代のiPhone XRに比べ、1時間伸びた。
プロセッサはA13 Bionicで、前世代のA12 Bionicに比べて20%高速化した。
Face IDは最大30%の高速化が図られ、認識できる範囲もさらに広くなった。

### iPhone 11 Pro/11 Pro Max
2019年9月10日に行われたAppleのスペシャルイベントで発表された。iPhoneシリーズとしては初めて「Pro」の名が冠された。
高音質通話VoLTE (HD+) EVS-SWBに対応。
iPhone 11のデュアルカメラに加え、1つの望遠カメラを搭載し、10倍デジタルズームを使えるようになった。
コーニング製の二重のイオン交換プロセス強化ガラスを採用している。

### iPhone SE（第2世代）
2020年4月16日にAppleから発表された。
iPhone SEは、iPhone 11と同じApple A13 Bionic system-on-chip（SoC）を搭載しているが、サイズはiPhone 8と同じ4.7インチになっている。
ディスプレイはiPhone 8と同じRetina HDディスプレイを搭載しているが、3D TouchはHaptic Touch（触覚タッチ）に置き換わっている。
カメラはiPhone 11やiPhone 11 Proのワイドカメラと同等の12MPのリアカメラを搭載しており、24 fps・30 fps・60 fpsの4Kビデオ、30 fps・60 fpsの1080p HDビデオ、30 fpsの720p HDビデオの撮影に対応している。
2020年6月のWWDC20で発表されたARKit4により、iOS 14以降を搭載するiPhone SE(第2世代)でもミー文字のアバターの表情を作ることなどが可能となった。
2020年4月17日に予約を開始し、SIMフリー版については2020年4月24日に、（日本の）各キャリア版については2020年5月11日発売された。
2022年3月のiPhone SE (第3世代)の発表に伴い、Apple Storeでの販売を終了した。

### iPhone 12/12 mini
2020年10月13日に行われたAppleのスペシャルイベントで発表された。iPhone 12シリーズはスマートフォン最速のCPUのApple A14 Bionic を搭載している。新たに5Gに対応し、ディスプレイにはSuper Retina XDRが採用された。ディスプレイ表面の強化に落下耐性が従来の4倍というCeramic Shieldを採用している。

### iPhone 12 Pro/12 Pro Max
2020年10月13日に行われたAppleのスペシャルイベントで発表された。
iPhone 12シリーズと同じく、5Gに対応、ディスプレイ表面の強化に落下耐性が従来の4倍というCeramic Shieldを採用している。
iPhone 11 Proシリーズに搭載された望遠カメラに加えて、新たにLiDAR（Light Detection and Ranging）スキャナを搭載したことにより、従来モデルに比べて撮影性能が向上した。

### iPhone 13/13 mini
2021年9月14日に行われたAppleのスペシャルイベントで発表された。Apple A15 Bionic の強力なImage Signal Processorとカメラの大型化による高画質機能強化、省電力化と増量によるバッテリ駆動時間延長、スピーカ位置の移動によるノッチの20%小型化がなされた。日本のApple Store(Web)では、9月24日に発売。

### iPhone 13 Pro/13 Pro Max
2021年9月14日に行われたAppleのスペシャルイベントで発表された。Apple A15 Bionicの強力なImage Signal Processorとカメラの大型化による高画質機能強化、望遠カメラ77mm化、省電力化と増量によるバッテリ駆動時間延長、スピーカ位置の移動によるノッチの20%小型化がなされた。日本のApple Store(Web)では、9月24日に発売。
2022年9月8日、iPhone 14 Pro、iPhone 14 Pro Maxの発表に伴い、Apple Storeでの販売を終了した。

### iPhone SE（第3世代）
2022年3月9日（日本時間）のApple Eventで発表された。
iPhone SEは、A13 BionicからiPhone 13と同じA15 Bionic system-on-chip（SoC）に変更され、グラフィックス性能はiPhone SE (第2世代)から1.2倍の向上を発表している。
サイズはiPhone 8と同じ4.7インチになっている。
ストレージはそれぞれ64GB/128GB/256GBの3種類が用意されている。
カラーバリエーションは先代のブラック/ホワイト/PRODUCT (RED)から大して変わっていないが、全てiPhone 13と同じ色調に変更が入りミッドナイト/スターライト/PRODUCT (RED)の3色となっている。
ディスプレイはiPhone 8と同じRetina HDディスプレイを搭載していて、先代に引き続きHaptic Touch（触覚タッチ）を搭載している。
カメラはiPhone 13やiPhone 13 Proのワイドカメラと同等の12MPのリアカメラを搭載しており、24 fps・30 fps・60 fpsの4Kビデオ、30 fps・60 fpsの1080p HDビデオ、30 fpsの720p HDビデオの撮影に対応している。
2025年2月20日、iPhone 16eの発表後、iPhone 14/14 Plusと共にApple Storeでの販売を終了した。

### iPhone 14/14 Plus
2022年9月7日に行われたスペシャルイベントで発表された。13 Proと同じ5コアGPUのA15 Bionicを搭載し、Photonic Engineにより、オートフォーカスに対応したフロントカメラや暗所における撮影性能の強化、本体の各種内蔵センサーが強化された。日本のApple Storeにおいては、9月9日（日本時間）の21時に予約開始され、9月16日（iPhone 14）と10月7日（14 Plus）にそれぞれ発売。
2025年2月20日、iPhone 16eの発表に伴い、iPhone SE (第3世代)と共にApple Storeでの販売を終了した。

### iPhone 14 Pro/14 Pro Max
2022年9月7日に行われたスペシャルイベントで発表された。新たに4nmプロセスのA16 Bionicを搭載する。iPhone 14に搭載された新機能に加えて、TrueDepthカメラを13 Proよりも小型化してノッチを廃止し、Display Engineによりハードウェアとソフトウェアの連係による画面表示（Dynamic Island）や常時表示ディスプレイを採用した。さらに、メインカメラの画素数が4800万画素に強化され、クアッドピクセルセンサーを採用することで従来より4倍多くの光をとらえることが可能となった。日本のApple Storeにおいては、9月9日（日本時間）の21時に予約開始され、9月16日発売。

### iPhone 15/15 Plus

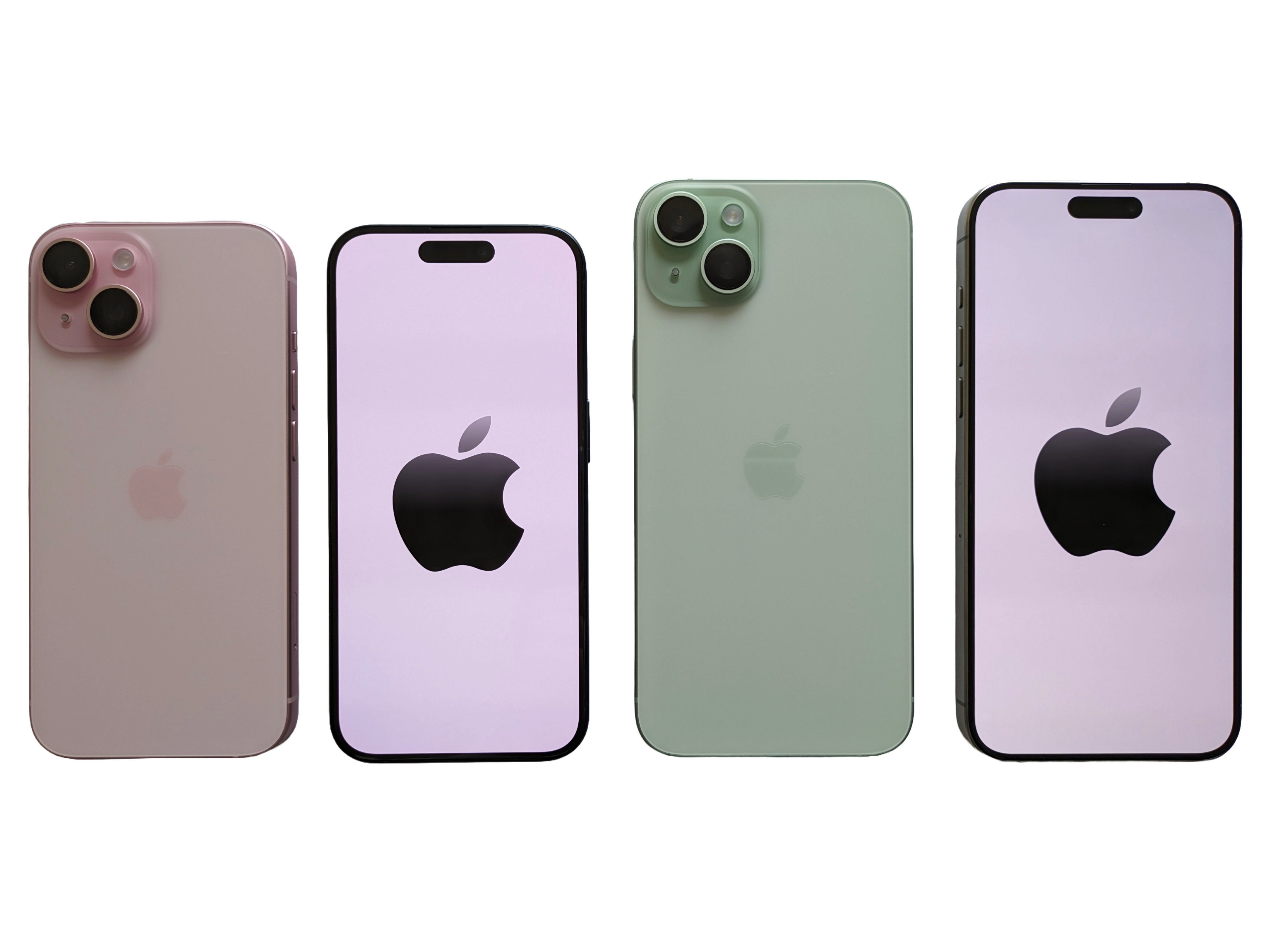
2023年に発売されたiPhone 15

2023年9月13日に行われたスペシャルイベントで発表された。iPhone 14 Proで初採用されたDynamic Island（ダイナミック・アイランド）が、iPhone 15と15 Plusにも搭載された。従来のLightningが廃止され、iPhoneシリーズで初めてUSB-Cコネクタが採用された。バッテリー寿命が従来の倍、フル充電サイクルを1,000回繰り返した時に、本来の容量の80%を維持するようになった。

### iPhone 15 Pro/15 Pro Max

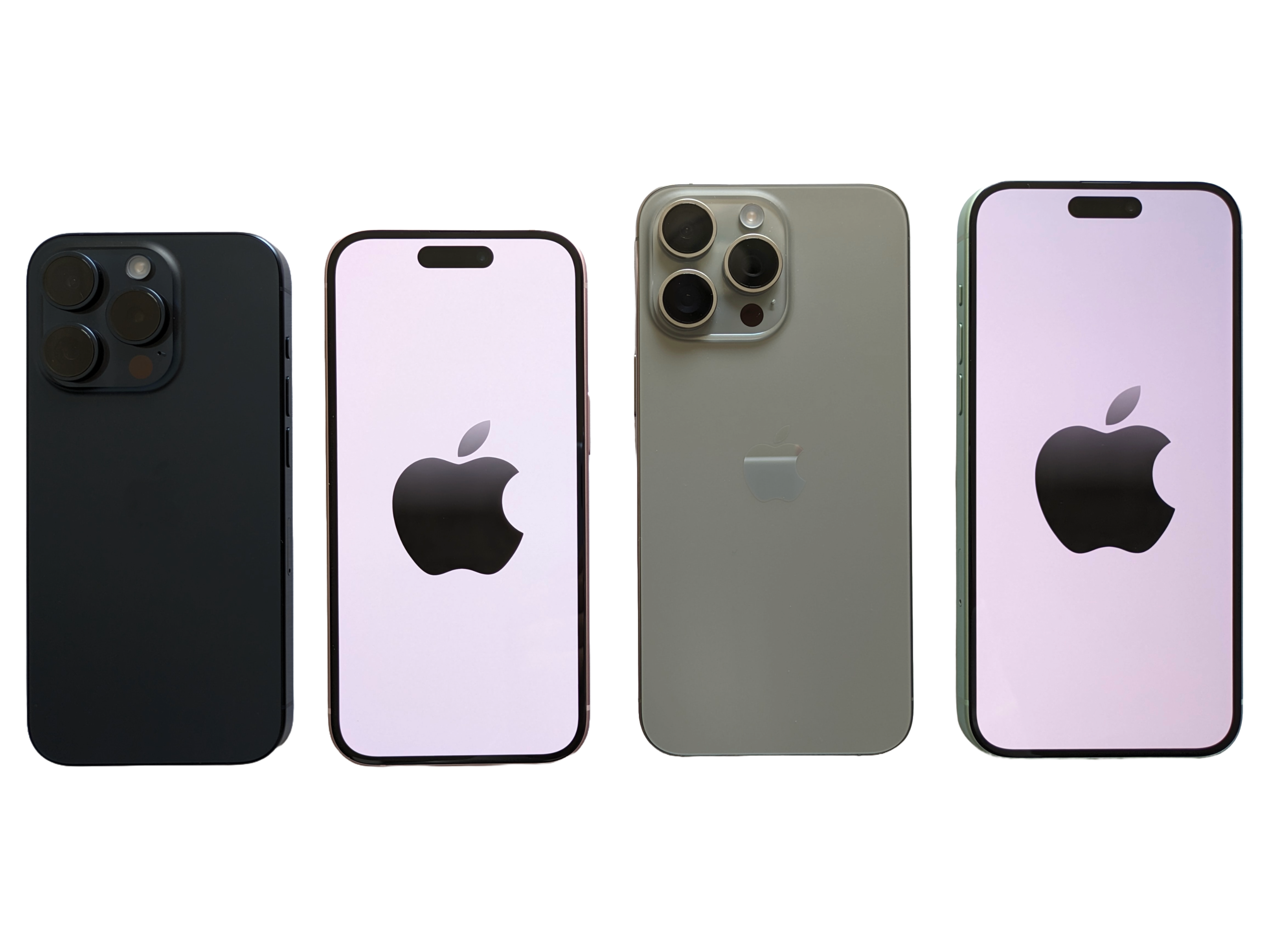
2023年に発売されたiPhone 15 Pro

2023年9月13日に行われたスペシャルイベントで発表された。「iPhone 15 Pro」では、iPhoneとして初めて外装のフレーム部分にチタン合金が採用され、SoCにApple A17 Proを搭載し6コアGPUを生かして強力なグラフィック性能を持つ。チタンは強度重量比が最も高い金属のひとつであり、航空宇宙産業レベルのグレード5チタニウム合金（PVDコーティング）と、内部に100%再生アルミニウム合金の熱機械的処理と固体拡散による接合を採用したことによって大幅な軽量化を実現した。バッテリー寿命が従来の倍、フル充電サイクルを1,000回繰り返した時に、本来の容量の80%を維持するようになった。
また、Apple Intelligenceにも対応している。

### iPhone 16/16 Plus
2024年9月9日に行われたスペシャルイベントで発表された。「カメラコントロール」ボタン搭載。Apple A18を採用し、Apple Intelligenceに対応している。

### iPhone 16 Pro/16 Pro Max
2024年9月9日に行われたスペシャルイベントで発表された。「カメラコントロール」ボタン搭載、それぞれ画面が0.2インチ大型化した。Apple A18 Proを採用し、Apple Intelligenceに対応している。

### iPhone 16e
2025年2月20日にiPhone 16ファミリーの新機種として発表された。「カメラコントロール」ボタンやDynamic Islandは搭載していない。Apple A18を採用し、Apple Intelligenceに対応している。2025年2月28日発売。

## 主な仕様（日本国内）
|  | サポート（Appleでの修理受付）終了 |  | 販売終了 |  | 携帯キャリアで販売中 （Apple Storeでの販売は終了） |  | Apple Store・携帯キャリアで販売中 |  | 販売予定 |

| 機種                                                       | iPhone                                                                | iPhone 3G                                                              | iPhone 3GS                                                                      | iPhone 4                                                                                      | iPhone 4S                                                                                            | iPhone 5                                                                             | iPhone 5c                                                                                        | iPhone 5s                                                                       | iPhone 6 | iPhone 6 Plus | iPhone 6s | iPhone 6s Plus | iPhone SE（第1世代）                                                                                             | iPhone 7 | iPhone 7 Plus | iPhone 8 | iPhone 8 Plus | iPhone X | iPhone XS | iPhone XS Max | iPhone XR | iPhone 11 | iPhone 11 Pro | iPhone 11 Pro Max | iPhone SE（第2世代） | iPhone 12 mini | iPhone 12 | iPhone 12 Pro | iPhone 12 Pro Max | iPhone 13 mini | iPhone 13 | iPhone 13 Pro | iPhone 13 Pro Max | iPhone SE（第3世代） | iPhone 14 | iPhone 14 Plus | iPhone 14 Pro | iPhone 14 Pro Max | iPhone 15 | iPhone 15 Plus | iPhone 15 Pro | iPhone 15 Pro Max | iPhone 16 | iPhone 16 Plus | iPhone 16 Pro | iPhone 16 Pro Max | iPhone 16e |
| ---------------------------------------------------------- | --------------------------------------------------------------------- | ---------------------------------------------------------------------- | ------------------------------------------------------------------------------- | --------------------------------------------------------------------------------------------- | --- | ------------------------------------------------------------------------------------ | ------------------------------------------------------------------------------------------------ | ------------------------------------------------------------------------------- | --- | --- | --- | --- | --- | --- | --- | --- | --- | --- | --- | --- | --- | --- | --- | --- | --- | --- | --- | --- | --- | --- | --- | --- | --- | --- | --- | --- | --- | --- | --- | --- | --- | --- | --- | --- | --- | --- | --- |
| 本体画像                                                   |                                                                       |                                                                        |                                                                                 |                                                                                               | |                                                                                      |                                                                                                  |                                                                                 | | | | | | | | | | | | | | | | | | iPhone 12 mini Blue | iPhone 12 Blue | iPhone 12 Pro Gold | | | iPhone 13 Blue | iPhone 13 Pro Sierra Blue | | IPhone SE (3rd generation) | iPhone 14 Blue | | iPhone 14 Pro Space Black | | | iPhone 15 Plus | iPhone 15 Pro ナチュラルチタニウム | iPhone 15 Pro Max ナチュラルチタニウム | | | | | iPhone 16e |
| 初期搭載iOS                                                | iPhone OS 1                                                           | iPhone OS 2                                                            | iPhone OS 3                                                                     | iOS 4                                                                                         | iOS 5                                                                                                | iOS 6                                                                                | iOS 7                                                                                            | iOS 7                                                                           | iOS 8 | iOS 8 | iOS 9 | iOS 9 | iOS 9.3 | iOS 10 | iOS 10 | iOS 11 | iOS 11 | iOS 11.1 | iOS 12 | iOS 12 | iOS 12.0.1 | iOS 13 | iOS 13 | iOS 13 | iOS 13.4 | iOS 14 | iOS 14 | iOS 14 | iOS 14 | iOS 15 | iOS 15 | iOS 15 | iOS 15 | iOS 15.4 | iOS 16 | iOS 16 | iOS 16 | iOS 16 | iOS 17 | iOS 17 | iOS 17 | iOS 17 | iOS 18 | iOS 18 | iOS 18 | iOS 18 | iOS 18.3.1 |
| 対応iOS最新版                                              | iPhone OS 3.1.3                                                       | iOS 4.2.1                                                              | iOS 6.1.6                                                                       | iOS 7.1.2                                                                                     | iOS 9.3.6                                                                                            | iOS 10.3.4                                                                           | iOS 10.3.4                                                                                       | iOS 12.5.7                                                                      | iOS 12.5.7 | iOS 12.5.7 | iOS 15.8.4 | iOS 15.8.4 | iOS 15.8.4 | iOS 15.8.4 | iOS 15.8.4 | iOS 16.7.11 | iOS 16.7.11 | iOS 16.7.11 | iOS 18.6.2 | iOS 18.6.2 | iOS 18.6.2 | iOS 18.6.2 | iOS 18.6.2 | iOS 18.6.2 | iOS 18.6.2 | iOS 18.6.2 | iOS 18.6.2 | iOS 18.6.2 | iOS 18.6.2 | iOS 18.6.2 | iOS 18.6.2 | iOS 18.6.2 | iOS 18.6.2 | iOS 18.6.2 | iOS 18.6.2 | iOS 18.6.2 | iOS 18.6.2 | iOS 18.6.2 | iOS 18.6.2 | iOS 18.6.2 | iOS 18.6.2 | iOS 18.6.2 | iOS 18.6.2 | iOS 18.6.2 | iOS 18.6.2 | iOS 18.6.2 | iOS 18.6.2 |
| iOS最終サポート系列                                        | iPhone OS 3系                                                         | iOS 4系                                                                | iOS 6系                                                                         | iOS 7系                                                                                       | iOS 9系                                                                                              | iOS 10系                                                                             | iOS 10系                                                                                         | iOS 12系                                                                        | iOS 12系 | iOS 12系 | iOS 15系 | iOS 15系 | iOS 15系 | iOS 15系 | iOS 15系 | iOS 16系 | iOS 16系 | iOS 16系 | iOS 18系 | iOS 18系 | iOS 18系 | 未発表 | 未発表 | 未発表 | 未発表 | 未発表 | 未発表 | 未発表 | 未発表 | 未発表 | 未発表 | 未発表 | 未発表 | 未発表 | 未発表 | 未発表 | 未発表 | 未発表 | 未発表 | 未発表 | 未発表 | 未発表 | 未発表 | 未発表 | 未発表 | 未発表 | 未発表 |
| ディスプレイ                                               | 3.5インチ（89mm）、画面比率3:2                                        | 3.5インチ（89mm）、画面比率3:2                                         | 3.5インチ（89mm）、画面比率3:2                                                  | 3.5インチ（89mm）、画面比率3:2                                                                | 3.5インチ（89mm）、画面比率3:2                                                                       | 4インチ、画面比率16:9                                                                | 4インチ、画面比率16:9                                                                            | 4インチ、画面比率16:9                                                           | 4.7インチ、画面比率16:9 | 5.5インチ、画面比率16:9 | 4.7インチ、画面比率16:9 | 5.5インチ、画面比率16:9 | 4インチ、画面比率16:9                                                                                            | 4.7インチ、画面比率16:9 | 5.5インチ、画面比率16:9 | 4.7インチ、画面比率16:9 | 5.5インチ、画面比率16:9 | 5.8インチ、画面比率約2.17:1 | 5.8インチ、画面比率約2.16:1 | 6.5インチ、画面比率約2.16:1 | 6.1インチ、画面比率約2.16:1 | 6.1インチ、画面比率約2.16:1 | 5.8インチ、画面比率約2.16:1 | 6.5インチ、画面比率約2.16:1 | 4.7インチ、画面比率16:9 | 5.4インチ、画面比率約2.16:1 | 6.1インチ、画面比率約2.16:1 | 6.1インチ、画面比率約2.16:1 | 6.7インチ、画面比率約2.16:1 | 5.4インチ、画面比率約2.16:1 | 6.1インチ、画面比率約2.16:1 | 6.1インチ、画面比率約2.16:1 | 6.7インチ、画面比率約2.16:1 | 4.7インチ、画面比率16:9 | 6.1インチ、画面比率約2.16:1 | 6.7インチ、画面比率約2.16:1 | 6.1インチ、画面比率約2.16:1 | 6.7インチ、画面比率約2.16:1 | 6.1インチ、画面比率約2.16:1 | 6.7インチ、画面比率約2.16:1 | 6.1インチ、画面比率約2.16:1 | 6.7インチ、画面比率約2.16:1 | 6.1インチ、画面比率約2.16:1 | 6.7インチ、画面比率約2.16:1 | 6.3インチ、画面比率約2.17:1 | 6.9インチ、画面比率約2.17:1 | 6.1インチ、画面比率約2.16:1 |
| ディスプレイ                                               | 480×320px（163ppi）                                                   | 480×320px（163ppi）                                                    | 480×320px（163ppi）                                                             | 960×640px（326ppi）                                                                           | 960×640px（326ppi）                                                                                  | 1136×640px（326ppi）                                                                 | 1136×640px（326ppi）                                                                             | 1136×640px（326ppi）                                                            | 1334×750px（326ppi） | 1920×1080px（401ppi） | 1334×750px（326ppi） | 1920×1080px（401ppi） | 1136×640px (326ppi)                                                                                              | 1334×750px（326ppi） | 1920×1080px（401ppi） | 1334×750px（326ppi） | 1920×1080px (401ppi) | 2436x1125px（458ppi） | 2436x1125px（458ppi） | 2688x1242px（458ppi） | 1792x828px（326ppi） | 1792x828px（326ppi） | 2436x1125px（458ppi） | 2688x1242px（458ppi） | 1334×750px（326ppi） | 2340x1080px（476ppi） | 2532x1170px（460ppi） | 2532x1170px（460ppi） | 2778x 1284px（458ppi） | 2340x1080px（476ppi） | 2532x1170px（460ppi） | 2532x1170px（460ppi） | 2778x 1284px（458ppi） | 1334×750px (326ppi) | 2532x1170px（460ppi） | 2778x 1284px（458ppi） | 2556x1179px（460ppi） | 2796x1290px（460ppi） | 2532x1170px（460ppi） | 2778x1284px（458ppi） | 2556x1179px（460ppi） | 2796x1290px（460ppi） | 2556x1179px (460ppi) | 2796x1290px (460ppi) | 2622x1206px（460ppi） | 2868x1320（460ppi） | 2532x1170px（460ppi） |
| ディスプレイ                                               | 262,144色 TFT LCD                                                     | 262,144色 TFT LCD                                                      | 262,144色 TFT LCD                                                               | IPS型TFT液晶                                                                                  | IPS型TFT液晶                                                                                         | IPS型TFT液晶                                                                         | IPS型TFT液晶                                                                                     | IPS型TFT液晶                                                                    | IPS型TFT液晶 | IPS型TFT液晶 | IPS型TFT液晶 | IPS型TFT液晶 | IPS型TFT液晶 | IPS型TFT液晶 | IPS型TFT液晶 | IPS型TFT液晶 | IPS型TFT液晶 | HDR10対応 Super Retina HDディスプレイ 最大輝度625ニト（標準） | HDR10対応 Super Retina HDディスプレイ 最大輝度625ニト（標準） | HDR10対応 Super Retina HDディスプレイ 最大輝度625ニト（標準） | Liquid Retina IPS型TFT液晶 | Liquid Retina IPS型TFT液晶 | Super Retina XDR （HDR10対応 有機ELディスプレイ） 最大輝度：800ニト（標準）、1200ニト（HDR）                                                   | Super Retina XDR （HDR10対応 有機ELディスプレイ） 最大輝度：800ニト（標準）、1200ニト（HDR）                                                   | Retina HDディスプレイ IPS型TFT液晶 最大輝度：625ニト（標準）                                                                                   | Super Retina XDR （HDR10対応 有機ELディスプレイ） 最大輝度：625ニト（標準）、1200ニト（HDR）                                                                          | Super Retina XDR （HDR10対応 有機ELディスプレイ） 最大輝度：625ニト（標準）、1200ニト（HDR）                                                                          | Super Retina XDR （HDR10対応 有機ELディスプレイ） 最大輝度：800ニト（標準）、1200ニト（HDR）                                                                          | Super Retina XDR （HDR10対応 有機ELディスプレイ） 最大輝度：800ニト（標準）、1200ニト（HDR）                                                                          | Super Retina XDR （HDR10対応 有機ELディスプレイ） 最大輝度：800ニト（標準）、1200ニト（HDR） | Super Retina XDR （HDR10対応 有機ELディスプレイ） 最大輝度：800ニト（標準）、1200ニト（HDR） | Super Retina XDR （HDR10対応 有機ELディスプレイ） 最大輝度：1000ニト（標準）、1200ニト（HDR） ProMotionテクノロジー                                                                              | Super Retina XDR （HDR10対応 有機ELディスプレイ） 最大輝度：1000ニト（標準）、1200ニト（HDR） ProMotionテクノロジー                                                                              | Retina HDディスプレイ IPS型TFT液晶 最大輝度: 625ニト（標準）                                                                                | Super Retina XDR （HDR10対応 有機ELディスプレイ） 最大輝度：1000ニト（標準）、1200ニト（HDR）                                                           | Super Retina XDR （HDR10対応 有機ELディスプレイ） 最大輝度：1000ニト（標準）、1200ニト（HDR）                                                           | 常時表示Super Retina XDR （HDR10対応 有機ELディスプレイ） 最大輝度：1000ニト（標準）、1600ニト（HDR）、2000ニト（屋外） ProMotionテクノロジー Dynamic Island | 常時表示Super Retina XDR （HDR10対応 有機ELディスプレイ） 最大輝度：1000ニト（標準）、1600ニト（HDR）、2000ニト（屋外） ProMotionテクノロジー Dynamic Island | Super Retina XDR （HDR10対応 有機ELディスプレイ） 最大輝度：1000ニト（標準）、1600ニト（HDR）、2000ニト（屋外） Dynamic Island                          | Super Retina XDR （HDR10対応 有機ELディスプレイ） 最大輝度：1000ニト（標準）、1600ニト（HDR）、2000ニト（屋外） Dynamic Island                          | 常時表示Super Retina XDR （HDR10対応 有機ELディスプレイ） 最大輝度：1000ニト（標準）、1600ニト（HDR）、2000ニト（屋外） ProMotionテクノロジー Dynamic Island | 常時表示Super Retina XDR （HDR10対応 有機ELディスプレイ） 最大輝度：1000ニト（標準）、1600ニト（HDR）、2000ニト（屋外） ProMotionテクノロジー Dynamic Island | Super Retina XDR （HDR10対応 有機ELディスプレイ） 最大輝度：1000ニト（標準）、1600ニト（HDR）、2000ニト（屋外） 最小輝度：1ニト Dynamic Island                   | Super Retina XDR （HDR10対応 有機ELディスプレイ） 最大輝度：1000ニト（標準）、1600ニト（HDR）、2000ニト（屋外） 最小輝度：1ニト Dynamic Island                   | 常時表示Super Retina XDR （HDR10対応 有機ELディスプレイ） 最大輝度：1000ニト（標準）、1600ニト（HDR）、2000ニト（屋外） 最小輝度：1ニト ProMotionテクノロジー Dynamic Island | 常時表示Super Retina XDR （HDR10対応 有機ELディスプレイ） 最大輝度：1000ニト（標準）、1600ニト（HDR）、2000ニト（屋外） 最小輝度：1ニト ProMotionテクノロジー Dynamic Island | Super Retina XDR （HDR10対応 有機ELディスプレイ） 最大輝度：800ニト（標準）、1200ニト（HDR）                                                           |
| ディスプレイ                                               | 光沢ガラス                                                            | 光沢ガラス                                                             | 光沢ガラス                                                                      | アルミノケイ酸ガラス                                                                          | アルミノケイ酸ガラス                                                                                 | アルミノケイ酸ガラス                                                                 | アルミノケイ酸ガラス                                                                             | アルミノケイ酸ガラス                                                            | アルミノケイ酸ガラス | アルミノケイ酸ガラス | イオン強化ガラス | イオン強化ガラス | イオン強化ガラス                                                                                                 | これまでより50%強化されたレイヤーを持つガラス                                                                                                 | これまでより50%強化されたレイヤーを持つガラス                                                                                                 | これまでより50%強化されたレイヤーを持つガラス | | | | 二重イオン交換強化ガラス | 二重イオン交換強化ガラス | 二重イオン交換強化ガラス | | | | Ceramic Shield | Ceramic Shield | Ceramic Shield | Ceramic Shield | Ceramic Shield | Ceramic Shield | Ceramic Shield | Ceramic Shield | | Ceramic Shield | Ceramic Shield | Ceramic Shield | Ceramic Shield | Ceramic Shield | Ceramic Shield | Ceramic Shield | Ceramic Shield | 最新世代のCeramic Shield | 最新世代のCeramic Shield | 最新世代のCeramic Shield | 最新世代のCeramic Shield | Ceramic Shield |
| ディスプレイ                                               | N/A                                                                   | N/A                                                                    | 耐指紋性撥油コーティング                                                        | 耐指紋性撥油コーティング                                                                      | 耐指紋性撥油コーティング                                                                             | 耐指紋性撥油コーティング                                                             | 耐指紋性撥油コーティング                                                                         | 耐指紋性撥油コーティング                                                        | 耐指紋性撥油コーティング | 耐指紋性撥油コーティング | 耐指紋性撥油コーティング | 耐指紋性撥油コーティング | 耐指紋性撥油コーティング                                                                                         | 耐指紋性撥油コーティング | 耐指紋性撥油コーティング | 耐指紋性撥油コーティング | 耐指紋性撥油コーティング | 耐指紋性撥油コーティング | 耐指紋性撥油コーティング | 耐指紋性撥油コーティング | 耐指紋性撥油コーティング | 耐指紋性撥油コーティング | 耐指紋性撥油コーティング | 耐指紋性撥油コーティング | 耐指紋性撥油コーティング | 耐指紋性撥油コーティング | 耐指紋性撥油コーティング | 耐指紋性撥油コーティング | 耐指紋性撥油コーティング | 耐指紋性撥油コーティング | 耐指紋性撥油コーティング | 耐指紋性撥油コーティング | 耐指紋性撥油コーティング | 耐指紋性撥油コーティング | 耐指紋性撥油コーティング | 耐指紋性撥油コーティング | 耐指紋性撥油コーティング | 耐指紋性撥油コーティング | 耐指紋性撥油コーティング | 耐指紋性撥油コーティング | 耐指紋性撥油コーティング | 耐指紋性撥油コーティング | 耐指紋性撥油コーティング | 耐指紋性撥油コーティング | 耐指紋性撥油コーティング | 耐指紋性撥油コーティング | 耐指紋性撥油コーティング |
| ディスプレイ                                               | N/A                                                                   | N/A                                                                    | N/A                                                                             | N/A                                                                                           | N/A                                                                                                  | N/A                                                                                  | N/A                                                                                              | N/A                                                                             | N/A | N/A | 拡大表示、簡易アクセス | 拡大表示、簡易アクセス | N/A | 拡大表示、簡易アクセス | 拡大表示、簡易アクセス | 拡大表示、簡易アクセス | 拡大表示、簡易アクセス | 拡大表示、簡易アクセス | 拡大表示、簡易アクセス | 拡大表示、簡易アクセス | 拡大表示、簡易アクセス | 拡大表示、簡易アクセス | 拡大表示、簡易アクセス | 拡大表示、簡易アクセス | 拡大表示、簡易アクセス | 拡大表示、簡易アクセス | 拡大表示、簡易アクセス | 拡大表示、簡易アクセス | 拡大表示、簡易アクセス | 拡大表示、簡易アクセス | 拡大表示、簡易アクセス | 拡大表示、簡易アクセス | 拡大表示、簡易アクセス | 拡大表示、簡易アクセス | 拡大表示、簡易アクセス | 拡大表示、簡易アクセス | 拡大表示、簡易アクセス | 拡大表示、簡易アクセス | 拡大表示、簡易アクセス | 拡大表示、簡易アクセス | 拡大表示、簡易アクセス | 拡大表示、簡易アクセス | 拡大表示、簡易アクセス | 拡大表示、簡易アクセス | 拡大表示、簡易アクセス | 拡大表示、簡易アクセス | 拡大表示、簡易アクセス |
| ディスプレイ                                               | N/A                                                                   | N/A                                                                    | N/A                                                                             | N/A                                                                                           | N/A                                                                                                  | N/A                                                                                  | N/A                                                                                              | N/A                                                                             | N/A | N/A | 3D Touch | 3D Touch | N/A | 3D Touch | 3D Touch | 3D Touch | 3D Touch | 3D Touch | 3D Touch | 3D Touch | Haptic Touch | Haptic Touch | Haptic Touch | Haptic Touch | Haptic Touch | Haptic Touch | Haptic Touch | Haptic Touch | Haptic Touch | Haptic Touch | Haptic Touch | Haptic Touch | Haptic Touch | Haptic Touch | Haptic Touch | Haptic Touch | Haptic Touch | Haptic Touch | Haptic Touch | Haptic Touch | Haptic Touch | Haptic Touch | Haptic Touch | Haptic Touch | Haptic Touch | Haptic Touch | Haptic Touch |
| ディスプレイ                                               | sRGB準拠                                                              | sRGB準拠                                                               | sRGB準拠                                                                        | sRGB準拠                                                                                      | sRGB準拠                                                                                             | sRGB準拠                                                                             | sRGB準拠                                                                                         | sRGB準拠                                                                        | sRGB準拠 | sRGB準拠 | sRGB準拠 | sRGB準拠 | sRGB準拠 | 広色域ディスプレイ（DCI-P3準拠） | 広色域ディスプレイ（DCI-P3準拠） | 広色域ディスプレイ（DCI-P3準拠） | 広色域ディスプレイ（DCI-P3準拠） | 広色域ディスプレイ（DCI-P3準拠） | 広色域ディスプレイ（DCI-P3準拠） | 広色域ディスプレイ（DCI-P3準拠） | 広色域ディスプレイ（DCI-P3準拠） | 広色域ディスプレイ（DCI-P3準拠） | 広色域ディスプレイ（DCI-P3準拠） | 広色域ディスプレイ（DCI-P3準拠） | 広色域ディスプレイ（DCI-P3準拠） | 広色域ディスプレイ（DCI-P3準拠） | 広色域ディスプレイ（DCI-P3準拠） | 広色域ディスプレイ（DCI-P3準拠） | 広色域ディスプレイ（DCI-P3準拠） | 広色域ディスプレイ（DCI-P3準拠） | 広色域ディスプレイ（DCI-P3準拠） | 広色域ディスプレイ（DCI-P3準拠） | 広色域ディスプレイ（DCI-P3準拠） | 広色域ディスプレイ（DCI-P3準拠） | 広色域ディスプレイ（DCI-P3準拠） | 広色域ディスプレイ（DCI-P3準拠） | 広色域ディスプレイ（DCI-P3準拠） | 広色域ディスプレイ（DCI-P3準拠） | 広色域ディスプレイ（DCI-P3準拠） | 広色域ディスプレイ（DCI-P3準拠） | 広色域ディスプレイ（DCI-P3準拠） | 広色域ディスプレイ（DCI-P3準拠） | 広色域ディスプレイ（DCI-P3準拠） | 広色域ディスプレイ（DCI-P3準拠） | 広色域ディスプレイ（DCI-P3準拠） | 広色域ディスプレイ（DCI-P3準拠） | 広色域ディスプレイ（DCI-P3準拠） |
| ストレージ                                                 | 4, 8, 16 GB                                                           | 8, 16 GB                                                               | 8, 16, 32 GB                                                                    | 8, 16, 32 GB                                                                                  | 8, 16, 32, 64 GB                                                                                     | 16, 32, 64 GB                                                                        | 8, 16, 32 GB                                                                                     | 16, 32, 64 GB                                                                   | 16, 64, 128 GB | 16, 64, 128 GB | 16, 32, 64, 128 GB | 16, 32, 64, 128 GB | 16, 32, 64, 128 GB                                                                                               | 32, 128, 256 GB | 32, 128, 256 GB | 64, 128, 256 GB | 64, 128, 256 GB | 64, 128, 256 GB | 64, 256, 512 GB | 64, 256, 512 GB | 64, 128, 256 GB | 64, 128, 256 GB | 64, 256, 512 GB | 64, 256, 512 GB | 64, 128, 256 GB | 64, 128, 256 GB | 64, 128, 256 GB | 128, 256, 512 GB | 128, 256, 512 GB | 128, 256, 512 GB | 128, 256, 512 GB | 128, 256, 512 GB, 1TB | 128, 256, 512 GB, 1TB | 64, 128, 256 GB | 128, 256, 512 GB | 128, 256, 512 GB | 128, 256, 512 GB, 1TB | 128, 256, 512 GB, 1TB | 128, 256, 512 GB | 128, 256, 512 GB | 128, 256, 512 GB, 1TB | 256, 512 GB, 1TB | 128, 256, 512 GB | 128, 256, 512 GB | 128, 256, 512 GB, 1TB | 256, 512 GB, 1TB | 128, 256, 512 GB |
| CPU                                                        | ARM 1176JZ (F)-S                                                      | ARM 1176JZ (F)-S                                                       | Samsung S5PC100                                                                 | Apple A4                                                                                      | Apple A5                                                                                             | Apple A6                                                                             | Apple A6                                                                                         | Apple A7                                                                        | Apple A8 | Apple A8 | Apple A9 | Apple A9 | Apple A9 | Apple A10 Fusion | Apple A10 Fusion | Apple A11 Bionic | Apple A11 Bionic | Apple A11 Bionic | Apple A12 Bionic | Apple A12 Bionic | Apple A12 Bionic | Apple A13 Bionic | Apple A13 Bionic | Apple A13 Bionic | Apple A13 Bionic | Apple A14 Bionic | Apple A14 Bionic | Apple A14 Bionic | Apple A14 Bionic | Apple A15 Bionic | Apple A15 Bionic | Apple A15 Bionic | Apple A15 Bionic | Apple A15 Bionic | Apple A15 Bionic | Apple A15 Bionic | Apple A16 Bionic | Apple A16 Bionic | Apple A16 Bionic | Apple A16 Bionic | Apple A17 Pro | Apple A17 Pro | Apple A18 | Apple A18 | Apple A18 Pro | Apple A18 Pro | Apple A18 |
| CPU                                                        | 412 MHz （620MHzからアンダークロック）                                | 412 MHz （620MHzからアンダークロック）                                 | 600MHz （833MHzからアンダークロック）                                           | 800 MHz （1GHzからアンダークロック）                                                          | 800 MHz （1GHzからアンダークロック）                                                                 | 1.3 GHz                                                                              | 1.25 GHz                                                                                         | 1.3 GHz                                                                         | 1.4 GHz | 1.4 GHz | 2.33 GHz | 2.33 GHz | 2.33 GHz | 2.34 GHz | 2.34 GHz | 2.39 GHz | 2.39 GHz | 2.39 GHz | 2.49 GHz | 2.49 GHz | 2.49 GHz | 2.65 GHz | 2.65 GHz | 2.65 GHz | 2.65 GHz | 2.99GHz | 2.99GHz | 2.99GHz | 2.99GHz | 3.22GHz | 3.22GHz | 3.22GHz | 3.22GHz | 3.22GHz | 3.22GHz | 3.22GHz | 3.46GHz | 3.46GHz | 3.46GHz | 3.46GHz | 3.78GHz | 3.78GHz | 4.04GHz | 4.04GHz | 4.04GHz | 4.04GHz | 4.04GHz |
| CPU                                                        | 32 ビット                                                             | 32 ビット                                                              | 32 ビット                                                                       | 32 ビット                                                                                     | 32 ビット                                                                                            | 32 ビット                                                                            | 32 ビット                                                                                        | 64 ビット                                                                       | 64 ビット | 64 ビット | 64 ビット | 64 ビット | 64 ビット | 64 ビット | 64 ビット | 64 ビット | 64 ビット | 64 ビット | 64 ビット | 64 ビット | 64 ビット | 64 ビット | 64 ビット | 64 ビット | 64 ビット | 64 ビット | 64 ビット | 64 ビット | 64 ビット | 64 ビット | 64 ビット | 64 ビット | 64 ビット | 64 ビット | 64 ビット | 64 ビット | 64 ビット | 64 ビット | 64 ビット | 64 ビット | 64 ビット | 64 ビット | 64 ビット | 64 ビット | 64 ビット | 64 ビット | 64 ビット |
| CPU                                                        | ARMv6                                                                 | ARMv6                                                                  | ARMv7                                                                           | ARMv7                                                                                         | ARMv7                                                                                                | ARMv7s                                                                               | ARMv7s                                                                                           | ARMv8‑A                                                                         | ARMv8‑A | ARMv8‑A | ARMv8‑A | ARMv8‑A | ARMv8‑A | ARMv8‑A | ARMv8‑A | ARMv8‑A | ARMv8‑A | ARMv8‑A | ARM64e | ARM64e | ARM64e | ARM64e | ARM64e | ARM64e | ARM64e | ARM64e | ARM64e | ARM64e | ARM64e | ARM64e | ARM64e | ARM64e | ARM64e | ARM64e | ARM64e | ARM64e | ARM64e | ARM64e | ARM64e | ARM64e | ARM64e | ARM64e | | | | | |
| CPU                                                        | ARM 11                                                                | ARM 11                                                                 | Cortex-A8                                                                       | Cortex-A8 ベース                                                                              | デュアルコア Cortex-A9 ベース                                                                        | デュアルコア                                                                         | デュアルコア                                                                                     | デュアルコア                                                                    | デュアルコア | デュアルコア | デュアルコア | デュアルコア | デュアルコア | クアッドコア （2コア+2コア） | クアッドコア （2コア+2コア） | ヘキサコア （2コア+4コア） | ヘキサコア （2コア+4コア） | ヘキサコア （2コア+4コア） | ヘキサコア （2コア+4コア） | ヘキサコア （2コア+4コア） | ヘキサコア （2コア+4コア） | ヘキサコア （2コア+4コア） | ヘキサコア （2コア+4コア） | ヘキサコア （2コア+4コア） | ヘキサコア （2コア+4コア） | ヘキサコア （2コア+4コア） | ヘキサコア （2コア+4コア） | ヘキサコア （2コア+4コア） | ヘキサコア （2コア+4コア） | ヘキサコア （2コア+4コア） | ヘキサコア （2コア+4コア） | ヘキサコア （2コア+4コア） | ヘキサコア （2コア+4コア） | ヘキサコア （2コア+4コア） | ヘキサコア （2コア+4コア） | ヘキサコア （2コア+4コア） | ヘキサコア （2コア+4コア） | ヘキサコア （2コア+4コア） | ヘキサコア （2コア+4コア） | ヘキサコア （2コア+4コア） | ヘキサコア （2コア+4コア） | ヘキサコア （2コア+4コア） | ヘキサコア （2コア+4コア） | ヘキサコア （2コア+4コア） | ヘキサコア （2コア+4コア） | ヘキサコア （2コア+4コア） | ヘキサコア （2コア+4コア） |
| CPU                                                        | L2キャッシュなし                                                      | L2キャッシュなし                                                       | L2キャッシュ256 KB                                                              | L2キャッシュ640 KB                                                                            | L2キャッシュ1 MB                                                                                     | L2キャッシュ1 MB                                                                     | L2キャッシュ1 MB                                                                                 | L2キャッシュ1 MB                                                                | L2キャッシュ1 MB | L2キャッシュ1 MB | L2キャッシュ3 MB | L2キャッシュ3 MB | L2キャッシュ3 MB                                                                                                 | L2キャッシュ3 MB | L2キャッシュ3 MB | L2キャッシュ8 MB | L2キャッシュ8 MB | L2キャッシュ8 MB | L2キャッシュ8 MB | L2キャッシュ8 MB | L2キャッシュ8 MB | L2キャッシュ4 MB | L2キャッシュ4 MB | L2キャッシュ4 MB | L2キャッシュ4 MB | L2キャッシュ4 MB | L2キャッシュ4 MB | L2キャッシュ4 MB | L2キャッシュ4 MB | L2キャッシュ4 MB | L2キャッシュ4 MB | L2キャッシュ4 MB | L2キャッシュ4 MB | L2キャッシュ4 MB | L2キャッシュ4 MB | L2キャッシュ4 MB | | | | | | | | | | | |
| グラフィック GPU                                           | PowerVR MBX Lite 3D                                                   | PowerVR MBX Lite 3D                                                    | PowerVR SGX535                                                                  | PowerVR SGX535                                                                                | PowerVR SGX543MP2 2コア 200MHz                                                                       | PowerVR SGX543MP3 3コア 266MHz                                                       | PowerVR SGX543MP3 3コア 266MHz                                                                   | PowerVR G6430 4コア                                                             | PowerVR G6450 4コア | PowerVR G6450 4コア | PowerVR GT7600 6コア | PowerVR GT7600 6コア | PowerVR GT7600 6コア                                                                                             | PowerVR GT7600 6コア | PowerVR GT7600 6コア | 独自3コア | 独自3コア | 独自3コア | Apple独自設計4コア | Apple独自設計4コア | Apple独自設計4コア | Apple独自設計4コア | Apple独自設計4コア | Apple独自設計4コア | Apple独自設計4コア | Apple独自設計4コア | Apple独自設計4コア | Apple独自設計4コア | Apple独自設計4コア | Apple独自設計4コア | Apple独自設計4コア | Apple独自設計5コア | Apple独自設計5コア | Apple独自設計4コア | Apple A15独自設計5コア | Apple A15独自設計5コア | Apple A16独自設計5コア | Apple A16独自設計5コア | Apple A16独自設計5コア | Apple A16独自設計5コア | Apple A17独自設計6コア | Apple A17独自設計6コア | Apple A18独自設計5コア | Apple A18独自設計5コア | Apple A18独自設計6コア | Apple A18独自設計6コア | Apple A18独自設計4コア |
| Neural Engine                                              | N/A                                                                   | N/A                                                                    | N/A                                                                             | N/A                                                                                           | N/A                                                                                                  | N/A                                                                                  | N/A                                                                                              | N/A                                                                             | N/A | N/A | N/A | N/A | N/A | N/A | N/A | 2コア（演算速度600億回/秒） | 2コア（演算速度600億回/秒） | 2コア（演算速度600億回/秒） | 8コア（演算速度5000億回/秒） | 8コア（演算速度5000億回/秒） | 8コア（演算速度5000億回/秒） | 8コア（演算速度1兆回/秒） | 8コア（演算速度1兆回/秒） | 8コア（演算速度1兆回/秒） | 8コア（演算速度1兆回/秒） | 16コア（演算速度11兆回/秒） | 16コア（演算速度11兆回/秒） | 16コア（演算速度11兆回/秒） | 16コア（演算速度11兆回/秒） | 16コア（演算速度15.8兆回/秒） | 16コア（演算速度15.8兆回/秒） | 16コア（演算速度15.8兆回/秒） | 16コア（演算速度15.8兆回/秒） | 16コア（演算速度15.8兆回/秒） | 16コア（演算速度15.8兆回/秒） | 16コア（演算速度15.8兆回/秒） | 16コア（演算速度17兆回/秒） | 16コア（演算速度17兆回/秒） | 16コア（演算速度17兆回/秒） | 16コア（演算速度17兆回/秒） | 16コア（演算速度35兆回/秒） | 16コア（演算速度35兆回/秒） | 16コア（演算速度35兆回/秒） | 16コア（演算速度35兆回/秒） | 16コア（演算速度35兆回/秒） | 16コア（演算速度35兆回/秒） | 16コア（演算速度35兆回/秒） |
| メモリ DRAM                                                | 128 MB                                                                | 128 MB                                                                 | 256MB                                                                           | 512 MB                                                                                        | 512 MB                                                                                               | 1 GB                                                                                 | 1 GB                                                                                             | 1 GB                                                                            | 1 GB | 1 GB | 2 GB | 2 GB | 2 GB | 2 GB | 3 GB | 2 GB | 3 GB | 3 GB | 4 GB | 4 GB | 3 GB | 4 GB | 4 GB | 4 GB | 3 GB | 4GB | 4GB | 6GB | 6GB | 4GB | 4GB | 6GB | 6GB | 4GB | 6GB | 6GB | 6GB | 6GB | 6GB | 6GB | 8GB | 8GB | 8GB | 8GB | 8GB | 8GB | 8GB |
| メモリ DRAM                                                | LPDDR SDRAM                                                           | LPDDR SDRAM                                                            | LPDDR SDRAM                                                                     | LPDDR SDRAM                                                                                   | LPDDR2 SDRAM                                                                                         | LPDDR2 SDRAM                                                                         | LPDDR2 SDRAM                                                                                     | LPDDR3 SDRAM                                                                    | LPDDR3 SDRAM | LPDDR3 SDRAM | LPDDR4 SDRAM | LPDDR4 SDRAM | LPDDR4 SDRAM | LPDDR4 SDRAM | LPDDR4 SDRAM | LPDDR4X SDRAM | LPDDR4X SDRAM | LPDDR4X SDRAM | LPDDR4X SDRAM | LPDDR4X SDRAM | LPDDR4X SDRAM | LPDDR4X SDRAM | LPDDR4X SDRAM | LPDDR4X SDRAM | LPDDR4X SDRAM | LPDDR4X SDRAM | LPDDR4X SDRAM | LPDDR4X SDRAM | LPDDR4X SDRAM | LPDDR4X SDRAM | LPDDR4X SDRAM | LPDDR4X SDRAM | LPDDR4X SDRAM | LPDDR4X SDRAM | LPDDR4X SDRAM | LPDDR4X SDRAM | LPDDR5 SDRAM | LPDDR5 SDRAM | LPDDR5 SDRAM | LPDDR5 SDRAM | LPDDR5 SDRAM | LPDDR5 SDRAM | LPDDR5X SDRAM | LPDDR5X SDRAM | LPDDR5X SDRAM | LPDDR5X SDRAM | LPDDR5X SDRAM |
| 機種                                                       | iPhone                                                                | iPhone 3G                                                              | iPhone 3GS                                                                      | iPhone 4                                                                                      | iPhone 4S                                                                                            | iPhone 5                                                                             | iPhone 5c                                                                                        | iPhone 5s                                                                       | iPhone 6 | iPhone 6 Plus | iPhone 6s | iPhone 6s Plus | iPhone SE（第1世代）                                                                                             | iPhone 7 | iPhone 7 Plus | iPhone 8 | iPhone 8 Plus | iPhone X | iPhone XS | iPhone XS Max | iPhone XR | iPhone 11 | iPhone 11 Pro | iPhone 11 Pro Max | iPhone SE（第2世代） | iPhone 12 mini | iPhone 12 | iPhone 12 Pro | iPhone 12 Pro Max | iPhone 13 mini | iPhone 13 | iPhone 13 Pro | iPhone 13 Pro Max | iPhone SE（第3世代） | iPhone 14 | iPhone 14 Plus | iPhone 14 Pro | iPhone 14 Pro Max | iPhone 15 | iPhone 15 Plus | iPhone 15 Pro | iPhone 15 Pro Max | iPhone 16 | iPhone 16 Plus | iPhone 16 Pro | iPhone 16 Pro Max | iPhone 16e |
| 通信方式 (2G/3G)                                           | GSM/GPRS/EDGE (850, 900, 1800, 1900 MHz) ※iPhone 4 CDMAモデルは未対応 | GSM/GPRS/EDGE (850, 900, 1800, 1900 MHz) ※iPhone 4 CDMAモデルは未対応  | GSM/GPRS/EDGE (850, 900, 1800, 1900 MHz) ※iPhone 4 CDMAモデルは未対応           | GSM/GPRS/EDGE (850, 900, 1800, 1900 MHz) ※iPhone 4 CDMAモデルは未対応                         | GSM/GPRS/EDGE (850, 900, 1800, 1900 MHz) ※iPhone 4 CDMAモデルは未対応                                | GSM/GPRS/EDGE (850, 900, 1800, 1900 MHz) ※iPhone 4 CDMAモデルは未対応                | GSM/GPRS/EDGE (850, 900, 1800, 1900 MHz) ※iPhone 4 CDMAモデルは未対応                            | GSM/GPRS/EDGE (850, 900, 1800, 1900 MHz) ※iPhone 4 CDMAモデルは未対応           | GSM/GPRS/EDGE (850, 900, 1800, 1900 MHz) ※iPhone 4 CDMAモデルは未対応                                                       | GSM/GPRS/EDGE (850, 900, 1800, 1900 MHz) ※iPhone 4 CDMAモデルは未対応                                                       | GSM/GPRS/EDGE (850, 900, 1800, 1900 MHz) ※iPhone 4 CDMAモデルは未対応                                                                                  | GSM/GPRS/EDGE (850, 900, 1800, 1900 MHz) ※iPhone 4 CDMAモデルは未対応                                                                                  | GSM/GPRS/EDGE (850, 900, 1800, 1900 MHz) ※iPhone 4 CDMAモデルは未対応                                            | GSM/GPRS/EDGE (850, 900, 1800, 1900 MHz) ※iPhone 4 CDMAモデルは未対応                                                                         | GSM/GPRS/EDGE (850, 900, 1800, 1900 MHz) ※iPhone 4 CDMAモデルは未対応                                                                         | GSM/GPRS/EDGE (850, 900, 1800, 1900 MHz) ※iPhone 4 CDMAモデルは未対応 | GSM/GPRS/EDGE (850, 900, 1800, 1900 MHz) ※iPhone 4 CDMAモデルは未対応 | GSM/GPRS/EDGE (850, 900, 1800, 1900 MHz) ※iPhone 4 CDMAモデルは未対応 | GSM/GPRS/EDGE (850, 900, 1800, 1900 MHz) ※iPhone 4 CDMAモデルは未対応 | GSM/GPRS/EDGE (850, 900, 1800, 1900 MHz) ※iPhone 4 CDMAモデルは未対応 | GSM/GPRS/EDGE (850, 900, 1800, 1900 MHz) ※iPhone 4 CDMAモデルは未対応 | GSM/GPRS/EDGE (850, 900, 1800, 1900 MHz) ※iPhone 4 CDMAモデルは未対応                                                                          | GSM/GPRS/EDGE (850, 900, 1800, 1900 MHz) ※iPhone 4 CDMAモデルは未対応                                                                          | GSM/GPRS/EDGE (850, 900, 1800, 1900 MHz) ※iPhone 4 CDMAモデルは未対応                                                                          | GSM/GPRS/EDGE (850, 900, 1800, 1900 MHz) ※iPhone 4 CDMAモデルは未対応                                                                          | GSM/GPRS/EDGE (850, 900, 1800, 1900 MHz) ※iPhone 4 CDMAモデルは未対応                                                                                                 | GSM/GPRS/EDGE (850, 900, 1800, 1900 MHz) ※iPhone 4 CDMAモデルは未対応                                                                                                 | GSM/GPRS/EDGE (850, 900, 1800, 1900 MHz) ※iPhone 4 CDMAモデルは未対応                                                                                                 | GSM/GPRS/EDGE (850, 900, 1800, 1900 MHz) ※iPhone 4 CDMAモデルは未対応                                                                                                 | GSM/GPRS/EDGE (850, 900, 1800, 1900 MHz) ※iPhone 4 CDMAモデルは未対応 | GSM/GPRS/EDGE (850, 900, 1800, 1900 MHz) ※iPhone 4 CDMAモデルは未対応 | GSM/GPRS/EDGE (850, 900, 1800, 1900 MHz) ※iPhone 4 CDMAモデルは未対応 | GSM/GPRS/EDGE (850, 900, 1800, 1900 MHz) ※iPhone 4 CDMAモデルは未対応 | GSM/GPRS/EDGE (850, 900, 1800, 1900 MHz) ※iPhone 4 CDMAモデルは未対応                                                                       | GSM/GPRS/EDGE (850, 900, 1800, 1900 MHz) ※iPhone 4 CDMAモデルは未対応                                                                                   | GSM/GPRS/EDGE (850, 900, 1800, 1900 MHz) ※iPhone 4 CDMAモデルは未対応                                                                                   | GSM/GPRS/EDGE (850, 900, 1800, 1900 MHz) ※iPhone 4 CDMAモデルは未対応                                                                                        | GSM/GPRS/EDGE (850, 900, 1800, 1900 MHz) ※iPhone 4 CDMAモデルは未対応                                                                                        | GSM/GPRS/EDGE (850, 900, 1800, 1900 MHz) ※iPhone 4 CDMAモデルは未対応                                                                                   | GSM/GPRS/EDGE (850, 900, 1800, 1900 MHz) ※iPhone 4 CDMAモデルは未対応                                                                                   | GSM/GPRS/EDGE (850, 900, 1800, 1900 MHz) ※iPhone 4 CDMAモデルは未対応                                                                                        | GSM/GPRS/EDGE (850, 900, 1800, 1900 MHz) ※iPhone 4 CDMAモデルは未対応                                                                                        | GSM/GPRS/EDGE (850, 900, 1800, 1900 MHz) ※iPhone 4 CDMAモデルは未対応                                                                                            | GSM/GPRS/EDGE (850, 900, 1800, 1900 MHz) ※iPhone 4 CDMAモデルは未対応                                                                                            | GSM/GPRS/EDGE (850, 900, 1800, 1900 MHz) ※iPhone 4 CDMAモデルは未対応 | GSM/GPRS/EDGE (850, 900, 1800, 1900 MHz) ※iPhone 4 CDMAモデルは未対応 | GSM/GPRS/EDGE (850, 900, 1800, 1900 MHz) ※iPhone 4 CDMAモデルは未対応                                                                                  |
| 通信方式 (2G/3G)                                           | N/A                                                                   | UMTS (W-CDMA)/HSDPA (850, 1900, 2100 MHz)                              | （左記に加えて） 7.2 Mbps HSDPA                                                 | UMTS (W-CDMA)/HSDPA (850, 900, 1900, 2100 MHz), 7.2Mbit/sHSDPA, 5.76Mbit/s HSUPA              | （左記に加えて） ワールドフォン (UMTS/GSM/CDMA) , 14.4 Mbps HSDPA, CDMA EV-DO Rev. A (800, 1900 MHz) | （左記に加えて） HSPA+/DC-HSDPA (850, 900, 1900, 2100 MHz)                           | （左記に加えて） HSPA+/DC-HSDPA (850, 900, 1900, 2100 MHz)                                       | （左記に加えて） HSPA+/DC-HSDPA (850, 900, 1900, 2100 MHz)                      | （左記に加えて） HSPA+/DC-HSDPA (850, 900, 1900, 2100 MHz)                                                                  | （左記に加えて） HSPA+/DC-HSDPA (850, 900, 1900, 2100 MHz)                                                                  | （左記に加えて） HSPA+/DC-HSDPA (850, 900, 1900, 2100 MHz)                                                                                             | （左記に加えて） HSPA+/DC-HSDPA (850, 900, 1900, 2100 MHz)                                                                                             | （左記に加えて） HSPA+/DC-HSDPA (850, 900, 1900, 2100 MHz)                                                       | （左記に加えて） HSPA+/DC-HSDPA (850, 900, 1900, 2100 MHz)                                                                                    | （左記に加えて） HSPA+/DC-HSDPA (850, 900, 1900, 2100 MHz)                                                                                    | （左記に加えて） HSPA+/DC-HSDPA (850, 900, 1900, 2100 MHz) | （左記に加えて） HSPA+/DC-HSDPA (850, 900, 1900, 2100 MHz) | （左記に加えて） HSPA+/DC-HSDPA (850, 900, 1900, 2100 MHz) | （左記に加えて） HSPA+/DC-HSDPA (850, 900, 1900, 2100 MHz) | （左記に加えて） HSPA+/DC-HSDPA (850, 900, 1900, 2100 MHz) | （左記に加えて） HSPA+/DC-HSDPA (850, 900, 1900, 2100 MHz) | （左記に加えて） HSPA+/DC-HSDPA (850, 900, 1900, 2100 MHz)                                                                                     | （左記に加えて） HSPA+/DC-HSDPA (850, 900, 1900, 2100 MHz)                                                                                     | （左記に加えて） HSPA+/DC-HSDPA (850, 900, 1900, 2100 MHz)                                                                                     | （左記に加えて） HSPA+/DC-HSDPA (850, 900, 1900, 2100 MHz)                                                                                     | UMTS/HSPA+/DC-HSDPA（850、900、1,700/2,100、1,900、2,100MHz） | UMTS/HSPA+/DC-HSDPA（850、900、1,700/2,100、1,900、2,100MHz） | UMTS/HSPA+/DC-HSDPA（850、900、1,700/2,100、1,900、2,100MHz） | UMTS/HSPA+/DC-HSDPA（850、900、1,700/2,100、1,900、2,100MHz） | UMTS/HSPA+/DC-HSDPA（850、900、1,700/2,100、1,900、2,100MHz） | UMTS/HSPA+/DC-HSDPA（850、900、1,700/2,100、1,900、2,100MHz） | UMTS/HSPA+/DC-HSDPA（850、900、1,700/2,100、1,900、2,100MHz） | UMTS/HSPA+/DC-HSDPA（850、900、1,700/2,100、1,900、2,100MHz） | UMTS/HSPA+/DC-HSDPA（850、900、1,700/2,100、1,900、2,100MHz）                                                                               | UMTS/HSPA+/DC-HSDPA（850、900、1,700/2,100、1,900、2,100MHz）                                                                                           | UMTS/HSPA+/DC-HSDPA（850、900、1,700/2,100、1,900、2,100MHz）                                                                                           | UMTS/HSPA+/DC-HSDPA（850、900、1,700/2,100、1,900、2,100MHz）                                                                                                | UMTS/HSPA+/DC-HSDPA（850、900、1,700/2,100、1,900、2,100MHz）                                                                                                | UMTS/HSPA+/DC-HSDPA（850、900、1,700/2,100、1,900、2,100MHz）                                                                                           | UMTS/HSPA+/DC-HSDPA（850、900、1,700/2,100、1,900、2,100MHz）                                                                                           | UMTS/HSPA+/DC-HSDPA（850、900、1,700/2,100、1,900、2,100MHz）                                                                                                | UMTS/HSPA+/DC-HSDPA（850、900、1,700/2,100、1,900、2,100MHz）                                                                                                | UMTS/HSPA+/DC-HSDPA（850、900、1,700/2,100、1,900、2,100MHz） | UMTS/HSPA+/DC-HSDPA（850、900、1,700/2,100、1,900、2,100MHz） | UMTS/HSPA+/DC-HSDPA（850、900、1,700/2,100、1,900、2,100MHz） | UMTS/HSPA+/DC-HSDPA（850、900、1,700/2,100、1,900、2,100MHz） | UMTS/HSPA+/DC-HSDPA（850、900、1,700/2,100、1,900、2,100MHz）                                                                                          |
| 通信方式 (2G/3G)                                           | N/A                                                                   | N/A                                                                    | N/A                                                                             | CDMAモデル： CDMA2000/EV-DO Rev. A (800, 1900 MHz)                                            | （左記に加えて） ワールドフォン (UMTS/GSM/CDMA) , 14.4 Mbps HSDPA, CDMA EV-DO Rev. A (800, 1900 MHz) | （左記に加えて） CDMA対応モデル：CDMA EV-DO Rev. A/Rev. B (800, 1900, 2100 MHz)      | （左記に加えて） CDMA対応モデル：CDMA EV-DO Rev. A/Rev. B (800, 1900, 2100 MHz)                  | （左記に加えて） CDMA対応モデル：CDMA EV-DO Rev. A/Rev. B (800, 1900, 2100 MHz) | （左記に加えて） CDMA対応モデル：CDMA EV-DO Rev. A/Rev. B (800, 1900, 2100 MHz)                                             | （左記に加えて） CDMA対応モデル：CDMA EV-DO Rev. A/Rev. B (800, 1900, 2100 MHz)                                             | CDMA対応モデル：CDMA EV-DO Rev. A (800, 1700/2100, 1900, 2100 MHz)                                                                                     | CDMA対応モデル：CDMA EV-DO Rev. A (800, 1700/2100, 1900, 2100 MHz)                                                                                     | CDMA対応モデル：CDMA EV-DO Rev. A (800, 1700/2100, 1900, 2100 MHz)                                               | CDMA対応モデル：CDMA EV-DO Rev. A (800, 1900, 2100 MHz)                                                                                       | CDMA対応モデル：CDMA EV-DO Rev. A (800, 1900, 2100 MHz)                                                                                       | CDMA対応モデル：CDMA EV-DO Rev. A (800, 1900, 2100 MHz) | CDMA対応モデル：CDMA EV-DO Rev. A (800, 1900, 2100 MHz) | CDMA対応モデル：CDMA EV-DO Rev. A (800, 1900, 2100 MHz) | CDMA対応モデル：CDMA EV-DO Rev. A (800, 1900, 2100 MHz) | CDMA対応モデル：CDMA EV-DO Rev. A (800, 1900, 2100 MHz) | CDMA対応モデル：CDMA EV-DO Rev. A (800, 1900, 2100 MHz) | CDMA対応モデル：CDMA EV-DO Rev. A (800, 1900, 2100 MHz)                                                                                        | CDMA対応モデル：CDMA EV-DO Rev. A (800, 1900, 2100 MHz)                                                                                        | CDMA対応モデル：CDMA EV-DO Rev. A (800, 1900, 2100 MHz)                                                                                        | CDMA対応モデル：CDMA EV-DO Rev. A (800, 1900, 2100 MHz)                                                                                        | | | | | CDMA EV-DO Rev. A（800、1,900MHz） | CDMA EV-DO Rev. A（800、1,900MHz） | CDMA EV-DO Rev. A（800、1,900MHz） | CDMA EV-DO Rev. A（800、1,900MHz） | | | | | | | | | | | | | | |
| 通信方式 (2G/3G)                                           | N/A                                                                   | N/A                                                                    | N/A                                                                             | N/A                                                                                           | N/A                                                                                                  | N/A                                                                                  | TD-SCDMA対応モデル:TD-SCDMA (1900 (F), 2000 (A))                                                 | TD-SCDMA対応モデル:TD-SCDMA (1900 (F), 2000 (A))                                | TD-SCDMA対応モデル:TD-SCDMA (1900 (F), 2000 (A))                                                                            | TD-SCDMA対応モデル:TD-SCDMA (1900 (F), 2000 (A))                                                                            | TD-SCDMA対応モデル:TD-SCDMA (1900 (F), 2000 (A)) | TD-SCDMA対応モデル:TD-SCDMA (1900 (F), 2000 (A)) | TD-SCDMA対応モデル:TD-SCDMA (1900 (F), 2000 (A))                                                                 | TD-SCDMA対応モデル:TD-SCDMA (1900 (F), 2000 (A))                                                                                              | TD-SCDMA対応モデル:TD-SCDMA (1900 (F), 2000 (A))                                                                                              | TD-SCDMA対応モデル:TD-SCDMA (1900 (F), 2000 (A)) | TD-SCDMA対応モデル:TD-SCDMA (1900 (F), 2000 (A)) | TD-SCDMA対応モデル:TD-SCDMA (1900 (F), 2000 (A)) | | | | | | | | | | | | | | | | | | | | | | | | | | | | | |
| 通信方式 (LTE)                                             | N/A                                                                   | N/A                                                                    | N/A                                                                             | N/A                                                                                           | N/A                                                                                                  | GSM北米モデル： LTE (バンド 4, 17)                                                   | モデルA1532/A1533: LTE (バンド 1, 2, 3, 4, 5, 8, 13, 17, 19, 20, 25)                             | モデルA1532/A1533: LTE (バンド 1, 2, 3, 4, 5, 8, 13, 17, 19, 20, 25)            | モデルA1522/A1549: LTE (バンド 1, 2, 3, 4, 5, 7, 8, 13, 17, 18, 19, 20, 25, 26, 28, 29)                                     | モデルA1522/A1549: LTE (バンド 1, 2, 3, 4, 5, 7, 8, 13, 17, 18, 19, 20, 25, 26, 28, 29)                                     | モデルA1633/A1634: FDD-LTE (バンド1, 2, 3, 4, 5, 7, 8, 12, 13, 17, 18, 19, 20, 25, 26, 27, 28, 29, 30), TD-LTE (バンド38, 39, 40, 41) LTE-Advanced対応 | モデルA1633/A1634: FDD-LTE (バンド1, 2, 3, 4, 5, 7, 8, 12, 13, 17, 18, 19, 20, 25, 26, 27, 28, 29, 30), TD-LTE (バンド38, 39, 40, 41) LTE-Advanced対応 | モデルA1662: FDD-LTE (バンド 1, 2, 3, 4, 5, 8, 12, 13, 17, 18, 19, 20, 25, 26, 29)                               | モデルA1779/A1785: FDD-LTE (バンド1, 2, 3, 4, 5, 7, 8, 11, 12, 13, 17, 18, 19, 20, 21, 25, 26, 27, 28, 29, 30), TD-LTE (バンド38, 39, 40, 41) | モデルA1779/A1785: FDD-LTE (バンド1, 2, 3, 4, 5, 7, 8, 11, 12, 13, 17, 18, 19, 20, 21, 25, 26, 27, 28, 29, 30), TD-LTE (バンド38, 39, 40, 41) | モデルA1898/1902/1906/0988/2102/2106: FDD-LTE (バンド1, 2, 3, 4, 5, 7, 8, 11, 12, 13, 17, 18, 19, 20, 21, 25, 26, 28, 29, 30, 66), TD-LTE (バンド34, 38, 39, 40, 41, 42) | モデルA1898/1902/1906/0988/2102/2106: FDD-LTE (バンド1, 2, 3, 4, 5, 7, 8, 11, 12, 13, 17, 18, 19, 20, 21, 25, 26, 28, 29, 30, 66), TD-LTE (バンド34, 38, 39, 40, 41, 42) | モデルA1898/1902/1906/0988/2102/2106: FDD-LTE (バンド1, 2, 3, 4, 5, 7, 8, 11, 12, 13, 17, 18, 19, 20, 21, 25, 26, 28, 29, 30, 66), TD-LTE (バンド34, 38, 39, 40, 41, 42) | モデルA1898/1902/1906/0988/2102/2106: FDD-LTE (バンド1, 2, 3, 4, 5, 7, 8, 11, 12, 13, 17, 18, 19, 20, 21, 25, 26, 28, 29, 30, 66), TD-LTE (バンド34, 38, 39, 40, 41, 42) | モデルA1898/1902/1906/0988/2102/2106: FDD-LTE (バンド1, 2, 3, 4, 5, 7, 8, 11, 12, 13, 17, 18, 19, 20, 21, 25, 26, 28, 29, 30, 66), TD-LTE (バンド34, 38, 39, 40, 41, 42) | モデルA1898/1902/1906/0988/2102/2106: FDD-LTE (バンド1, 2, 3, 4, 5, 7, 8, 11, 12, 13, 17, 18, 19, 20, 21, 25, 26, 28, 29, 30, 66), TD-LTE (バンド34, 38, 39, 40, 41, 42) | FDD‑LTE (バンド1, 2, 3, 4, 5, 7, 8, 11, 12, 13, 17, 18, 19, 20, 21, 25, 26, 28, 29, 30, 32, 66), TD‑LTE (バンド34, 38, 39, 40, 41, 42, 46, 48) | FDD‑LTE (バンド1, 2, 3, 4, 5, 7, 8, 11, 12, 13, 17, 18, 19, 20, 21, 25, 26, 28, 29, 30, 32, 66), TD‑LTE (バンド34, 38, 39, 40, 41, 42, 46, 48) | FDD‑LTE (バンド1, 2, 3, 4, 5, 7, 8, 11, 12, 13, 17, 18, 19, 20, 21, 25, 26, 28, 29, 30, 32, 66), TD‑LTE (バンド34, 38, 39, 40, 41, 42, 46, 48) | FDD‑LTE (バンド1, 2, 3, 4, 5, 7, 8, 11, 12, 13, 17, 18, 19, 20, 21, 25, 26, 28, 29, 30, 32, 66), TD‑LTE (バンド34, 38, 39, 40, 41, 42, 46, 48) | FDD-LTE（バンド1、2、3、4、5、7、8、11、12、13、14、17、18、19、20、21、25、26、28、29、30、32、66、71）, TD-LTE（バンド34、38、39、40、41、42、46、48）              | FDD-LTE（バンド1、2、3、4、5、7、8、11、12、13、14、17、18、19、20、21、25、26、28、29、30、32、66、71）, TD-LTE（バンド34、38、39、40、41、42、46、48）              | FDD-LTE（バンド1、2、3、4、5、7、8、11、12、13、14、17、18、19、20、21、25、26、28、29、30、32、66、71）, TD-LTE（バンド34、38、39、40、41、42、46、48）              | FDD-LTE（バンド1、2、3、4、5、7、8、11、12、13、14、17、18、19、20、21、25、26、28、29、30、32、66、71）, TD-LTE（バンド34、38、39、40、41、42、46、48）              | FDD-LTE（バンド1、2、3、4、5、7、8、11、12、13、14、17、18、19、20、21、25、26、28、29、30、32、66、71）, TD-LTE（バンド34、38、39、40、41、42、46、48）                                         | FDD-LTE（バンド1、2、3、4、5、7、8、11、12、13、14、17、18、19、20、21、25、26、28、29、30、32、66、71）, TD-LTE（バンド34、38、39、40、41、42、46、48）                                         | FDD-LTE（バンド1、2、3、4、5、7、8、11、12、13、14、17、18、19、20、21、25、26、28、29、30、32、66、71）, TD-LTE（バンド34、38、39、40、41、42、46、48）                                         | FDD-LTE（バンド1、2、3、4、5、7、8、11、12、13、14、17、18、19、20、21、25、26、28、29、30、32、66、71）, TD-LTE（バンド34、38、39、40、41、42、46、48）                                         | FDD‑LTE（バンド1、2、3、4、5、7、8、11、12、13、17、18、19、20、21、25、26、28、30、32、66） TD-LTE（バンド34、38、39、40、41、42、46、48） | FDD-LTE：バンド1、2、3、4、5、7、8、11、12、13、14、17、18、19、20、21、25、26、28、29、30、32、66、71 TD-LTE：バンド34、38、39、40、41、42、46、48、53 | FDD-LTE：バンド1、2、3、4、5、7、8、11、12、13、14、17、18、19、20、21、25、26、28、29、30、32、66、71 TD-LTE：バンド34、38、39、40、41、42、46、48、53 | FDD-LTE：バンド1、2、3、4、5、7、8、11、12、13、14、17、18、19、20、21、25、26、28、29、30、32、66、71 TD-LTE：バンド34、38、39、40、41、42、46、48、53      | FDD-LTE：バンド1、2、3、4、5、7、8、11、12、13、14、17、18、19、20、21、25、26、28、29、30、32、66、71 TD-LTE：バンド34、38、39、40、41、42、46、48、53      | FDD-LTE：バンド1、2、3、4、5、7、8、11、12、13、14、17、18、19、20、21、25、26、28、29、30、32、66、71 TD-LTE：バンド34、38、39、40、41、42、46、48、53 | FDD-LTE：バンド1、2、3、4、5、7、8、11、12、13、14、17、18、19、20、21、25、26、28、29、30、32、66、71 TD-LTE：バンド34、38、39、40、41、42、46、48、53 | FDD-LTE：バンド1、2、3、4、5、7、8、11、12、13、14、17、18、19、20、21、25、26、28、29、30、32、66、71 TD-LTE：バンド34、38、39、40、41、42、46、48、53      | FDD-LTE：バンド1、2、3、4、5、7、8、11、12、13、14、17、18、19、20、21、25、26、28、29、30、32、66、71 TD-LTE：バンド34、38、39、40、41、42、46、48、53      | FDD-LTE：バンド1、2、3、4、5、7、8、11、12、13、14、17、18、19、20、21、25、26、28、29、30、32、66、71 TD-LTE：バンド34、38、39、40、41、42、48、53              | FDD-LTE：バンド1、2、3、4、5、7、8、11、12、13、14、17、18、19、20、21、25、26、28、29、30、32、66、71 TD-LTE：バンド34、38、39、40、41、42、48、53              | FDD-LTE：バンド1、2、3、4、5、7、8、11、12、13、14、17、18、19、20、21、25、26、28、29、30、32、66、71 TD-LTE：バンド34、38、39、40、41、42、48、53                          | FDD-LTE：バンド1、2、3、4、5、7、8、11、12、13、14、17、18、19、20、21、25、26、28、29、30、32、66、71 TD-LTE：バンド34、38、39、40、41、42、48、53                          | FDD-LTE：バンド1、2、3、4、5、7、8、12、13、17、18、19、20、25、26、28、30、32、66 TD-LTE：バンド34、38、39、40、41、42、48、53                        |
| 通信方式 (LTE)                                             | N/A                                                                   | N/A                                                                    | N/A                                                                             | N/A                                                                                           | N/A                                                                                                  | GSM国際モデル: LTE (バンド 1, 3, 5)                                                  | モデルA1456/A1453: LTE (バンド 1, 2, 3, 4, 5, 8, 13, 17, 18, 19, 20, 25, 26)                     | モデルA1456/A1453: LTE (バンド 1, 2, 3, 4, 5, 8, 13, 17, 18, 19, 20, 25, 26)    | モデルA1522/A1549: LTE (バンド 1, 2, 3, 4, 5, 7, 8, 13, 17, 18, 19, 20, 25, 26, 28, 29)                                     | モデルA1522/A1549: LTE (バンド 1, 2, 3, 4, 5, 7, 8, 13, 17, 18, 19, 20, 25, 26, 28, 29)                                     | モデルA1633/A1634: FDD-LTE (バンド1, 2, 3, 4, 5, 7, 8, 12, 13, 17, 18, 19, 20, 25, 26, 27, 28, 29, 30), TD-LTE (バンド38, 39, 40, 41) LTE-Advanced対応 | モデルA1633/A1634: FDD-LTE (バンド1, 2, 3, 4, 5, 7, 8, 12, 13, 17, 18, 19, 20, 25, 26, 27, 28, 29, 30), TD-LTE (バンド38, 39, 40, 41) LTE-Advanced対応 | モデルA1662: FDD-LTE (バンド 1, 2, 3, 4, 5, 8, 12, 13, 17, 18, 19, 20, 25, 26, 29)                               | モデルA1779/A1785: FDD-LTE (バンド1, 2, 3, 4, 5, 7, 8, 11, 12, 13, 17, 18, 19, 20, 21, 25, 26, 27, 28, 29, 30), TD-LTE (バンド38, 39, 40, 41) | モデルA1779/A1785: FDD-LTE (バンド1, 2, 3, 4, 5, 7, 8, 11, 12, 13, 17, 18, 19, 20, 21, 25, 26, 27, 28, 29, 30), TD-LTE (バンド38, 39, 40, 41) | モデルA1898/1902/1906/0988/2102/2106: FDD-LTE (バンド1, 2, 3, 4, 5, 7, 8, 11, 12, 13, 17, 18, 19, 20, 21, 25, 26, 28, 29, 30, 66), TD-LTE (バンド34, 38, 39, 40, 41, 42) | モデルA1898/1902/1906/0988/2102/2106: FDD-LTE (バンド1, 2, 3, 4, 5, 7, 8, 11, 12, 13, 17, 18, 19, 20, 21, 25, 26, 28, 29, 30, 66), TD-LTE (バンド34, 38, 39, 40, 41, 42) | モデルA1898/1902/1906/0988/2102/2106: FDD-LTE (バンド1, 2, 3, 4, 5, 7, 8, 11, 12, 13, 17, 18, 19, 20, 21, 25, 26, 28, 29, 30, 66), TD-LTE (バンド34, 38, 39, 40, 41, 42) | モデルA1898/1902/1906/0988/2102/2106: FDD-LTE (バンド1, 2, 3, 4, 5, 7, 8, 11, 12, 13, 17, 18, 19, 20, 21, 25, 26, 28, 29, 30, 66), TD-LTE (バンド34, 38, 39, 40, 41, 42) | モデルA1898/1902/1906/0988/2102/2106: FDD-LTE (バンド1, 2, 3, 4, 5, 7, 8, 11, 12, 13, 17, 18, 19, 20, 21, 25, 26, 28, 29, 30, 66), TD-LTE (バンド34, 38, 39, 40, 41, 42) | モデルA1898/1902/1906/0988/2102/2106: FDD-LTE (バンド1, 2, 3, 4, 5, 7, 8, 11, 12, 13, 17, 18, 19, 20, 21, 25, 26, 28, 29, 30, 66), TD-LTE (バンド34, 38, 39, 40, 41, 42) | FDD‑LTE (バンド1, 2, 3, 4, 5, 7, 8, 11, 12, 13, 17, 18, 19, 20, 21, 25, 26, 28, 29, 30, 32, 66), TD‑LTE (バンド34, 38, 39, 40, 41, 42, 46, 48) | FDD‑LTE (バンド1, 2, 3, 4, 5, 7, 8, 11, 12, 13, 17, 18, 19, 20, 21, 25, 26, 28, 29, 30, 32, 66), TD‑LTE (バンド34, 38, 39, 40, 41, 42, 46, 48) | FDD‑LTE (バンド1, 2, 3, 4, 5, 7, 8, 11, 12, 13, 17, 18, 19, 20, 21, 25, 26, 28, 29, 30, 32, 66), TD‑LTE (バンド34, 38, 39, 40, 41, 42, 46, 48) | FDD‑LTE (バンド1, 2, 3, 4, 5, 7, 8, 11, 12, 13, 17, 18, 19, 20, 21, 25, 26, 28, 29, 30, 32, 66), TD‑LTE (バンド34, 38, 39, 40, 41, 42, 46, 48) | FDD-LTE（バンド1、2、3、4、5、7、8、11、12、13、14、17、18、19、20、21、25、26、28、29、30、32、66、71）, TD-LTE（バンド34、38、39、40、41、42、46、48）              | FDD-LTE（バンド1、2、3、4、5、7、8、11、12、13、14、17、18、19、20、21、25、26、28、29、30、32、66、71）, TD-LTE（バンド34、38、39、40、41、42、46、48）              | FDD-LTE（バンド1、2、3、4、5、7、8、11、12、13、14、17、18、19、20、21、25、26、28、29、30、32、66、71）, TD-LTE（バンド34、38、39、40、41、42、46、48）              | FDD-LTE（バンド1、2、3、4、5、7、8、11、12、13、14、17、18、19、20、21、25、26、28、29、30、32、66、71）, TD-LTE（バンド34、38、39、40、41、42、46、48）              | FDD-LTE（バンド1、2、3、4、5、7、8、11、12、13、14、17、18、19、20、21、25、26、28、29、30、32、66、71）, TD-LTE（バンド34、38、39、40、41、42、46、48）                                         | FDD-LTE（バンド1、2、3、4、5、7、8、11、12、13、14、17、18、19、20、21、25、26、28、29、30、32、66、71）, TD-LTE（バンド34、38、39、40、41、42、46、48）                                         | FDD-LTE（バンド1、2、3、4、5、7、8、11、12、13、14、17、18、19、20、21、25、26、28、29、30、32、66、71）, TD-LTE（バンド34、38、39、40、41、42、46、48）                                         | FDD-LTE（バンド1、2、3、4、5、7、8、11、12、13、14、17、18、19、20、21、25、26、28、29、30、32、66、71）, TD-LTE（バンド34、38、39、40、41、42、46、48）                                         | FDD‑LTE（バンド1、2、3、4、5、7、8、11、12、13、17、18、19、20、21、25、26、28、30、32、66） TD-LTE（バンド34、38、39、40、41、42、46、48） | FDD-LTE：バンド1、2、3、4、5、7、8、11、12、13、14、17、18、19、20、21、25、26、28、29、30、32、66、71 TD-LTE：バンド34、38、39、40、41、42、46、48、53 | FDD-LTE：バンド1、2、3、4、5、7、8、11、12、13、14、17、18、19、20、21、25、26、28、29、30、32、66、71 TD-LTE：バンド34、38、39、40、41、42、46、48、53 | FDD-LTE：バンド1、2、3、4、5、7、8、11、12、13、14、17、18、19、20、21、25、26、28、29、30、32、66、71 TD-LTE：バンド34、38、39、40、41、42、46、48、53      | FDD-LTE：バンド1、2、3、4、5、7、8、11、12、13、14、17、18、19、20、21、25、26、28、29、30、32、66、71 TD-LTE：バンド34、38、39、40、41、42、46、48、53      | FDD-LTE：バンド1、2、3、4、5、7、8、11、12、13、14、17、18、19、20、21、25、26、28、29、30、32、66、71 TD-LTE：バンド34、38、39、40、41、42、46、48、53 | FDD-LTE：バンド1、2、3、4、5、7、8、11、12、13、14、17、18、19、20、21、25、26、28、29、30、32、66、71 TD-LTE：バンド34、38、39、40、41、42、46、48、53 | FDD-LTE：バンド1、2、3、4、5、7、8、11、12、13、14、17、18、19、20、21、25、26、28、29、30、32、66、71 TD-LTE：バンド34、38、39、40、41、42、46、48、53      | FDD-LTE：バンド1、2、3、4、5、7、8、11、12、13、14、17、18、19、20、21、25、26、28、29、30、32、66、71 TD-LTE：バンド34、38、39、40、41、42、46、48、53      | FDD-LTE：バンド1、2、3、4、5、7、8、11、12、13、14、17、18、19、20、21、25、26、28、29、30、32、66、71 TD-LTE：バンド34、38、39、40、41、42、48、53              | FDD-LTE：バンド1、2、3、4、5、7、8、11、12、13、14、17、18、19、20、21、25、26、28、29、30、32、66、71 TD-LTE：バンド34、38、39、40、41、42、48、53              | FDD-LTE：バンド1、2、3、4、5、7、8、11、12、13、14、17、18、19、20、21、25、26、28、29、30、32、66、71 TD-LTE：バンド34、38、39、40、41、42、48、53                          | FDD-LTE：バンド1、2、3、4、5、7、8、11、12、13、14、17、18、19、20、21、25、26、28、29、30、32、66、71 TD-LTE：バンド34、38、39、40、41、42、48、53                          | FDD-LTE：バンド1、2、3、4、5、7、8、12、13、17、18、19、20、25、26、28、30、32、66 TD-LTE：バンド34、38、39、40、41、42、48、53                        |
| 通信方式 (LTE)                                             | N/A                                                                   | N/A                                                                    | N/A                                                                             | N/A                                                                                           | N/A                                                                                                  | CDMAモデル: LTE (バンド 1, 3, 5, 13, 25)                                             | モデルA1507/A1457: LTE (バンド 1, 2, 3, 5, 7, 8, 20)                                             | モデルA1507/A1457: LTE (バンド 1, 2, 3, 5, 7, 8, 20)                            | モデルA1524/A1586: FDD-LTE (バンド 1, 2, 3, 4, 5, 7, 8, 13, 17, 18, 19, 20, 25, 26, 28, 29), TD-LTE (バンド 38, 39, 40, 41) | モデルA1524/A1586: FDD-LTE (バンド 1, 2, 3, 4, 5, 7, 8, 13, 17, 18, 19, 20, 25, 26, 28, 29), TD-LTE (バンド 38, 39, 40, 41) | モデルA1687/A1688: FDD-LTE (バンド 1, 2, 3, 4, 5, 7, 8, 12, 13, 17, 18, 19, 20, 25, 26, 27, 28, 29), TD-LTE (バンド38, 39, 40, 41) LTE-Advanced対応    | モデルA1687/A1688: FDD-LTE (バンド 1, 2, 3, 4, 5, 7, 8, 12, 13, 17, 18, 19, 20, 25, 26, 27, 28, 29), TD-LTE (バンド38, 39, 40, 41) LTE-Advanced対応    | モデルA1723: FDD-LTE (バンド 1, 2, 3, 4, 5, 7, 8, 12, 17, 18, 19, 20, 25, 26, 28), TD-LTE (バンド38, 39, 40, 41) | モデルA1779/A1785: FDD-LTE (バンド1, 2, 3, 4, 5, 7, 8, 11, 12, 13, 17, 18, 19, 20, 21, 25, 26, 27, 28, 29, 30), TD-LTE (バンド38, 39, 40, 41) | モデルA1779/A1785: FDD-LTE (バンド1, 2, 3, 4, 5, 7, 8, 11, 12, 13, 17, 18, 19, 20, 21, 25, 26, 27, 28, 29, 30), TD-LTE (バンド38, 39, 40, 41) | モデルA1898/1902/1906/0988/2102/2106: FDD-LTE (バンド1, 2, 3, 4, 5, 7, 8, 11, 12, 13, 17, 18, 19, 20, 21, 25, 26, 28, 29, 30, 66), TD-LTE (バンド34, 38, 39, 40, 41, 42) | モデルA1898/1902/1906/0988/2102/2106: FDD-LTE (バンド1, 2, 3, 4, 5, 7, 8, 11, 12, 13, 17, 18, 19, 20, 21, 25, 26, 28, 29, 30, 66), TD-LTE (バンド34, 38, 39, 40, 41, 42) | モデルA1898/1902/1906/0988/2102/2106: FDD-LTE (バンド1, 2, 3, 4, 5, 7, 8, 11, 12, 13, 17, 18, 19, 20, 21, 25, 26, 28, 29, 30, 66), TD-LTE (バンド34, 38, 39, 40, 41, 42) | モデルA1898/1902/1906/0988/2102/2106: FDD-LTE (バンド1, 2, 3, 4, 5, 7, 8, 11, 12, 13, 17, 18, 19, 20, 21, 25, 26, 28, 29, 30, 66), TD-LTE (バンド34, 38, 39, 40, 41, 42) | モデルA1898/1902/1906/0988/2102/2106: FDD-LTE (バンド1, 2, 3, 4, 5, 7, 8, 11, 12, 13, 17, 18, 19, 20, 21, 25, 26, 28, 29, 30, 66), TD-LTE (バンド34, 38, 39, 40, 41, 42) | モデルA1898/1902/1906/0988/2102/2106: FDD-LTE (バンド1, 2, 3, 4, 5, 7, 8, 11, 12, 13, 17, 18, 19, 20, 21, 25, 26, 28, 29, 30, 66), TD-LTE (バンド34, 38, 39, 40, 41, 42) | FDD‑LTE (バンド1, 2, 3, 4, 5, 7, 8, 11, 12, 13, 17, 18, 19, 20, 21, 25, 26, 28, 29, 30, 32, 66), TD‑LTE (バンド34, 38, 39, 40, 41, 42, 46, 48) | FDD‑LTE (バンド1, 2, 3, 4, 5, 7, 8, 11, 12, 13, 17, 18, 19, 20, 21, 25, 26, 28, 29, 30, 32, 66), TD‑LTE (バンド34, 38, 39, 40, 41, 42, 46, 48) | FDD‑LTE (バンド1, 2, 3, 4, 5, 7, 8, 11, 12, 13, 17, 18, 19, 20, 21, 25, 26, 28, 29, 30, 32, 66), TD‑LTE (バンド34, 38, 39, 40, 41, 42, 46, 48) | FDD‑LTE (バンド1, 2, 3, 4, 5, 7, 8, 11, 12, 13, 17, 18, 19, 20, 21, 25, 26, 28, 29, 30, 32, 66), TD‑LTE (バンド34, 38, 39, 40, 41, 42, 46, 48) | FDD-LTE（バンド1、2、3、4、5、7、8、11、12、13、14、17、18、19、20、21、25、26、28、29、30、32、66、71）, TD-LTE（バンド34、38、39、40、41、42、46、48）              | FDD-LTE（バンド1、2、3、4、5、7、8、11、12、13、14、17、18、19、20、21、25、26、28、29、30、32、66、71）, TD-LTE（バンド34、38、39、40、41、42、46、48）              | FDD-LTE（バンド1、2、3、4、5、7、8、11、12、13、14、17、18、19、20、21、25、26、28、29、30、32、66、71）, TD-LTE（バンド34、38、39、40、41、42、46、48）              | FDD-LTE（バンド1、2、3、4、5、7、8、11、12、13、14、17、18、19、20、21、25、26、28、29、30、32、66、71）, TD-LTE（バンド34、38、39、40、41、42、46、48）              | FDD-LTE（バンド1、2、3、4、5、7、8、11、12、13、14、17、18、19、20、21、25、26、28、29、30、32、66、71）, TD-LTE（バンド34、38、39、40、41、42、46、48）                                         | FDD-LTE（バンド1、2、3、4、5、7、8、11、12、13、14、17、18、19、20、21、25、26、28、29、30、32、66、71）, TD-LTE（バンド34、38、39、40、41、42、46、48）                                         | FDD-LTE（バンド1、2、3、4、5、7、8、11、12、13、14、17、18、19、20、21、25、26、28、29、30、32、66、71）, TD-LTE（バンド34、38、39、40、41、42、46、48）                                         | FDD-LTE（バンド1、2、3、4、5、7、8、11、12、13、14、17、18、19、20、21、25、26、28、29、30、32、66、71）, TD-LTE（バンド34、38、39、40、41、42、46、48）                                         | FDD‑LTE（バンド1、2、3、4、5、7、8、11、12、13、17、18、19、20、21、25、26、28、30、32、66） TD-LTE（バンド34、38、39、40、41、42、46、48） | FDD-LTE：バンド1、2、3、4、5、7、8、11、12、13、14、17、18、19、20、21、25、26、28、29、30、32、66、71 TD-LTE：バンド34、38、39、40、41、42、46、48、53 | FDD-LTE：バンド1、2、3、4、5、7、8、11、12、13、14、17、18、19、20、21、25、26、28、29、30、32、66、71 TD-LTE：バンド34、38、39、40、41、42、46、48、53 | FDD-LTE：バンド1、2、3、4、5、7、8、11、12、13、14、17、18、19、20、21、25、26、28、29、30、32、66、71 TD-LTE：バンド34、38、39、40、41、42、46、48、53      | FDD-LTE：バンド1、2、3、4、5、7、8、11、12、13、14、17、18、19、20、21、25、26、28、29、30、32、66、71 TD-LTE：バンド34、38、39、40、41、42、46、48、53      | FDD-LTE：バンド1、2、3、4、5、7、8、11、12、13、14、17、18、19、20、21、25、26、28、29、30、32、66、71 TD-LTE：バンド34、38、39、40、41、42、46、48、53 | FDD-LTE：バンド1、2、3、4、5、7、8、11、12、13、14、17、18、19、20、21、25、26、28、29、30、32、66、71 TD-LTE：バンド34、38、39、40、41、42、46、48、53 | FDD-LTE：バンド1、2、3、4、5、7、8、11、12、13、14、17、18、19、20、21、25、26、28、29、30、32、66、71 TD-LTE：バンド34、38、39、40、41、42、46、48、53      | FDD-LTE：バンド1、2、3、4、5、7、8、11、12、13、14、17、18、19、20、21、25、26、28、29、30、32、66、71 TD-LTE：バンド34、38、39、40、41、42、46、48、53      | FDD-LTE：バンド1、2、3、4、5、7、8、11、12、13、14、17、18、19、20、21、25、26、28、29、30、32、66、71 TD-LTE：バンド34、38、39、40、41、42、48、53              | FDD-LTE：バンド1、2、3、4、5、7、8、11、12、13、14、17、18、19、20、21、25、26、28、29、30、32、66、71 TD-LTE：バンド34、38、39、40、41、42、48、53              | FDD-LTE：バンド1、2、3、4、5、7、8、11、12、13、14、17、18、19、20、21、25、26、28、29、30、32、66、71 TD-LTE：バンド34、38、39、40、41、42、48、53                          | FDD-LTE：バンド1、2、3、4、5、7、8、11、12、13、14、17、18、19、20、21、25、26、28、29、30、32、66、71 TD-LTE：バンド34、38、39、40、41、42、48、53                          | FDD-LTE：バンド1、2、3、4、5、7、8、12、13、17、18、19、20、25、26、28、30、32、66 TD-LTE：バンド34、38、39、40、41、42、48、53                        |
| 通信方式 (LTE)                                             | N/A                                                                   | N/A                                                                    | N/A                                                                             | N/A                                                                                           | N/A                                                                                                  | CDMAモデル: LTE (バンド 1, 3, 5, 13, 25)                                             | モデルA1516/A1518/A1529/A1530: FDD-LTE (バンド 1, 2, 3, 5, 7, 8, 20), TD-LTE (バンド 38, 39, 40) |                                                                                 | モデルA1524/A1586: FDD-LTE (バンド 1, 2, 3, 4, 5, 7, 8, 13, 17, 18, 19, 20, 25, 26, 28, 29), TD-LTE (バンド 38, 39, 40, 41) | モデルA1524/A1586: FDD-LTE (バンド 1, 2, 3, 4, 5, 7, 8, 13, 17, 18, 19, 20, 25, 26, 28, 29), TD-LTE (バンド 38, 39, 40, 41) | モデルA1687/A1688: FDD-LTE (バンド 1, 2, 3, 4, 5, 7, 8, 12, 13, 17, 18, 19, 20, 25, 26, 27, 28, 29), TD-LTE (バンド38, 39, 40, 41) LTE-Advanced対応    | モデルA1687/A1688: FDD-LTE (バンド 1, 2, 3, 4, 5, 7, 8, 12, 13, 17, 18, 19, 20, 25, 26, 27, 28, 29), TD-LTE (バンド38, 39, 40, 41) LTE-Advanced対応    | モデルA1723: FDD-LTE (バンド 1, 2, 3, 4, 5, 7, 8, 12, 17, 18, 19, 20, 25, 26, 28), TD-LTE (バンド38, 39, 40, 41) | モデルA1779/A1785: FDD-LTE (バンド1, 2, 3, 4, 5, 7, 8, 11, 12, 13, 17, 18, 19, 20, 21, 25, 26, 27, 28, 29, 30), TD-LTE (バンド38, 39, 40, 41) | モデルA1779/A1785: FDD-LTE (バンド1, 2, 3, 4, 5, 7, 8, 11, 12, 13, 17, 18, 19, 20, 21, 25, 26, 27, 28, 29, 30), TD-LTE (バンド38, 39, 40, 41) | モデルA1898/1902/1906/0988/2102/2106: FDD-LTE (バンド1, 2, 3, 4, 5, 7, 8, 11, 12, 13, 17, 18, 19, 20, 21, 25, 26, 28, 29, 30, 66), TD-LTE (バンド34, 38, 39, 40, 41, 42) | モデルA1898/1902/1906/0988/2102/2106: FDD-LTE (バンド1, 2, 3, 4, 5, 7, 8, 11, 12, 13, 17, 18, 19, 20, 21, 25, 26, 28, 29, 30, 66), TD-LTE (バンド34, 38, 39, 40, 41, 42) | モデルA1898/1902/1906/0988/2102/2106: FDD-LTE (バンド1, 2, 3, 4, 5, 7, 8, 11, 12, 13, 17, 18, 19, 20, 21, 25, 26, 28, 29, 30, 66), TD-LTE (バンド34, 38, 39, 40, 41, 42) | モデルA1898/1902/1906/0988/2102/2106: FDD-LTE (バンド1, 2, 3, 4, 5, 7, 8, 11, 12, 13, 17, 18, 19, 20, 21, 25, 26, 28, 29, 30, 66), TD-LTE (バンド34, 38, 39, 40, 41, 42) | モデルA1898/1902/1906/0988/2102/2106: FDD-LTE (バンド1, 2, 3, 4, 5, 7, 8, 11, 12, 13, 17, 18, 19, 20, 21, 25, 26, 28, 29, 30, 66), TD-LTE (バンド34, 38, 39, 40, 41, 42) | モデルA1898/1902/1906/0988/2102/2106: FDD-LTE (バンド1, 2, 3, 4, 5, 7, 8, 11, 12, 13, 17, 18, 19, 20, 21, 25, 26, 28, 29, 30, 66), TD-LTE (バンド34, 38, 39, 40, 41, 42) | FDD‑LTE (バンド1, 2, 3, 4, 5, 7, 8, 11, 12, 13, 17, 18, 19, 20, 21, 25, 26, 28, 29, 30, 32, 66), TD‑LTE (バンド34, 38, 39, 40, 41, 42, 46, 48) | FDD‑LTE (バンド1, 2, 3, 4, 5, 7, 8, 11, 12, 13, 17, 18, 19, 20, 21, 25, 26, 28, 29, 30, 32, 66), TD‑LTE (バンド34, 38, 39, 40, 41, 42, 46, 48) | FDD‑LTE (バンド1, 2, 3, 4, 5, 7, 8, 11, 12, 13, 17, 18, 19, 20, 21, 25, 26, 28, 29, 30, 32, 66), TD‑LTE (バンド34, 38, 39, 40, 41, 42, 46, 48) | FDD‑LTE (バンド1, 2, 3, 4, 5, 7, 8, 11, 12, 13, 17, 18, 19, 20, 21, 25, 26, 28, 29, 30, 32, 66), TD‑LTE (バンド34, 38, 39, 40, 41, 42, 46, 48) | FDD-LTE（バンド1、2、3、4、5、7、8、11、12、13、14、17、18、19、20、21、25、26、28、29、30、32、66、71）, TD-LTE（バンド34、38、39、40、41、42、46、48）              | FDD-LTE（バンド1、2、3、4、5、7、8、11、12、13、14、17、18、19、20、21、25、26、28、29、30、32、66、71）, TD-LTE（バンド34、38、39、40、41、42、46、48）              | FDD-LTE（バンド1、2、3、4、5、7、8、11、12、13、14、17、18、19、20、21、25、26、28、29、30、32、66、71）, TD-LTE（バンド34、38、39、40、41、42、46、48）              | FDD-LTE（バンド1、2、3、4、5、7、8、11、12、13、14、17、18、19、20、21、25、26、28、29、30、32、66、71）, TD-LTE（バンド34、38、39、40、41、42、46、48）              | FDD-LTE（バンド1、2、3、4、5、7、8、11、12、13、14、17、18、19、20、21、25、26、28、29、30、32、66、71）, TD-LTE（バンド34、38、39、40、41、42、46、48）                                         | FDD-LTE（バンド1、2、3、4、5、7、8、11、12、13、14、17、18、19、20、21、25、26、28、29、30、32、66、71）, TD-LTE（バンド34、38、39、40、41、42、46、48）                                         | FDD-LTE（バンド1、2、3、4、5、7、8、11、12、13、14、17、18、19、20、21、25、26、28、29、30、32、66、71）, TD-LTE（バンド34、38、39、40、41、42、46、48）                                         | FDD-LTE（バンド1、2、3、4、5、7、8、11、12、13、14、17、18、19、20、21、25、26、28、29、30、32、66、71）, TD-LTE（バンド34、38、39、40、41、42、46、48）                                         | FDD‑LTE（バンド1、2、3、4、5、7、8、11、12、13、17、18、19、20、21、25、26、28、30、32、66） TD-LTE（バンド34、38、39、40、41、42、46、48） | FDD-LTE：バンド1、2、3、4、5、7、8、11、12、13、14、17、18、19、20、21、25、26、28、29、30、32、66、71 TD-LTE：バンド34、38、39、40、41、42、46、48、53 | FDD-LTE：バンド1、2、3、4、5、7、8、11、12、13、14、17、18、19、20、21、25、26、28、29、30、32、66、71 TD-LTE：バンド34、38、39、40、41、42、46、48、53 | FDD-LTE：バンド1、2、3、4、5、7、8、11、12、13、14、17、18、19、20、21、25、26、28、29、30、32、66、71 TD-LTE：バンド34、38、39、40、41、42、46、48、53      | FDD-LTE：バンド1、2、3、4、5、7、8、11、12、13、14、17、18、19、20、21、25、26、28、29、30、32、66、71 TD-LTE：バンド34、38、39、40、41、42、46、48、53      | FDD-LTE：バンド1、2、3、4、5、7、8、11、12、13、14、17、18、19、20、21、25、26、28、29、30、32、66、71 TD-LTE：バンド34、38、39、40、41、42、46、48、53 | FDD-LTE：バンド1、2、3、4、5、7、8、11、12、13、14、17、18、19、20、21、25、26、28、29、30、32、66、71 TD-LTE：バンド34、38、39、40、41、42、46、48、53 | FDD-LTE：バンド1、2、3、4、5、7、8、11、12、13、14、17、18、19、20、21、25、26、28、29、30、32、66、71 TD-LTE：バンド34、38、39、40、41、42、46、48、53      | FDD-LTE：バンド1、2、3、4、5、7、8、11、12、13、14、17、18、19、20、21、25、26、28、29、30、32、66、71 TD-LTE：バンド34、38、39、40、41、42、46、48、53      | FDD-LTE：バンド1、2、3、4、5、7、8、11、12、13、14、17、18、19、20、21、25、26、28、29、30、32、66、71 TD-LTE：バンド34、38、39、40、41、42、48、53              | FDD-LTE：バンド1、2、3、4、5、7、8、11、12、13、14、17、18、19、20、21、25、26、28、29、30、32、66、71 TD-LTE：バンド34、38、39、40、41、42、48、53              | FDD-LTE：バンド1、2、3、4、5、7、8、11、12、13、14、17、18、19、20、21、25、26、28、29、30、32、66、71 TD-LTE：バンド34、38、39、40、41、42、48、53                          | FDD-LTE：バンド1、2、3、4、5、7、8、11、12、13、14、17、18、19、20、21、25、26、28、29、30、32、66、71 TD-LTE：バンド34、38、39、40、41、42、48、53                          | FDD-LTE：バンド1、2、3、4、5、7、8、12、13、17、18、19、20、25、26、28、30、32、66 TD-LTE：バンド34、38、39、40、41、42、48、53                        |
| VoLTE                                                      | N/A                                                                   | N/A                                                                    | N/A                                                                             | N/A                                                                                           | N/A                                                                                                  | N/A                                                                                  | N/A                                                                                              | N/A                                                                             | AMR-WB (50Hz-7kHz) | AMR-WB (50Hz-7kHz) | AMR-WB (50Hz-7kHz) | AMR-WB (50Hz-7kHz) | AMR-WB (50Hz-7kHz)                                                                                               | AMR-WB (50Hz-7kHz) | AMR-WB (50Hz-7kHz) | Enhanced Voice Services - Wide Band (50Hz-8kHz) | Enhanced Voice Services - Wide Band (50Hz-8kHz) | Enhanced Voice Services - Wide Band (50Hz-8kHz) | Enhanced Voice Services - Wide Band (50Hz-8kHz) | Enhanced Voice Services - Wide Band (50Hz-8kHz) | Enhanced Voice Services - Wide Band (50Hz-8kHz) | Enhanced Voice Services - Super Wide Band (50Hz-14.4kHz)                                                                                       | Enhanced Voice Services - Super Wide Band (50Hz-14.4kHz)                                                                                       | Enhanced Voice Services - Super Wide Band (50Hz-14.4kHz)                                                                                       | Enhanced Voice Services - Super Wide Band (50Hz-14.4kHz)                                                                                       | Enhanced Voice Services - Super Wide Band (50Hz-14.4kHz) | Enhanced Voice Services - Super Wide Band (50Hz-14.4kHz) | Enhanced Voice Services - Super Wide Band (50Hz-14.4kHz) | Enhanced Voice Services - Super Wide Band (50Hz-14.4kHz) | Enhanced Voice Services - Super Wide Band (50Hz-14.4kHz) | Enhanced Voice Services - Super Wide Band (50Hz-14.4kHz) | Enhanced Voice Services - Super Wide Band (50Hz-14.4kHz) | Enhanced Voice Services - Super Wide Band (50Hz-14.4kHz) | Enhanced Voice Services - Super Wide Band (50Hz-14.4kHz)                                                                                    | Enhanced Voice Services - Super Wide Band (50Hz-14.4kHz)                                                                                                | Enhanced Voice Services - Super Wide Band (50Hz-14.4kHz)                                                                                                | Enhanced Voice Services - Super Wide Band (50Hz-14.4kHz) | Enhanced Voice Services - Super Wide Band (50Hz-14.4kHz) | VoLTE対応 | VoLTE対応 | VoLTE対応 | VoLTE対応 | VoLTE対応 | VoLTE対応 | VoLTE対応 | VoLTE対応 | VoLTE対応 |
| 通信方式 (5G NR)                                           | N/A                                                                   | N/A                                                                    | N/A                                                                             | N/A                                                                                           | N/A                                                                                                  | N/A                                                                                  | N/A                                                                                              | N/A                                                                             | N/A | N/A | N/A | N/A | N/A | N/A | N/A | N/A | N/A | N/A | N/A | N/A | N/A | N/A | N/A | N/A | N/A | n1、n2、n3、n5、n7、n8、n12、n20、n25、n28、n38、n40、n41、n48、n66、n71、n77、n78、n79 米国のみ（モデル A2341, A2342, A2172, 2176): n260 （39 GHz）、n261 （28 GHz） | n1、n2、n3、n5、n7、n8、n12、n20、n25、n28、n38、n40、n41、n48、n66、n71、n77、n78、n79 米国のみ（モデル A2341, A2342, A2172, 2176): n260 （39 GHz）、n261 （28 GHz） | n1、n2、n3、n5、n7、n8、n12、n20、n25、n28、n38、n40、n41、n48、n66、n71、n77、n78、n79 米国のみ（モデル A2341, A2342, A2172, 2176): n260 （39 GHz）、n261 （28 GHz） | n1、n2、n3、n5、n7、n8、n12、n20、n25、n28、n38、n40、n41、n48、n66、n71、n77、n78、n79 米国のみ（モデル A2341, A2342, A2172, 2176): n260 （39 GHz）、n261 （28 GHz） | n1、n2、n3、n5、n7、n8、n12、n20、n25、n28、n29、n30、n38、n40、n41、n48、n66、n71、n77、n78、n79 米国のみ(モデル A2481, A2482, A2483, A2484): n258 （26 GHz）、n260 （39 GHz）、n261 （28 GHz） | n1、n2、n3、n5、n7、n8、n12、n20、n25、n28、n29、n30、n38、n40、n41、n48、n66、n71、n77、n78、n79 米国のみ(モデル A2481, A2482, A2483, A2484): n258 （26 GHz）、n260 （39 GHz）、n261 （28 GHz） | n1、n2、n3、n5、n7、n8、n12、n20、n25、n28、n29、n30、n38、n40、n41、n48、n66、n71、n77、n78、n79 米国のみ(モデル A2481, A2482, A2483, A2484): n258 （26 GHz）、n260 （39 GHz）、n261 （28 GHz） | n1、n2、n3、n5、n7、n8、n12、n20、n25、n28、n29、n30、n38、n40、n41、n48、n66、n71、n77、n78、n79 米国のみ(モデル A2481, A2482, A2483, A2484): n258 （26 GHz）、n260 （39 GHz）、n261 （28 GHz） | n1、n2、n3、n5、n7、n8、n12、n20、n25、n28、n30、n38、n40、n41、n48、n66、n77、n78、n79                                                     | n1、n2、n3、n5、n7、n8、n12、n14、n20、n25、n26、n28、n29、n30、n38、n40、n41、n48、n53、n66、n70、n71、n77、n78、n79                                   | n1、n2、n3、n5、n7、n8、n12、n14、n20、n25、n26、n28、n29、n30、n38、n40、n41、n48、n53、n66、n70、n71、n77、n78、n79                                   | n1、n2、n3、n5、n7、n8、n12、n14、n20、n25、n26、n28、n29、n30、n38、n40、n41、n48、n53、n66、n70、n71、n77、n78、n79                                        | n1、n2、n3、n5、n7、n8、n12、n14、n20、n25、n26、n28、n29、n30、n38、n40、n41、n48、n53、n66、n70、n71、n77、n78、n79                                        | n1、n2、n3、n5、n7、n8、n12、n14、n20、n25、n26、n28、n29、n30、n38、n40、n41、n48、n53、n66、n70、n71、n77、n78、n79                                   | n1、n2、n3、n5、n7、n8、n12、n14、n20、n25、n26、n28、n29、n30、n38、n40、n41、n48、n53、n66、n70、n71、n77、n78、n79                                   | n1、n2、n3、n5、n7、n8、n12、n14、n20、n25、n26、n28、n29、n30、n38、n40、n41、n48、n53、n66、n70、n71、n77、n78、n79                                        | n1、n2、n3、n5、n7、n8、n12、n14、n20、n25、n26、n28、n29、n30、n38、n40、n41、n48、n53、n66、n70、n71、n77、n78、n79                                        | FDD-5G NR：バンドn1、n2、n3、n5、n7、n8、n12、n14、n20、n25、n26、n28、n29、n30、n66、n70、n71、n75、n76 TDD-5G NR：バンドn38、n40、n41、n48、n53、n77、n78、n79 | FDD-5G NR：バンドn1、n2、n3、n5、n7、n8、n12、n14、n20、n25、n26、n28、n29、n30、n66、n70、n71、n75、n76 TDD-5G NR：バンドn38、n40、n41、n48、n53、n77、n78、n79 | FDD-5G NR：バンドn1、n2、n3、n5、n7、n8、n12、n14、n20、n25、n26、n28、n29、n30、n66、n70、n71、n75、n76 TDD-5G NR：バンドn38、n40、n41、n48、n53、n77、n78、n79             | FDD-5G NR：バンドn1、n2、n3、n5、n7、n8、n12、n14、n20、n25、n26、n28、n29、n30、n66、n70、n71、n75、n76 TDD-5G NR：バンドn38、n40、n41、n48、n53、n77、n78、n79             | FDD-5G NR：バンドn1、n2、n3、n5、n7、n8、n12、n14、n20、n25、n26、n28、n30、n66、n70、n75、n76 TDD-5G NR：バンドn38、n40、n41、n48、n53、n77、n78、n79 |
| SIMカード                                                  | mini SIM                                                              | mini SIM                                                               | mini SIM                                                                        | micro SIM                                                                                     | micro SIM                                                                                            | nanoSIM                                                                              | nanoSIM                                                                                          | nanoSIM                                                                         | nanoSIM | nanoSIM | nanoSIM | nanoSIM | nanoSIM | nanoSIM | nanoSIM | nanoSIM | nanoSIM | nanoSIM | nanoSIM, eSIM | nanoSIM, eSIM | nanoSIM, eSIM | nanoSIM, eSIM | nanoSIM, eSIM | nanoSIM, eSIM | nanoSIM, eSIM | nanoSIM, eSIM | nanoSIM, eSIM | nanoSIM, eSIM | nanoSIM, eSIM | nanoSIM, デュアルeSIM | nanoSIM, デュアルeSIM | nanoSIM, デュアルeSIM | nanoSIM, デュアルeSIM | nanoSIM, eSIM | nanoSIM, デュアルeSIM | nanoSIM, デュアルeSIM | nanoSIM, デュアルeSIM | nanoSIM, デュアルeSIM | nanoSIM, デュアルeSIM | nanoSIM, デュアルeSIM | nanoSIM, デュアルeSIM | nanoSIM, デュアルeSIM | nanoSIM, デュアルeSIM | nanoSIM, デュアルeSIM | nanoSIM, デュアルeSIM | nanoSIM, デュアルeSIM | nanoSIM, デュアルeSIM |
| 通信方式 (Wi-Fi)                                           | IEEE 802.11b/g                                                        | IEEE 802.11b/g                                                         | IEEE 802.11b/g                                                                  | IEEE 802.11b/g/n: 2.4 GHzのみ                                                                 | IEEE 802.11b/g/n: 2.4 GHzのみ                                                                        | IEEE 802.11a/b/g/n: 5 GHz対応                                                        | IEEE 802.11a/b/g/n: 5 GHz対応                                                                    | IEEE 802.11a/b/g/n: 5 GHz対応                                                   | IEEE 802.11a/b/g/n/ac | IEEE 802.11a/b/g/n/ac | IEEE 802.11a/b/g/n/ac (MIMO対応: 2 x 2) | IEEE 802.11a/b/g/n/ac (MIMO対応: 2 x 2) | IEEE 802.11a/b/g/n/ac                                                                                            | IEEE 802.11a/b/g/n/ac (MIMO対応: 2 x 2) | IEEE 802.11a/b/g/n/ac (MIMO対応: 2 x 2) | IEEE 802.11a/b/g/n/ac (MIMO対応: 2 x 2) | IEEE 802.11a/b/g/n/ac (MIMO対応: 2 x 2) | IEEE 802.11a/b/g/n/ac (MIMO対応: 2 x 2) | IEEE 802.11a/b/g/n/ac (MIMO対応: 2 x 2) | IEEE 802.11a/b/g/n/ac (MIMO対応: 2 x 2) | IEEE 802.11a/b/g/n/ac (MIMO対応: 2 x 2) | IEEE 802.11ax (MIMO対応: 2 x 2) Wi-Fi 6 | IEEE 802.11ax (MIMO対応: 2 x 2) Wi-Fi 6 | IEEE 802.11ax (MIMO対応: 2 x 2) Wi-Fi 6 | IEEE 802.11ax (MIMO対応: 2 x 2) Wi-Fi 6 | IEEE 802.11ax (MIMO対応: 2 x 2) Wi-Fi 6 | IEEE 802.11ax (MIMO対応: 2 x 2) Wi-Fi 6 | IEEE 802.11ax (MIMO対応: 2 x 2) Wi-Fi 6 | IEEE 802.11ax (MIMO対応: 2 x 2) Wi-Fi 6 | IEEE 802.11ax (MIMO対応: 2 x 2) Wi-Fi 6 | IEEE 802.11ax (MIMO対応: 2 x 2) Wi-Fi 6 | IEEE 802.11ax (MIMO対応: 2 x 2) Wi-Fi 6 | IEEE 802.11ax (MIMO対応: 2 x 2) Wi-Fi 6 | IEEE 802.11ax (MIMO対応: 2 x 2) Wi-Fi 6 | IEEE 802.11ax (MIMO対応: 2 x 2) Wi-Fi 6 | IEEE 802.11ax (MIMO対応: 2 x 2) Wi-Fi 6 | IEEE 802.11ax (MIMO対応: 2 x 2) Wi-Fi 6 | IEEE 802.11ax (MIMO対応: 2 x 2) Wi-Fi 6 | IEEE 802.11ax (MIMO対応: 2 x 2) Wi-Fi 6 | IEEE 802.11ax (MIMO対応: 2 x 2) Wi-Fi 6 | IEEE 802.11ax (MIMO対応: 2 x 2) Wi-Fi 6E | IEEE 802.11ax (MIMO対応: 2 x 2) Wi-Fi 6E | IEEE 802.11be (MIMO対応: 2 x 2) Wi-Fi 7 | IEEE 802.11be (MIMO対応: 2 x 2) Wi-Fi 7 | IEEE 802.11be (MIMO対応: 2 x 2) Wi-Fi 7 | IEEE 802.11be (MIMO対応: 2 x 2) Wi-Fi 7 | IEEE 802.11ax (MIMO対応: 2 x 2）Wi-Fi 6 |
| 通信方式 (Wi-Fi)                                           | 最大: 54 Mbps                                                         | 最大: 54 Mbps                                                          | 最大: 54 Mbps                                                                   | 最大: 72.2 Mbps                                                                               | 最大: 72.2 Mbps                                                                                      | 最大: 150 Mbps                                                                       | 最大: 150 Mbps                                                                                   | 最大: 150 Mbps                                                                  | 最大: 433.3 Mbps | 最大: 433.3 Mbps | 最大: 866.7 Mbps | 最大: 866.7 Mbps | 最大: 433.3 Mbps                                                                                                 | 最大: 866.7 Mbps | 最大: 866.7 Mbps | 最大: 866.7 Mbps | 最大: 866.7 Mbps | 最大: 866.7 Mbps | 最大: 866.7 Mbps | 最大: 866.7 Mbps | 最大: 866.7 Mbps | 最大: 1200 Mbps | 最大: 1200 Mbps | 最大: 1200 Mbps | 最大: 1200 Mbps | 最大: 1200 Mbps | 最大: 1200 Mbps | 最大: 1200 Mbps | 最大: 1200 Mbps | 最大: 1200 Mbps | 最大: 1200 Mbps | 最大: 1200 Mbps | 最大: 1200 Mbps | 最大: 1200 Mbps | 最大: 1200 Mbps | 最大: 1200 Mbps | 最大: 1200 Mbps | 最大: 1200 Mbps | 最大: 1200 Mbps | 最大: 1200 Mbps | 2400Mbps | 2400Mbps | 2400Mbps | 2400Mbps | 2400Mbps | 2400Mbps | 1200Mbps |
| 衛星通信                                                   | 非対応                                                                | 非対応                                                                 | 非対応                                                                          | 非対応                                                                                        | 非対応                                                                                               | 非対応                                                                               | 非対応                                                                                           | 非対応                                                                          | 非対応 | 非対応 | 非対応 | 非対応 | 非対応 | 非対応 | 非対応 | 非対応 | 非対応 | 非対応 | 非対応 | 非対応 | 非対応 | 非対応 | 非対応 | 非対応 | 非対応 | 非対応 | 非対応 | 非対応 | 非対応 | iOS 18.5以降対応。au Starlink Direct対応。 | iOS 18.5以降対応。au Starlink Direct対応。 | iOS 18.5以降対応。au Starlink Direct対応。 | iOS 18.5以降対応。au Starlink Direct対応。 | 非対応 | 2024年7月30日以降、衛星通信n53(2.4GHz帯)の電波による緊急SOSに対応。iOS 18.4以降、au Starlink Direct対応。                                               | 2024年7月30日以降、衛星通信n53(2.4GHz帯)の電波による緊急SOSに対応。iOS 18.4以降、au Starlink Direct対応。                                               | 2024年7月30日以降、衛星通信n53(2.4GHz帯)の電波による緊急SOSに対応。iOS 18.4以降、au Starlink Direct対応。                                                    | 2024年7月30日以降、衛星通信n53(2.4GHz帯)の電波による緊急SOSに対応。iOS 18.4以降、au Starlink Direct対応。                                                    | 2024年7月30日以降、衛星通信n53(2.4GHz帯)の電波による緊急SOSに対応。iOS 18.4以降、au Starlink Direct対応。                                               | 2024年7月30日以降、衛星通信n53(2.4GHz帯)の電波による緊急SOSに対応。iOS 18.4以降、au Starlink Direct対応。                                               | 2024年7月30日以降、衛星通信n53(2.4GHz帯)の電波による緊急SOSに対応。iOS 18.4以降、au Starlink Direct対応。                                                    | 2024年7月30日以降、衛星通信n53(2.4GHz帯)の電波による緊急SOSに対応。iOS 18.4以降、au Starlink Direct対応。                                                    | 衛星通信n53(2.4GHz帯)の電波による緊急SOSに対応。iOS 18.4以降、au Starlink Direct対応。                                                                           | 衛星通信n53(2.4GHz帯)の電波による緊急SOSに対応。iOS 18.4以降、au Starlink Direct対応。                                                                           | 衛星通信n53(2.4GHz帯)の電波による緊急SOSに対応。iOS 18.4以降、au Starlink Direct対応。                                                                                       | 衛星通信n53(2.4GHz帯)の電波による緊急SOSに対応。iOS 18.4以降、au Starlink Direct対応。                                                                                       | 衛星通信n53(2.4GHz帯)の電波による緊急SOSに対応。iOS 18.4以降、au Starlink Direct対応。                                                                 |
| 通信方式 （その他）                                        | Bluetooth 2.0+EDR                                                     | Bluetooth 2.0+EDR                                                      | Bluetooth 2.1+EDR Broadcom 4325                                                 | Bluetooth 2.1+EDR Broadcom 4325                                                               | Bluetooth 4.0+HS                                                                                     | Bluetooth 4.0+HS                                                                     | Bluetooth 4.0+HS                                                                                 | Bluetooth 4.0+HS                                                                | Bluetooth 4.2 | Bluetooth 4.2 | Bluetooth 4.2 | Bluetooth 4.2 | Bluetooth 4.2 | Bluetooth 4.2 | Bluetooth 4.2 | Bluetooth 5.0 | Bluetooth 5.0 | Bluetooth 5.0 | Bluetooth 5.0 | Bluetooth 5.0 | Bluetooth 5.0 | Bluetooth 5.0 | Bluetooth 5.0 | Bluetooth 5.0 | Bluetooth 5.0 | Bluetooth 5.0 | Bluetooth 5.0 | Bluetooth 5.0 | Bluetooth 5.0 | Bluetooth 5.0 | Bluetooth 5.0 | Bluetooth 5.0 | Bluetooth 5.0 | Bluetooth 5.0 | Bluetooth 5.3 | Bluetooth 5.3 | Bluetooth 5.3 | Bluetooth 5.3 | Bluetooth 5.3 | Bluetooth 5.3 | Bluetooth 5.3 | Bluetooth 5.3 | Bluetooth 5.3 | Bluetooth 5.3 | Bluetooth 5.3 | Bluetooth 5.3 | Bluetooth 5.3 |
| 通信方式 （その他）                                        | N/A                                                                   | N/A                                                                    | N/A                                                                             | N/A                                                                                           | N/A                                                                                                  | N/A                                                                                  | N/A                                                                                              | N/A                                                                             | NFC/Apple Pay | NFC/Apple Pay | NFC/Apple Pay | NFC/Apple Pay | NFC/Apple Pay | NFC/Apple Pay/FeliCa* *FeliCaは日本販売モデルのみ                                                                                             | NFC/Apple Pay/FeliCa* *FeliCaは日本販売モデルのみ                                                                                             | NFC/Apple Pay/*FeliCa | NFC/Apple Pay/*FeliCa | NFC/Apple Pay/*FeliCa | NFC/Apple Pay/*FeliCa | NFC/Apple Pay/*FeliCa | NFC/Apple Pay/*FeliCa | NFC/Apple Pay/*FeliCa | NFC/Apple Pay/*FeliCa | NFC/Apple Pay/*FeliCa | NFC/Apple Pay/*FeliCa | NFC/Apple Pay/*FeliCa | NFC/Apple Pay/*FeliCa | NFC/Apple Pay/*FeliCa | NFC/Apple Pay/*FeliCa | NFC/Apple Pay/*FeliCa | NFC/Apple Pay/*FeliCa | NFC/Apple Pay/*FeliCa | NFC/Apple Pay/*FeliCa | NFC/Apple Pay/*FeliCa | NFC/Apple Pay/*FeliCa | NFC/Apple Pay/*FeliCa | NFC/Apple Pay/*FeliCa | NFC/Apple Pay/*FeliCa | NFC/Apple Pay/*FeliCa | NFC/Apple Pay/*FeliCa | NFC/Apple Pay/*FeliCa | NFC/Apple Pay/*FeliCa | NFC/Apple Pay/*FeliCa | NFC/Apple Pay/*FeliCa | NFC/Apple Pay/*FeliCa | NFC/Apple Pay/*FeliCa | NFC/Apple Pay/*FeliCa |
| 機種                                                       | iPhone                                                                | iPhone 3G                                                              | iPhone 3GS                                                                      | iPhone 4                                                                                      | iPhone 4S                                                                                            | iPhone 5                                                                             | iPhone 5c                                                                                        | iPhone 5s                                                                       | iPhone 6 | iPhone 6 Plus | iPhone 6s | iPhone 6s Plus | iPhone SE（第1世代）                                                                                             | iPhone 7 | iPhone 7 Plus | iPhone 8 | iPhone 8 Plus | iPhone X | iPhone XS | iPhone XS Max | iPhone XR | iPhone 11 | iPhone 11 Pro | iPhone 11 Pro Max | iPhone SE（第2世代） | iPhone 12 mini | iPhone 12 | iPhone 12 Pro | iPhone 12 Pro Max | iPhone 13 mini | iPhone 13 | iPhone 13 Pro | iPhone 13 Pro Max | iPhone SE（第3世代） | iPhone 14 | iPhone 14 Plus | iPhone 14 Pro | iPhone 14 Pro Max | iPhone 15 | iPhone 15 Plus | iPhone 15 Pro | iPhone 15 Pro Max | iPhone 16 | iPhone 16 Plus | iPhone 16 Pro | iPhone 16 Pro Max | iPhone 16e |
| コネクタ                                                   | ドックコネクタ                                                        | ドックコネクタ                                                         | ドックコネクタ                                                                  | ドックコネクタ                                                                                | ドックコネクタ                                                                                       | Lightningコネクタ                                                                    | Lightningコネクタ                                                                                | Lightningコネクタ                                                               | Lightningコネクタ | Lightningコネクタ | Lightningコネクタ | Lightningコネクタ | Lightningコネクタ                                                                                                | Lightningコネクタ | Lightningコネクタ | Lightningコネクタ | Lightningコネクタ | Lightningコネクタ | Lightningコネクタ | Lightningコネクタ | Lightningコネクタ | Lightningコネクタ | Lightningコネクタ | Lightningコネクタ | Lightningコネクタ | Lightningコネクタ | Lightningコネクタ | Lightningコネクタ | Lightningコネクタ | Lightningコネクタ | Lightningコネクタ | Lightningコネクタ | Lightningコネクタ | Lightningコネクタ | Lightningコネクタ | Lightningコネクタ | Lightningコネクタ | Lightningコネクタ | USB-Cコネクタ（USB 2） | USB-Cコネクタ（USB 2） | USB-Cコネクタ（USB 3） | USB-Cコネクタ（USB 3） | USB-Cコネクタ（USB 2） | USB-Cコネクタ（USB 2） | USB-Cコネクタ（USB 3） | USB-Cコネクタ（USB 3） | USB-Cコネクタ（USB 2） |
| MagSafe                                                    | N/A                                                                   | N/A                                                                    | N/A                                                                             | N/A                                                                                           | N/A                                                                                                  | N/A                                                                                  | N/A                                                                                              | N/A                                                                             | N/A | N/A | N/A | N/A | N/A | N/A | N/A | N/A | N/A | N/A | N/A | N/A | N/A | N/A | N/A | N/A | N/A | アラインメントマグネット、アクセサリ識別NFC、磁力計 ワイヤレス15W急速充電対応、Qi7.5W充電対応                                                                         | アラインメントマグネット、アクセサリ識別NFC、磁力計 ワイヤレス15W急速充電対応、Qi7.5W充電対応                                                                         | アラインメントマグネット、アクセサリ識別NFC、磁力計 ワイヤレス15W急速充電対応、Qi7.5W充電対応                                                                         | アラインメントマグネット、アクセサリ識別NFC、磁力計 ワイヤレス15W急速充電対応、Qi7.5W充電対応                                                                         | アラインメントマグネット、アクセサリ識別NFC、磁力計 ワイヤレス15W急速充電対応、Qi7.5W充電対応 | アラインメントマグネット、アクセサリ識別NFC、磁力計 ワイヤレス15W急速充電対応、Qi7.5W充電対応 | アラインメントマグネット、アクセサリ識別NFC、磁力計 ワイヤレス15W急速充電対応、Qi7.5W充電対応 | アラインメントマグネット、アクセサリ識別NFC、磁力計 ワイヤレス15W急速充電対応、Qi7.5W充電対応 | N/A | アラインメントマグネット、アクセサリ識別NFC、磁力計 ワイヤレス15W急速充電対応、Qi7.5W充電対応                                                           | アラインメントマグネット、アクセサリ識別NFC、磁力計 ワイヤレス15W急速充電対応、Qi7.5W充電対応                                                           | アラインメントマグネット、アクセサリ識別NFC、磁力計 ワイヤレス15W急速充電対応、Qi7.5W充電対応                                                                | アラインメントマグネット、アクセサリ識別NFC、磁力計 ワイヤレス15W急速充電対応、Qi7.5W充電対応                                                                | アラインメントマグネット、アクセサリ識別NFC、磁力計 ワイヤレス15W急速充電対応、Qi7.5W充電対応                                                           | アラインメントマグネット、アクセサリ識別NFC、磁力計 ワイヤレス15W急速充電対応、Qi7.5W充電対応                                                           | アラインメントマグネット、アクセサリ識別NFC、磁力計 ワイヤレス15W急速充電対応、Qi7.5W充電対応                                                                | アラインメントマグネット、アクセサリ識別NFC、磁力計 ワイヤレス15W急速充電対応、Qi7.5W充電対応                                                                | マグネットアレイ、アラインメントマグネット、アクセサリ識別NFC、磁力計 ワイヤレス25W急速充電対応、Qi2 15W、Qi7.5W充電対応                                         | マグネットアレイ、アラインメントマグネット、アクセサリ識別NFC、磁力計 ワイヤレス25W急速充電対応、Qi2 15W、Qi7.5W充電対応                                         | マグネットアレイ、アラインメントマグネット、アクセサリ識別NFC、磁力計 ワイヤレス25W急速充電対応、Qi2 15W、Qi7.5W充電対応                                                     | マグネットアレイ、アラインメントマグネット、アクセサリ識別NFC、磁力計 ワイヤレス25W急速充電対応、Qi2 15W、Qi7.5W充電対応                                                     | N/A |
| 位置情報                                                   | N/A                                                                   | GPS (補助GPS)                                                          | GPS (補助GPS)                                                                   | GPS (補助GPS)                                                                                 | GPS (補助GPS), GLONASS                                                                               | GPS (補助GPS), GLONASS                                                               | GPS (補助GPS), GLONASS                                                                           | GPS (補助GPS), GLONASS                                                          | GPS (補助GPS), GLONASS | GPS (補助GPS), GLONASS | GPS (補助GPS), GLONASS, Galileo, QZSS | GPS (補助GPS), GLONASS, Galileo, QZSS | GPS (補助GPS), GLONASS                                                                                           | GPS (補助GPS), GLONASS, Galileo, QZSS | GPS (補助GPS), GLONASS, Galileo, QZSS | GPS (補助GPS), GLONASS, Galileo, QZSS | GPS (補助GPS), GLONASS, Galileo, QZSS | GPS (補助GPS), GLONASS, Galileo, QZSS | GPS (補助GPS), GLONASS, Galileo, QZSS | GPS (補助GPS), GLONASS, Galileo, QZSS | GPS (補助GPS), GLONASS, Galileo, QZSS | GPS (補助GPS), GLONASS, Galileo, QZSS | GPS (補助GPS), GLONASS, Galileo, QZSS | GPS (補助GPS), GLONASS, Galileo, QZSS | GPS (補助GPS), GLONASS, Galileo, QZSS | GPS (補助GPS), GLONASS, Galileo, QZSS, BeiDou | GPS (補助GPS), GLONASS, Galileo, QZSS, BeiDou | GPS (補助GPS), GLONASS, Galileo, QZSS, BeiDou | GPS (補助GPS), GLONASS, Galileo, QZSS, BeiDou | GPS (補助GPS), GLONASS, Galileo, QZSS, BeiDou | GPS (補助GPS), GLONASS, Galileo, QZSS, BeiDou | GPS (補助GPS), GLONASS, Galileo, QZSS, BeiDou | GPS (補助GPS), GLONASS, Galileo, QZSS, BeiDou | GPS (補助GPS), GLONASS, Galileo, QZSS, BeiDou                                                                                               | GPS (補助GPS), GLONASS, Galileo, QZSS, BeiDou | GPS (補助GPS), GLONASS, Galileo, QZSS, BeiDou | L1, L5 デュアルバンドGNSS (GPS, GLONASS, Galileo, QZSS, BeiDou)                                                                                              | L1, L5 デュアルバンドGNSS (GPS, GLONASS, Galileo, QZSS, BeiDou)                                                                                              | L1 シングルバンドGNSS (GPS, GLONASS, Galileo, QZSS, BeiDou, NavIC)                                                                                      | L1 シングルバンドGNSS (GPS, GLONASS, Galileo, QZSS, BeiDou, NavIC)                                                                                      | L1, L5 デュアルバンドGNSS (GPS, GLONASS, Galileo, QZSS, BeiDou, NavIC)                                                                                       | L1, L5 デュアルバンドGNSS (GPS, GLONASS, Galileo, QZSS, BeiDou, NavIC)                                                                                       | L1 シングルバンドGNSS (GPS, GLONASS, Galileo, QZSS, BeiDou, NavIC)                                                                                               | L1 シングルバンドGNSS (GPS, GLONASS, Galileo, QZSS, BeiDou, NavIC)                                                                                               | L1, L5 デュアルバンドGNSS (GPS, GLONASS, Galileo, QZSS, BeiDou, NavIC) | L1, L5 デュアルバンドGNSS (GPS, GLONASS, Galileo, QZSS, BeiDou, NavIC) | L1 シングルバンドGNSS (GPS, GLONASS, Galileo, QZSS, BeiDou, NavIC)                                                                                     |
| 位置情報                                                   | N/A                                                                   | N/A                                                                    | デジタルコンパス・Wi-Fi・携帯電話通信                                           | デジタルコンパス・Wi-Fi・携帯電話通信                                                         | デジタルコンパス・Wi-Fi・携帯電話通信                                                                | デジタルコンパス・Wi-Fi・携帯電話通信                                                | デジタルコンパス・Wi-Fi・携帯電話通信                                                            | デジタルコンパス・Wi-Fi・携帯電話通信                                           | デジタルコンパス・Wi-Fi・携帯電話通信                                                                                       | デジタルコンパス・Wi-Fi・携帯電話通信                                                                                       | デジタルコンパス・Wi-Fi・携帯電話通信 | デジタルコンパス・Wi-Fi・携帯電話通信 | デジタルコンパス・Wi-Fi・携帯電話通信                                                                            | デジタルコンパス・Wi-Fi・携帯電話通信 | デジタルコンパス・Wi-Fi・携帯電話通信 | デジタルコンパス・Wi-Fi・携帯電話通信 | デジタルコンパス・Wi-Fi・携帯電話通信 | デジタルコンパス・Wi-Fi・携帯電話通信 | デジタルコンパス・Wi-Fi・携帯電話通信 | デジタルコンパス・Wi-Fi・携帯電話通信 | デジタルコンパス・Wi-Fi・携帯電話通信 | 左記に加えて UWB | 左記に加えて UWB | 左記に加えて UWB | デジタルコンパス・Wi-Fi・携帯電話通信 | デジタルコンパス・Wi-Fi・携帯電話通信・UWB | デジタルコンパス・Wi-Fi・携帯電話通信・UWB | デジタルコンパス・Wi-Fi・携帯電話通信・UWB | デジタルコンパス・Wi-Fi・携帯電話通信・UWB | デジタルコンパス・Wi-Fi・携帯電話通信・UWB | デジタルコンパス・Wi-Fi・携帯電話通信・UWB | デジタルコンパス・Wi-Fi・携帯電話通信・UWB | デジタルコンパス・Wi-Fi・携帯電話通信・UWB | デジタルコンパス・Wi-Fi・携帯電話通信・UWB                                                                                                  | デジタルコンパス・Wi-Fi・携帯電話通信・UWB・緊急衛星通信SOS                                                                                             | デジタルコンパス・Wi-Fi・携帯電話通信・UWB・緊急衛星通信SOS                                                                                             | デジタルコンパス・Wi-Fi・携帯電話通信・UWB・緊急衛星通信SOS                                                                                                  | デジタルコンパス・Wi-Fi・携帯電話通信・UWB・緊急衛星通信SOS                                                                                                  | デジタルコンパス・Wi-Fi・携帯電話通信・UWB・緊急衛星通信SOS                                                                                             | デジタルコンパス・Wi-Fi・携帯電話通信・UWB・緊急衛星通信SOS                                                                                             | デジタルコンパス・Wi-Fi・携帯電話通信・UWB・緊急衛星通信SOS                                                                                                  | デジタルコンパス・Wi-Fi・携帯電話通信・UWB・緊急衛星通信SOS                                                                                                  | デジタルコンパス・Wi-Fi・携帯電話通信・UWB・緊急衛星通信SOS | デジタルコンパス・Wi-Fi・携帯電話通信・UWB・緊急衛星通信SOS | デジタルコンパス・Wi-Fi・携帯電話通信・UWB・緊急衛星通信SOS | デジタルコンパス・Wi-Fi・携帯電話通信・UWB・緊急衛星通信SOS | デジタルコンパス・Wi-Fi・携帯電話通信・緊急衛星通信SOS                                                                                                 |
| センサー                                                   | 加速度センサー・近接センサー・環境光センサー                          | 加速度センサー・近接センサー・環境光センサー                           | 加速度センサー・近接センサー・環境光センサー                                    | 加速度センサー・近接センサー・環境光センサー                                                  | 加速度センサー・近接センサー・環境光センサー                                                         | 加速度センサー・近接センサー・環境光センサー                                         | 加速度センサー・近接センサー・環境光センサー                                                     | 加速度センサー・近接センサー・環境光センサー                                    | 加速度センサー・近接センサー・環境光センサー                                                                                | 加速度センサー・近接センサー・環境光センサー                                                                                | 加速度センサー・近接センサー・環境光センサー | 加速度センサー・近接センサー・環境光センサー | 加速度センサー・近接センサー・環境光センサー                                                                     | 加速度センサー・近接センサー・環境光センサー                                                                                                  | 加速度センサー・近接センサー・環境光センサー                                                                                                  | 加速度センサー・近接センサー・環境光センサー | 加速度センサー・近接センサー・環境光センサー | 加速度センサー・近接センサー・環境光センサー | 加速度センサー・近接センサー・環境光センサー | 加速度センサー・近接センサー・環境光センサー | 加速度センサー・近接センサー・環境光センサー | 加速度センサー・近接センサー・環境光センサー                                                                                                   | 加速度センサー・近接センサー・環境光センサー                                                                                                   | 加速度センサー・近接センサー・環境光センサー                                                                                                   | 加速度センサー・近接センサー・環境光センサー                                                                                                   | 加速度センサー・近接センサー・環境光センサー | 加速度センサー・近接センサー・環境光センサー | 加速度センサー・近接センサー・環境光センサー | 加速度センサー・近接センサー・環境光センサー | 加速度センサー・近接センサー・環境光センサー | 加速度センサー・近接センサー・環境光センサー | 加速度センサー・近接センサー・環境光センサー | 加速度センサー・近接センサー・環境光センサー | 加速度センサー・近接センサー・環境光センサー                                                                                                | 高重力加速度センサー・近接センサー・デュアル環境光センサー                                                                                              | 高重力加速度センサー・近接センサー・デュアル環境光センサー                                                                                              | 高重力加速度センサー・近接センサー・デュアル環境光センサー                                                                                                   | 高重力加速度センサー・近接センサー・デュアル環境光センサー                                                                                                   | 高重力加速度センサー・近接センサー・デュアル環境光センサー                                                                                              | 高重力加速度センサー・近接センサー・デュアル環境光センサー                                                                                              | 高重力加速度センサー・近接センサー・デュアル環境光センサー                                                                                                   | 高重力加速度センサー・近接センサー・デュアル環境光センサー                                                                                                   | 高重力加速度センサー・近接センサー・デュアル環境光センサー | 高重力加速度センサー・近接センサー・デュアル環境光センサー | 高重力加速度センサー・近接センサー・デュアル環境光センサー | 高重力加速度センサー・近接センサー・デュアル環境光センサー | 高重力加速度センサー・近接センサー・デュアル環境光センサー                                                                                             |
| センサー                                                   | N/A                                                                   | N/A                                                                    | N/A                                                                             | 3軸ジャイロスコープ                                                                           | 3軸ジャイロスコープ                                                                                  | 3軸ジャイロスコープ                                                                  | 3軸ジャイロスコープ                                                                              | 3軸ジャイロスコープ                                                             | 3軸ジャイロスコープ | 3軸ジャイロスコープ | 3軸ジャイロスコープ | 3軸ジャイロスコープ | 3軸ジャイロスコープ                                                                                              | 3軸ジャイロスコープ | 3軸ジャイロスコープ | 3軸ジャイロスコープ | 3軸ジャイロスコープ | 3軸ジャイロスコープ | 3軸ジャイロスコープ | 3軸ジャイロスコープ | 3軸ジャイロスコープ | 3軸ジャイロスコープ | 3軸ジャイロスコープ | 3軸ジャイロスコープ | 3軸ジャイロスコープ | 3軸ジャイロスコープ | 3軸ジャイロスコープ | 3軸ジャイロスコープ | 3軸ジャイロスコープ | 3軸ジャイロスコープ | 3軸ジャイロスコープ | 3軸ジャイロスコープ | 3軸ジャイロスコープ | 3軸ジャイロスコープ | ハイダイナミックレンジジャイロ | ハイダイナミックレンジジャイロ | ハイダイナミックレンジジャイロ | ハイダイナミックレンジジャイロ | ハイダイナミックレンジジャイロ | ハイダイナミックレンジジャイロ | ハイダイナミックレンジジャイロ | ハイダイナミックレンジジャイロ | ハイダイナミックレンジジャイロ | ハイダイナミックレンジジャイロ | ハイダイナミックレンジジャイロ | ハイダイナミックレンジジャイロ | ハイダイナミックレンジジャイロ |
| センサー                                                   | N/A                                                                   | N/A                                                                    | N/A                                                                             | N/A                                                                                           | N/A                                                                                                  | N/A                                                                                  | N/A                                                                                              | 指紋認証センサー（Touch ID）                                                    | 指紋認証センサー（Touch ID）                                                                                                | 指紋認証センサー（Touch ID）                                                                                                | 指紋認証センサー（Touch ID） | 指紋認証センサー（Touch ID） | 指紋認証センサー（Touch ID）                                                                                     | Taptic Engine ホームボタンによる指紋認証センサー（Touch ID）                                                                                  | Taptic Engine ホームボタンによる指紋認証センサー（Touch ID）                                                                                  | Taptic Engine ホームボタンによる指紋認証センサー（Touch ID） | Taptic Engine ホームボタンによる指紋認証センサー（Touch ID） | 顔認証センサー (Face ID) | 顔認証センサー (Face ID) | 顔認証センサー (Face ID) | 顔認証センサー (Face ID) | 顔認証センサー (Face ID) | 顔認証センサー (Face ID) | 顔認証センサー (Face ID) | Taptic Engine ホームボタンによる指紋認証センサー（Touch ID）                                                                                   | 顔認証センサー（第2世代Face ID） | 顔認証センサー（第2世代Face ID） | 顔認証センサー（第2世代Face ID） | 顔認証センサー（第2世代Face ID） | 顔認証センサー（第2世代Face ID） | 顔認証センサー（第2世代Face ID） | 顔認証センサー（第2世代Face ID） | 顔認証センサー（第2世代Face ID） | Taptic Engine ホームボタンによる指紋認証センサー（Touch ID）                                                                                | 顔認証センサー（第2世代Face ID） | 顔認証センサー（第2世代Face ID） | 顔認証センサー（第2世代Face ID） | 顔認証センサー（第2世代Face ID） | 顔認証センサー（第2世代Face ID） | 顔認証センサー（第2世代Face ID） | 顔認証センサー（第2世代Face ID） | 顔認証センサー（第2世代Face ID） | 顔認証センサー（第2世代Face ID） | 顔認証センサー（第2世代Face ID） | 顔認証センサー（第2世代Face ID） | 顔認証センサー（第2世代Face ID） | 顔認証センサー（第2世代Face ID） |
| センサー                                                   | N/A                                                                   | N/A                                                                    | N/A                                                                             | N/A                                                                                           | N/A                                                                                                  | N/A                                                                                  | N/A                                                                                              | N/A                                                                             | 気圧計 | 気圧計 | 気圧計 | 気圧計 | N/A | 気圧計 | 気圧計 | 気圧計 | 気圧計 | 気圧計 | 気圧計 | 気圧計 | 気圧計 | 気圧計 | 気圧計 | 気圧計 | 気圧計 | 気圧計 | 気圧計 | 気圧計 | 気圧計 | 気圧計 | 気圧計 | 気圧計 | 気圧計 | 気圧計 | 気圧計 | 気圧計 | 気圧計 | 気圧計 | 気圧計 | 気圧計 | 気圧計 | 気圧計 | 気圧計 | 気圧計 | 気圧計 | 気圧計 | 気圧計 |
| 背面カメラ                                                 | 2.0メガピクセル（1600×1200px）                                        | 2.0メガピクセル（1600×1200px）                                         | 3.0メガピクセル（2048×1536px）                                                  | 5.0メガピクセル（2592×1936px）                                                                | 8.0メガピクセル（3264×2448px）                                                                       | 8.0メガピクセル（3264×2448px）                                                       | 8.0メガピクセル（3264×2448px）                                                                   | 8.0メガピクセル（3264×2448px）                                                  | 8.0メガピクセル（3264×2448px）                                                                                              | 8.0メガピクセル（3264×2448px）                                                                                              | 12.0メガピクセル（4032×3024px） | 12.0メガピクセル（4032×3024px） | 12.0メガピクセル（4032×3024px）                                                                                  | 12.0メガピクセル (4032×3024 px) DCI-P3準拠 | （左記に加えて） 12.0メガピクセル（4032×3024px）の望遠カメラ                                                                                  | 12.0メガピクセル (4032×3024 px) DCI-P3準拠 | （左記に加えて） 12.0メガピクセル (4032×3024 px) の望遠カメラ | （左記に加えて） 12.0メガピクセル (4032×3024 px) の望遠カメラ | （左記に加えて） 12.0メガピクセル (4032×3024 px) の望遠カメラ | （左記に加えて） 12.0メガピクセル (4032×3024 px) の望遠カメラ | 12.0メガピクセル (4032×3024 px) DCI-P3準拠 | 13 mm, 26 mm 12.0メガピクセル（4032×3024px）DCI-P3準拠                                                                                         | （左記に加えて） 52 mm 12.0メガピクセル (4032×3024 px) の望遠カメラ                                                                            | （左記に加えて） 52 mm 12.0メガピクセル (4032×3024 px) の望遠カメラ                                                                            | 12.0メガピクセル (4032×3024 px) DCI-P3準拠 | 12.0メガピクセル（4032×3024px） 超広角13mm ƒ/2.4 広角26mm ƒ/1.6 | 12.0メガピクセル（4032×3024px） 超広角13mm ƒ/2.4 広角26mm ƒ/1.6 | 12.0メガピクセル（4032×3024px） 超広角13mm ƒ/2.4 広角26mm ƒ/1.6 望遠52mm ƒ/2.0                                                                                        | 12.0メガピクセル（4032×3024px） 超広角13mm ƒ/2.4 広角26mm ƒ/1.6 望遠65mm ƒ/2.2                                                                                        | 12.0メガピクセル（4032×3024px） 超広角13mm ƒ/2.4 広角26mm ƒ/1.6 | 12.0メガピクセル（4032×3024px） 超広角13mm ƒ/2.4 広角26mm ƒ/1.6 | 12.0メガピクセル（4032×3024px） 超広角13mm：ƒ/1.8 広角26mm：ƒ/1.5 望遠77mm：ƒ/2.8 | 12.0メガピクセル（4032×3024px） 超広角13mm：ƒ/1.8 広角26mm：ƒ/1.5 望遠77mm：ƒ/2.8 | 12.0メガピクセル (4032×3024 px) DCI-P3準拠                                                                                                  | 12.0メガピクセル（4032×3024px） 120°超広角13mm ƒ/2.4 メイン26mm ƒ/1.5                                                                                   | 12.0メガピクセル（4032×3024px） 120°超広角13mm ƒ/2.4 メイン26mm ƒ/1.5                                                                                   | 12.0メガピクセル（4032×3024px） 120°超広角13mm：ƒ/2.2 48.0メガピクセルメイン24mm：ƒ/1.78 12.0メガピクセル望遠77mm：ƒ/2.8                                     | 12.0メガピクセル（4032×3024px） 120°超広角13mm：ƒ/2.2 48.0メガピクセルメイン24mm：ƒ/1.78 12.0メガピクセル望遠77mm：ƒ/2.8                                     | 12.0メガピクセル（4032×3024px） 120°超広角13mm ƒ/2.4 48.0メガピクセルメイン26mm ƒ/1.6                                                                   | 12.0メガピクセル（4032×3024px） 120°超広角13mm ƒ/2.4 48.0メガピクセルメイン26mm ƒ/1.6                                                                   | 12.0メガピクセル（4032×3024px） 120°超広角13mm：ƒ/2.2 48.0メガピクセルメイン24mm：ƒ/1.78 12.0メガピクセル望遠77mm：ƒ/2.8                                     | 12.0メガピクセル（4032×3024px） 120°超広角13mm：ƒ/2.2 48.0メガピクセルメイン24mm：ƒ/1.78 12.0メガピクセル望遠120mm：ƒ/2.8                                    | 12.0メガピクセル（4032×3024px） 120°超広角13mm ƒ/2.2 48.0メガピクセルFusion26mm ƒ/1.6                                                                            | 12.0メガピクセル（4032×3024px） 120°超広角13mm ƒ/2.2 48.0メガピクセルFusion26mm ƒ/1.6                                                                            | 48.0メガピクセル120°超広角13mm：ƒ/2.2 48.0メガピクセルFusion24mm：ƒ/1.78 12.0メガピクセル望遠120mm：ƒ/2.8                                                                    | 48.0メガピクセル120°超広角13mm：ƒ/2.2 48.0メガピクセルFusion24mm：ƒ/1.78 12.0メガピクセル望遠120mm：ƒ/2.8                                                                    | 48.0メガピクセルFusion26mm：ƒ/1.6 |
| 背面カメラ                                                 | N/A                                                                   | N/A                                                                    | N/A                                                                             | 裏面照射型CMOSイメージセンサ                                                                  | 裏面照射型CMOSイメージセンサ                                                                         | 裏面照射型CMOSイメージセンサ                                                         | 裏面照射型CMOSイメージセンサ                                                                     | 裏面照射型CMOSイメージセンサ                                                    | （左記に加えて） Focus Pixels                                                                                               | （左記に加えて） Focus Pixels                                                                                               | （左記に加えて） Focus Pixels | （左記に加えて） Focus Pixels | （左記に加えて） Focus Pixels                                                                                    | （左記に加えて） Focus Pixels | （左記に加えて） Focus Pixels | （左記に加えて） Focus Pixels | （左記に加えて） Focus Pixels | （左記に加えて） Focus Pixels | （左記に加えて） Focus Pixels | （左記に加えて） Focus Pixels | （左記に加えて） Focus Pixels | （左記に加えて） Focus Pixels | （左記に加えて） Focus Pixels | （左記に加えて） Focus Pixels | （左記に加えて） Focus Pixels | （左記に加えて） Focus Pixels | （左記に加えて） Focus Pixels | （左記に加えて） Focus Pixels | （左記に加えて） Focus Pixels | （左記に加えて） Focus Pixels | （左記に加えて） Focus Pixels | （左記に加えて） Focus Pixels | （左記に加えて） Focus Pixels | （左記に加えて） Focus Pixels | （左記に加えて） Focus Pixels | （左記に加えて） Focus Pixels | （左記に加えて） Focus Pixels | （左記に加えて） Focus Pixels | （左記に加えて） Focus Pixels | （左記に加えて） Focus Pixels | （左記に加えて） Focus Pixels | （左記に加えて） Focus Pixels | （左記に加えて） Focus Pixels | （左記に加えて） Focus Pixels | （左記に加えて） Focus Pixels | （左記に加えて） Focus Pixels | （左記に加えて） Focus Pixels |
| 背面カメラ                                                 | 不明                                                                  | F2.8                                                                   | F2.8                                                                            | F2.8                                                                                          | F2.4                                                                                                 | F2.4                                                                                 | F2.4                                                                                             | F2.2                                                                            | F2.2 | F2.2 | F2.2 | F2.2 | F2.2 | F1.8 | （左記に加えて） F2.8（望遠） | F1.8 | （左記に加えて） F2.8（望遠） | （左記に加えて） F2.4（望遠） | （左記に加えて） F2.4（望遠） | （左記に加えて） F2.4（望遠） | F1.8 | 13 mm F2.4/ 26 mm F1.8 | （左記に加えて） 52 mm F2.0 | （左記に加えて） 52 mm F2.0 | F1.8 | | | | センサーシフト光学式手ぶれ補正（広角のみ） | センサーシフト光学式手ぶれ補正（広角のみ） | センサーシフト光学式手ぶれ補正（広角のみ） | センサーシフト光学式手ぶれ補正（広角のみ） | センサーシフト光学式手ぶれ補正（広角のみ） | F1.8 | センサーシフト光学式手ぶれ補正（メインのみ） | センサーシフト光学式手ぶれ補正（メインのみ） | 第2世代センサーシフト光学式手ぶれ補正（メイン） 光学式手ぶれ補正（望遠）                                                                                     | 第2世代センサーシフト光学式手ぶれ補正（メイン） 光学式手ぶれ補正（望遠）                                                                                     | センサーシフト光学式手ぶれ補正（メインのみ） | センサーシフト光学式手ぶれ補正（メインのみ） | 第2世代センサーシフト光学式手ぶれ補正（メイン） 光学式手ぶれ補正（望遠）                                                                                     | 第2世代センサーシフト光学式手ぶれ補正（メイン） 3Dセンサーシフト光学式手ぶれ補正（望遠）                                                                     | センサーシフト光学式手ぶれ補正（メインのみ） | センサーシフト光学式手ぶれ補正（メインのみ） | 第2世代センサーシフト光学式手ぶれ補正（Fusion） 3Dセンサーシフト光学式手ぶれ補正（望遠）                                                                                     | 第2世代センサーシフト光学式手ぶれ補正（Fusion） 3Dセンサーシフト光学式手ぶれ補正（望遠）                                                                                     | 光学式手ぶれ補正 |
| 背面カメラ                                                 | N/A                                                                   | N/A                                                                    | N/A                                                                             | LEDフラッシュ                                                                                 | LEDフラッシュ                                                                                        | LEDフラッシュ                                                                        | LEDフラッシュ                                                                                    | True Tone フラッシュ                                                            | True Tone フラッシュ | True Tone フラッシュ | True Tone フラッシュ | True Tone フラッシュ | True Tone フラッシュ                                                                                             | クアッドLED True Tone フラッシュ | クアッドLED True Tone フラッシュ | クアッドLED True Tone フラッシュ、スローシンクロ | クアッドLED True Tone フラッシュ、スローシンクロ | クアッドLED True Tone フラッシュ、スローシンクロ | クアッドLED True Tone フラッシュ、スローシンクロ | クアッドLED True Tone フラッシュ、スローシンクロ | クアッドLED True Tone フラッシュ、スローシンクロ | クアッドLED True Tone フラッシュ、スローシンクロ                                                                                               | クアッドLED True Tone フラッシュ、スローシンクロ                                                                                               | クアッドLED True Tone フラッシュ、スローシンクロ                                                                                               | LED True Toneフラッシュ、スローシンクロ | クアッドLED True Tone フラッシュ、スローシンクロ | クアッドLED True Tone フラッシュ、スローシンクロ | クアッドLED True Tone フラッシュ、スローシンクロ | クアッドLED True Tone フラッシュ、スローシンクロ | クアッドLED True Tone フラッシュ、スローシンクロ | クアッドLED True Tone フラッシュ、スローシンクロ | クアッドLED True Tone フラッシュ、スローシンクロ | クアッドLED True Tone フラッシュ、スローシンクロ | LED True Toneフラッシュ、スローシンクロ | クアッドLED True Tone フラッシュ、スローシンクロ | クアッドLED True Tone フラッシュ、スローシンクロ | アダプティブTrue Toneフラッシュ | アダプティブTrue Toneフラッシュ | クアッドLED True Tone フラッシュ、スローシンクロ | クアッドLED True Tone フラッシュ、スローシンクロ | アダプティブTrue Toneフラッシュ | アダプティブTrue Toneフラッシュ | クアッドLED True Tone フラッシュ、スローシンクロ | クアッドLED True Tone フラッシュ、スローシンクロ | アダプティブTrue Toneフラッシュ | アダプティブTrue Toneフラッシュ | True Tone フラッシュ |
| 背面カメラ                                                 | N/A                                                                   | N/A                                                                    | VGA (640×480px) 30 fps ビデオ撮影                                               | HD 720p (1280×720 px) 30 fps ビデオ撮影                                                       | FHD 1080p (1920×1080 px) 30 fps ビデオ撮影                                                           | FHD 1080p (1920×1080 px) 30 fps ビデオ撮影                                           | FHD 1080p (1920×1080 px) 30 fps ビデオ撮影                                                       | FHD 1080p (1920×1080 px) 30 fps ビデオ撮影                                      | FHD 1080p (1920×1080 px) 30/60 fps ビデオ撮影                                                                               | FHD 1080p (1920×1080 px) 30/60 fps ビデオ撮影                                                                               | （左記に加えて）4K (3840×2160 px) 30 fps ビデオ撮影 | （左記に加えて）4K (3840×2160 px) 30 fps ビデオ撮影 | （左記に加えて）4K (3840×2160 px) 30 fps ビデオ撮影                                                              | （左記に加えて）DCI-P3準拠 4K (3840×2160px) 30 fps ビデオ撮影                                                                                 | （左記に加えて）DCI-P3準拠 4K (3840×2160px) 30 fps ビデオ撮影                                                                                 | （左記に加えて）DCI-P3準拠 4K (3840×2160px) 24/60 fpsビデオ撮影 | （左記に加えて）DCI-P3準拠 4K (3840×2160px) 24/60 fpsビデオ撮影 | （左記に加えて）DCI-P3準拠 4K (3840×2160px) 24/60 fpsビデオ撮影 | （左記に加えて）DCI-P3準拠 4K (3840×2160px) 24/60 fpsビデオ撮影 | （左記に加えて）DCI-P3準拠 4K (3840×2160px) 24/60 fpsビデオ撮影 | （左記に加えて）DCI-P3準拠 4K (3840×2160px) 24/60 fpsビデオ撮影 | （左記に加えて）DCI-P3準拠 4K (3840×2160px) 24/60 fpsビデオ撮影                                                                                | （左記に加えて）DCI-P3準拠 4K (3840×2160px) 24/60 fpsビデオ撮影                                                                                | （左記に加えて）DCI-P3準拠 4K (3840×2160px) 24/60 fpsビデオ撮影                                                                                | （左記に加えて）DCI-P3準拠 4K (3840×2160px) 24/60 fpsビデオ撮影                                                                                | （左記に加えて）DCI-P3準拠 4K (3840×2160px) 24/60 fpsビデオ撮影 | （左記に加えて）DCI-P3準拠 4K (3840×2160px) 24/60 fpsビデオ撮影 | ドルビービジョン対応HDR 4K (3840×2160px) 24/60fpsビデオ撮影 | ドルビービジョン対応HDR 4K (3840×2160px) 24/60fpsビデオ撮影 | ドルビービジョン対応HDR 4K (3840×2160px) 24/60fpsビデオ撮影 | ドルビービジョン対応HDR 4K (3840×2160px) 24/60fpsビデオ撮影 | ドルビービジョン対応HDR 4K (3840×2160px) 24/60fpsビデオ撮影 | ドルビービジョン対応HDR 4K (3840×2160px) 24/60fpsビデオ撮影 | 4Kビデオ撮影（24fps、25fps、30fpsまたは60fps）                                                                                              | ドルビービジョン対応HDR 4K (3840×2160px) 24/60fpsビデオ撮影                                                                                             | ドルビービジョン対応HDR 4K (3840×2160px) 24/60fpsビデオ撮影                                                                                             | ドルビービジョン対応HDR 4K (3840×2160px) 24/60fpsビデオ撮影                                                                                                  | ドルビービジョン対応HDR 4K (3840×2160px) 24/60fpsビデオ撮影                                                                                                  | ドルビービジョン対応HDR 4K (3840×2160px) 24/60fpsビデオ撮影                                                                                             | ドルビービジョン対応HDR 4K (3840×2160px) 24/60fpsビデオ撮影                                                                                             | ドルビービジョン対応HDR 4K (3840×2160px) 24/60fpsビデオ撮影                                                                                                  | ドルビービジョン対応HDR 4K (3840×2160px) 24/60fpsビデオ撮影                                                                                                  | ドルビービジョン対応HDR 4K (3840×2160px) 24/60fpsビデオ撮影 | ドルビービジョン対応HDR 4K (3840×2160px) 24/60fpsビデオ撮影 | （左記に加えて） 100fps（Fusion）または120fps（Fusion） | （左記に加えて） 100fps（Fusion）または120fps（Fusion） | ドルビービジョン対応HDR 4K (3840×2160px) 24/60fpsビデオ撮影                                                                                            |
| 背面カメラ                                                 | N/A                                                                   | N/A                                                                    | N/A                                                                             | N/A                                                                                           | N/A                                                                                                  | N/A                                                                                  | N/A                                                                                              | HD 720p (1280×720 px) 120 fps スローモーションビデオ撮影                        | HD 720p (1280×720 px) 120/240 fps スローモーションビデオ撮影                                                                | HD 720p (1280×720 px) 120/240 fps スローモーションビデオ撮影                                                                | HD 1080p (1920×1080 px) 120fps/720p (1280×720px) 240 fps スローモーションビデオ撮影                                                                    | HD 1080p (1920×1080 px) 120fps/720p (1280×720px) 240 fps スローモーションビデオ撮影                                                                    | HD 1080p (1920×1080 px) 120fps/720p (1280×720px) 240 fps スローモーションビデオ撮影                              | HD 1080p (1920×1080 px) 120fps/720p (1280×720px) 240 fps スローモーションビデオ撮影                                                           | HD 1080p (1920×1080 px) 120fps/720p (1280×720px) 240 fps スローモーションビデオ撮影                                                           | HD 1080p (1920×1080px) 120/240 fps スローモーションビデオ撮影 | HD 1080p (1920×1080px) 120/240 fps スローモーションビデオ撮影 | HD 1080p (1920×1080px) 120/240 fps スローモーションビデオ撮影 | HD 1080p (1920×1080px) 120/240 fps スローモーションビデオ撮影 | HD 1080p (1920×1080px) 120/240 fps スローモーションビデオ撮影 | HD 1080p (1920×1080px) 120/240 fps スローモーションビデオ撮影 | HD 1080p (1920×1080px) 120/240 fps スローモーションビデオ撮影                                                                                  | HD 1080p (1920×1080px) 120/240 fps スローモーションビデオ撮影                                                                                  | HD 1080p (1920×1080px) 120/240 fps スローモーションビデオ撮影                                                                                  | HD 1080p (1920×1080px) 120/240 fps スローモーションビデオ撮影                                                                                  | HD 1080p (1920×1080px) 120/240 fps スローモーションビデオ撮影 | HD 1080p (1920×1080px) 120/240 fps スローモーションビデオ撮影 | HD 1080p (1920×1080px) 120/240 fps スローモーションビデオ撮影 | HD 1080p (1920×1080px) 120/240 fps スローモーションビデオ撮影 | HD 1080p (1920×1080px) 120/240 fps スローモーションビデオ撮影 | HD 1080p (1920×1080px) 120/240 fps スローモーションビデオ撮影 | HD 1080p (1920×1080px) 120/240 fps スローモーションビデオ撮影 | HD 1080p (1920×1080px) 120/240 fps スローモーションビデオ撮影 | HD 1080p (1920×1080px) 120/240 fps スローモーションビデオ撮影                                                                               | HD 1080p (1920×1080px) 120/240 fps スローモーションビデオ撮影                                                                                           | HD 1080p (1920×1080px) 120/240 fps スローモーションビデオ撮影                                                                                           | HD 1080p (1920×1080px) 120/240 fps スローモーションビデオ撮影                                                                                                | HD 1080p (1920×1080px) 120/240 fps スローモーションビデオ撮影                                                                                                | HD 1080p (1920×1080px) 120/240 fps スローモーションビデオ撮影                                                                                           | HD 1080p (1920×1080px) 120/240 fps スローモーションビデオ撮影                                                                                           | HD 1080p (1920×1080px) 120/240 fps スローモーションビデオ撮影                                                                                                | HD 1080p (1920×1080px) 120/240 fps スローモーションビデオ撮影                                                                                                | HD 1080p (1920×1080px) 120/240 fps スローモーションビデオ撮影 | HD 1080p (1920×1080px) 120/240 fps スローモーションビデオ撮影 | （左記に加えて） 最大120fpsの4Kドルビービジョン（Fusion） | （左記に加えて） 最大120fpsの4Kドルビービジョン（Fusion） | HD 1080p (1920×1080px) 120/240 fps スローモーションビデオ撮影                                                                                          |
| 背面カメラ                                                 | N/A                                                                   | N/A                                                                    | N/A                                                                             | N/A                                                                                           | ビデオの手ぶれ補正                                                                                   | ビデオの手ぶれ補正                                                                   | ビデオの手ぶれ補正                                                                               | ビデオおよび写真の手ぶれ補正                                                    | ビデオおよび写真の手ぶれ補正                                                                                                | ビデオおよび写真の光学式手ぶれ補正                                                                                          | ビデオおよび写真の手ぶれ補正 | ビデオおよび写真の光学式手ぶれ補正 | ビデオおよび写真の手ぶれ補正                                                                                     | ビデオおよび写真の光学式手ぶれ補正 | ビデオおよび写真の光学式手ぶれ補正 | ビデオおよび写真の光学式手ぶれ補正 | ビデオおよび写真の光学式手ぶれ補正 | ビデオおよび写真のデュアル光学式手ぶれ補正 | ビデオおよび写真のデュアル光学式手ぶれ補正 | ビデオおよび写真のデュアル光学式手ぶれ補正 | ビデオおよび写真の光学式手ぶれ補正 | 光学式手ぶれ補正（広角） | デュアル光学式手ぶれ補正（広角・望遠） | デュアル光学式手ぶれ補正（広角・望遠） | ビデオおよび写真の光学式手ぶれ補正 | ドルビービジョン対応HDR 4K (3840×2160px) 30fpsビデオ撮影 | ドルビービジョン対応HDR 4K (3840×2160px) 30fpsビデオ撮影 | | | | | | | 光学式手ぶれ補正 | アクションモード | アクションモード | アクションモード | アクションモード | アクションモード | アクションモード | アクションモード | アクションモード | アクションモード | アクションモード | アクションモード | アクションモード | |
| 背面カメラ                                                 | N/A                                                                   | N/A                                                                    | N/A                                                                             | N/A                                                                                           | パノラマ（最大28メガピクセル）                                                                       | パノラマ（最大28メガピクセル）                                                       | パノラマ（最大28メガピクセル）                                                                   | パノラマ（最大28メガピクセル）                                                  | パノラマ（最大43メガピクセル）                                                                                              | パノラマ（最大43メガピクセル）                                                                                              | パノラマ（最大63メガピクセル） | パノラマ（最大63メガピクセル） | パノラマ（最大63メガピクセル）                                                                                   | パノラマ（最大63メガピクセル） | パノラマ（最大63メガピクセル） | パノラマ（最大63メガピクセル） | パノラマ（最大63メガピクセル） | パノラマ（最大63メガピクセル） | パノラマ（最大63メガピクセル） | パノラマ（最大63メガピクセル） | パノラマ（最大63メガピクセル） | | | | | | | | | 1080pシネマティックモード | 1080pシネマティックモード | 1080pシネマティックモード | 1080pシネマティックモード | | 4Kシネマティックモード | 4Kシネマティックモード | 4Kシネマティックモード | 4Kシネマティックモード | 4Kシネマティックモード | 4Kシネマティックモード | 4Kシネマティックモード | 4Kシネマティックモード | 4Kシネマティックモード | 4Kシネマティックモード | 4Kシネマティックモード | 4Kシネマティックモード | |
| 背面カメラ                                                 | N/A                                                                   | N/A                                                                    | N/A                                                                             | N/A                                                                                           | N/A                                                                                                  | N/A                                                                                  | N/A                                                                                              | バーストモード                                                                  | バーストモード | バーストモード | バーストモード | バーストモード | バーストモード                                                                                                   | バーストモード | バーストモード | バーストモード | バーストモード | バーストモード | バーストモード | バーストモード | バーストモード | バーストモード | バーストモード | バーストモード | | | | | | | | | | | Photonic Engine | Photonic Engine | Photonic Engine | Photonic Engine | Photonic Engine | Photonic Engine | Photonic Engine | Photonic Engine | Photonic Engine | Photonic Engine | Photonic Engine | Photonic Engine | Photonic Engine |
| Live Photos                                                | N/A                                                                   | N/A                                                                    | N/A                                                                             | N/A                                                                                           | N/A                                                                                                  | N/A                                                                                  | N/A                                                                                              | N/A                                                                             | N/A | N/A | 3D Touchでの再生 | 3D Touchでの再生 | ロングタップでの再生                                                                                             | 3D Touchでの再生 | 3D Touchでの再生 | 3D Touchでの再生 | 3D Touchでの再生 | 3D Touchでの再生 | 3D Touchでの再生 | 3D Touchでの再生 | ロングタップでの再生 | ロングタップでの再生 | ロングタップでの再生 | ロングタップでの再生 | ロングタップでの再生 | ロングタップでの再生 | ロングタップでの再生 | ロングタップでの再生 | ロングタップでの再生 | ロングタップでの再生 | ロングタップでの再生 | ロングタップでの再生 | ロングタップでの再生 | ロングタップでの再生 | ロングタップでの再生 | ロングタップでの再生 | ロングタップでの再生 | ロングタップでの再生 | ロングタップでの再生 | ロングタップでの再生 | ロングタップでの再生 | ロングタップでの再生 | ロングタップでの再生 | ロングタップでの再生 | ロングタップでの再生 | ロングタップでの再生 | ロングタップでの再生 |
| 正面カメラ                                                 | N/A                                                                   | N/A                                                                    | N/A                                                                             | 0.3メガピクセル (640×480 px)                                                                  | 0.3メガピクセル (640×480 px)                                                                         | 1.2メガピクセル (1280×960 px)                                                        | 1.2メガピクセル (1280×960 px)                                                                    | 1.2メガピクセル (1280×960 px)                                                   | 1.2メガピクセル (1280×960 px)                                                                                               | 1.2メガピクセル (1280×960 px)                                                                                               | 5.0メガピクセル (2576×1932 px) | 5.0メガピクセル (2576×1932 px) | 1.2メガピクセル (1280×960 px)                                                                                    | 7.0メガピクセル (3088×2320 px) | 7.0メガピクセル (3088×2320 px) | 7.0メガピクセル (3088×2320 px) | 7.0メガピクセル (3088×2320 px) | 7.0メガピクセル (3088×2320 px) | 7.0メガピクセル (3088×2320 px) | 7.0メガピクセル (3088×2320 px) | 7.0メガピクセル (3088×2320 px) | 12.0メガピクセル (4032×3024 px) | 12.0メガピクセル (4032×3024 px) | 12.0メガピクセル (4032×3024 px) | 7.0メガピクセル (3088×2320 px) | 12.0メガピクセル (4032×3024 px) | 12.0メガピクセル (4032×3024 px) | 12.0メガピクセル (4032×3024 px) | 12.0メガピクセル (4032×3024 px) | 12.0メガピクセル (4032×3024 px) | 12.0メガピクセル (4032×3024 px) | 12.0メガピクセル (4032×3024 px) | 12.0メガピクセル (4032×3024 px) | 7.0メガピクセル (3088×2320 px) ƒ/2.2 | 12.0メガピクセル (4032×3024 px) ƒ/1.9 | 12.0メガピクセル (4032×3024 px) ƒ/1.9 | 12.0メガピクセル (4032×3024 px) ƒ/1.9 | 12.0メガピクセル (4032×3024 px) ƒ/1.9 | 12.0メガピクセル (4032×3024 px) ƒ/1.9 | 12.0メガピクセル (4032×3024 px) ƒ/1.9 | 12.0メガピクセル (4032×3024 px) ƒ/1.9 | 12.0メガピクセル (4032×3024 px) ƒ/1.9 | 12.0メガピクセル (4032×3024 px) ƒ/1.9 | 12.0メガピクセル (4032×3024 px) ƒ/1.9 | 12.0メガピクセル (4032×3024 px) ƒ/1.9 | 12.0メガピクセル (4032×3024 px) ƒ/1.9 | 12.0メガピクセル (4032×3024 px) ƒ/1.9 |
| 正面カメラ                                                 | N/A                                                                   | N/A                                                                    | N/A                                                                             | N/A                                                                                           | N/A                                                                                                  | 裏面照射型センサー                                                                   | 裏面照射型センサー                                                                               | 裏面照射型センサー                                                              | 裏面照射型センサー | 裏面照射型センサー | 裏面照射型センサー | 裏面照射型センサー | 裏面照射型センサー                                                                                               | 裏面照射型センサー | 裏面照射型センサー | 裏面照射型センサー | 裏面照射型センサー | 裏面照射型センサー | 裏面照射型センサー | 裏面照射型センサー | 裏面照射型センサー | 裏面照射型センサー | 裏面照射型センサー | 裏面照射型センサー | 裏面照射型センサー | | | | | | | | | | Focus Pixelsを使ったオートフォーカス | Focus Pixelsを使ったオートフォーカス | Focus Pixelsを使ったオートフォーカス | Focus Pixelsを使ったオートフォーカス | Focus Pixelsを使ったオートフォーカス | Focus Pixelsを使ったオートフォーカス | Focus Pixelsを使ったオートフォーカス | Focus Pixelsを使ったオートフォーカス | Focus Pixelsを使ったオートフォーカス | Focus Pixelsを使ったオートフォーカス | Focus Pixelsを使ったオートフォーカス | Focus Pixelsを使ったオートフォーカス | Focus Pixelsを使ったオートフォーカス |
| 正面カメラ                                                 | N/A                                                                   | N/A                                                                    | N/A                                                                             | VGA (640×480 px) 30 fps ビデオ撮影                                                            | VGA (640×480 px) 30 fps ビデオ撮影                                                                   | HD 720p (1280×720 px) 30 fps ビデオ撮影                                              | HD 720p (1280×720 px) 30 fps ビデオ撮影                                                          | HD 720p (1280×720 px) 30 fps ビデオ撮影                                         | HD 720p (1280×720 px) 30 fps ビデオ撮影                                                                                     | HD 720p (1280×720 px) 30 fps ビデオ撮影                                                                                     | HD 720p (1280×720 px) 30 fps ビデオ撮影 | HD 720p (1280×720 px) 30 fps ビデオ撮影 | HD 720p (1280×720 px) 30 fps ビデオ撮影                                                                          | HD 1080p (1920×1080 px) 30 fps ビデオ撮影 | HD 1080p (1920×1080 px) 30 fps ビデオ撮影 | HD 1080p (1920×1080 px) 30 fps ビデオ撮影 | HD 1080p (1920×1080 px) 30 fps ビデオ撮影 | HD 1080p (1920×1080 px) 60 fps ビデオ撮影 | HD 1080p (1920×1080 px) 60 fps ビデオ撮影 | HD 1080p (1920×1080 px) 60 fps ビデオ撮影 | HD 1080p (1920×1080 px) 60 fps ビデオ撮影 | DCI-P3準拠 4K (3840×2160 px) 60 fpsビデオ撮影                                                                                                  | DCI-P3準拠 4K (3840×2160 px) 60 fpsビデオ撮影                                                                                                  | DCI-P3準拠 4K (3840×2160 px) 60 fpsビデオ撮影                                                                                                  | HD 1080p (1920×1080 px) 30fps ビデオ撮影 | ドルビービジョン対応HDR 4K (3840×2160px) 30fpsビデオ撮影 | ドルビービジョン対応HDR 4K (3840×2160px) 30fpsビデオ撮影 | ドルビービジョン対応HDR 4K (3840×2160px) 24/60fpsビデオ撮影 | ドルビービジョン対応HDR 4K (3840×2160px) 24/60fpsビデオ撮影 | ドルビービジョン対応HDR 4K (3840×2160px) 24/60fpsビデオ撮影 | ドルビービジョン対応HDR 4K (3840×2160px) 24/60fpsビデオ撮影 | ドルビービジョン対応HDR 4K (3840×2160px) 24/60fpsビデオ撮影 | ドルビービジョン対応HDR 4K (3840×2160px) 24/60fpsビデオ撮影 | 1080p HDビデオ25/30fps撮影 | ドルビービジョン対応HDR 4K (3840×2160px) 24/60fpsビデオ撮影                                                                                             | ドルビービジョン対応HDR 4K (3840×2160px) 24/60fpsビデオ撮影                                                                                             | ドルビービジョン対応HDR 4K (3840×2160px) 24/60fpsビデオ撮影                                                                                                  | ドルビービジョン対応HDR 4K (3840×2160px) 24/60fpsビデオ撮影                                                                                                  | ドルビービジョン対応HDR 4K (3840×2160px) 24/60fpsビデオ撮影                                                                                             | ドルビービジョン対応HDR 4K (3840×2160px) 24/60fpsビデオ撮影                                                                                             | ドルビービジョン対応HDR 4K (3840×2160px) 24/60fpsビデオ撮影                                                                                                  | ドルビービジョン対応HDR 4K (3840×2160px) 24/60fpsビデオ撮影                                                                                                  | ドルビービジョン対応HDR 4K (3840×2160px) 24/60fpsビデオ撮影 | ドルビービジョン対応HDR 4K (3840×2160px) 24/60fpsビデオ撮影 | ドルビービジョン対応HDR 4K (3840×2160px) 24/60fpsビデオ撮影 | ドルビービジョン対応HDR 4K (3840×2160px) 24/60fpsビデオ撮影 | ドルビービジョン対応HDR 4K (3840×2160px) 24/60fpsビデオ撮影                                                                                            |
| 正面カメラ                                                 | N/A                                                                   | N/A                                                                    | N/A                                                                             | N/A                                                                                           | N/A                                                                                                  | N/A                                                                                  | N/A                                                                                              | N/A                                                                             | N/A | N/A | Retina Flash | Retina Flash | Retina Flash | Retina Flash | Retina Flash | Retina Flash | Retina Flash | Retina Flash | Retina Flash | Retina Flash | Retina Flash | Retina Flash | Retina Flash | Retina Flash | Retina Flash | Retina Flash | Retina Flash | Retina Flash | Retina Flash | Retina Flash | Retina Flash | Retina Flash | Retina Flash | Retina Flash | Retina Flash | Retina Flash | Retina Flash | Retina Flash | Retina Flash | Retina Flash | Retina Flash | Retina Flash | Retina Flash | Retina Flash | Retina Flash | Retina Flash | Retina Flash |
| カメラ機能                                                 | 位置情報（ジオタグ）                                                  | 位置情報（ジオタグ）                                                   | 位置情報（ジオタグ）                                                            | 位置情報（ジオタグ）                                                                          | 位置情報（ジオタグ）                                                                                 | 位置情報（ジオタグ）                                                                 | 位置情報（ジオタグ）                                                                             | 位置情報（ジオタグ）                                                            | 位置情報（ジオタグ） | 位置情報（ジオタグ） | 位置情報（ジオタグ） | 位置情報（ジオタグ） | 位置情報（ジオタグ）                                                                                             | 位置情報（ジオタグ） | 位置情報（ジオタグ） | 位置情報（ジオタグ） | 位置情報（ジオタグ） | 位置情報（ジオタグ） | 位置情報（ジオタグ） | 位置情報（ジオタグ） | 位置情報（ジオタグ） | 位置情報（ジオタグ） | 位置情報（ジオタグ） | 位置情報（ジオタグ） | 位置情報（ジオタグ） | 位置情報（ジオタグ） | 位置情報（ジオタグ） | 位置情報（ジオタグ） | 位置情報（ジオタグ） | 位置情報（ジオタグ） | 位置情報（ジオタグ） | 位置情報（ジオタグ） | 位置情報（ジオタグ） | 位置情報（ジオタグ） | 位置情報（ジオタグ） | 位置情報（ジオタグ） | 位置情報（ジオタグ） | 位置情報（ジオタグ） | 位置情報（ジオタグ） | 位置情報（ジオタグ） | 位置情報（ジオタグ） | 位置情報（ジオタグ） | 位置情報（ジオタグ） | 位置情報（ジオタグ） | 位置情報（ジオタグ） | 位置情報（ジオタグ） | 位置情報（ジオタグ） |
| カメラ機能                                                 | N/A                                                                   | N/A                                                                    | オートフォーカス、タップしてフォーカス                                          | オートフォーカス、タップしてフォーカス                                                        | オートフォーカス、タップしてフォーカス                                                               | オートフォーカス、タップしてフォーカス                                               | オートフォーカス、タップしてフォーカス                                                           | オートフォーカス、タップしてフォーカス                                          | オートフォーカス、タップしてフォーカス                                                                                      | オートフォーカス、タップしてフォーカス                                                                                      | オートフォーカス、タップしてフォーカス | オートフォーカス、タップしてフォーカス | オートフォーカス、タップしてフォーカス                                                                           | オートフォーカス、タップしてフォーカス | オートフォーカス、タップしてフォーカス | オートフォーカス、タップしてフォーカス | オートフォーカス、タップしてフォーカス | オートフォーカス、タップしてフォーカス | オートフォーカス、タップしてフォーカス | オートフォーカス、タップしてフォーカス | オートフォーカス、タップしてフォーカス | オートフォーカス、タップしてフォーカス | オートフォーカス、タップしてフォーカス | オートフォーカス、タップしてフォーカス | オートフォーカス、タップしてフォーカス | オートフォーカス、タップしてフォーカス | オートフォーカス、タップしてフォーカス | オートフォーカス、タップしてフォーカス | オートフォーカス、タップしてフォーカス | オートフォーカス、タップしてフォーカス | オートフォーカス、タップしてフォーカス | オートフォーカス、タップしてフォーカス | オートフォーカス、タップしてフォーカス | オートフォーカス、タップしてフォーカス | オートフォーカス、タップしてフォーカス | オートフォーカス、タップしてフォーカス | オートフォーカス、タップしてフォーカス | オートフォーカス、タップしてフォーカス | オートフォーカス、タップしてフォーカス | オートフォーカス、タップしてフォーカス | オートフォーカス、タップしてフォーカス | オートフォーカス、タップしてフォーカス | オートフォーカス、タップしてフォーカス | オートフォーカス、タップしてフォーカス | オートフォーカス、タップしてフォーカス | オートフォーカス、タップしてフォーカス | オートフォーカス、タップしてフォーカス |
| カメラ機能                                                 | N/A                                                                   | N/A                                                                    | N/A                                                                             | N/A                                                                                           | 静止画像の顔検出                                                                                     | ビデオおよび写真の顔検出                                                             | ビデオおよび写真の顔検出                                                                         | ビデオおよび写真の顔検出                                                        | ビデオおよび写真の顔検出 | ビデオおよび写真の顔検出 | ビデオおよび写真の顔検出 | ビデオおよび写真の顔検出 | ビデオおよび写真の顔検出                                                                                         | ビデオおよび写真の人体検出、顔検出 | ビデオおよび写真の人体検出、顔検出 | ビデオおよび写真の人体検出、顔検出 | ビデオおよび写真の人体検出、顔検出 | ビデオおよび写真の人体検出、顔検出 | ビデオおよび写真の人体検出、顔検出 | ビデオおよび写真の人体検出、顔検出 | ビデオおよび写真の人体検出、顔検出 | ビデオおよび写真の人体検出、顔検出 | ビデオおよび写真の人体検出、顔検出 | ビデオおよび写真の人体検出、顔検出 | ビデオおよび写真の人体検出、顔検出 | ビデオおよび写真の人体検出、顔検出 | ビデオおよび写真の人体検出、顔検出 | ビデオおよび写真の人体検出、顔検出 | ビデオおよび写真の人体検出、顔検出 | ビデオおよび写真の人体検出、顔検出 | ビデオおよび写真の人体検出、顔検出 | ビデオおよび写真の人体検出、顔検出 | ビデオおよび写真の人体検出、顔検出 | ビデオおよび写真の人体検出、顔検出 | ビデオおよび写真の人体検出、顔検出 | ビデオおよび写真の人体検出、顔検出 | ビデオおよび写真の人体検出、顔検出 | ビデオおよび写真の人体検出、顔検出 | ビデオおよび写真の人体検出、顔検出 | ビデオおよび写真の人体検出、顔検出 | ビデオおよび写真の人体検出、顔検出 | ビデオおよび写真の人体検出、顔検出 | ビデオおよび写真の人体検出、顔検出 | ビデオおよび写真の人体検出、顔検出 | ビデオおよび写真の人体検出、顔検出 | ビデオおよび写真の人体検出、顔検出 | ビデオおよび写真の人体検出、顔検出 |
| 機種                                                       | iPhone                                                                | iPhone 3G                                                              | iPhone 3GS                                                                      | iPhone 4                                                                                      | iPhone 4S                                                                                            | iPhone 5                                                                             | iPhone 5c                                                                                        | iPhone 5s                                                                       | iPhone 6 | iPhone 6 Plus | iPhone 6s | iPhone 6s Plus | iPhone SE (第1世代)                                                                                              | iPhone 7 | iPhone 7 Plus | iPhone 8 | iPhone 8 Plus | iPhone X | iPhone XS | iPhone XS Max | iPhone XR | iPhone 11 | iPhone 11 Pro | iPhone 11 Pro Max | iPhone SE (第2世代) | iPhone 12 mini | iPhone 12 | iPhone 12 Pro | iPhone 12 Pro Max | iPhone 13 mini | iPhone 13 | iPhone 13 Pro | iPhone 13 Pro Max | iPhone SE（第3世代） | iPhone 14 | iPhone 14 Plus | iPhone 14 Pro | iPhone 14 Pro Max | iPhone 15 | iPhone 15 Plus | iPhone 15 Pro | iPhone 15 Pro Max | iPhone 16 | iPhone 16 Plus | iPhone 16 Pro | iPhone 16 Pro Max | iPhone 16e |
| 本体材質                                                   | アルミニウムとプラスチック                                            | ジルコニアとイットリウムを用いた材質にシリコンコーティングされたもの。 | ジルコニアとイットリウムを用いた材質にシリコンコーティングされたもの。          | アルミノケイ酸塩ガラスとステンレス鋼                                                          | アルミノケイ酸塩ガラスとステンレス鋼                                                                 | 酸化皮膜処理アルミニウム6000 ブラック：着色ガラス ホワイト：セラミックガラス         | ハードコート皮膜されたポリカーボネート製ボディとスチール製の補強フレーム                         | 酸化皮膜処理アルミニウム6000                                                    | 酸化皮膜処理アルミニウム6000                                                                                                | 酸化皮膜処理アルミニウム6000                                                                                                | 酸化皮膜処理アルミニウム7000 | 酸化皮膜処理アルミニウム7000 | 酸化皮膜処理アルミニウム7000                                                                                     | 酸化皮膜処理アルミニウム7000 | 酸化皮膜処理アルミニウム7000 | カスタムガラス、酸化皮膜処理アルミニウム7000 | カスタムガラス、酸化皮膜処理アルミニウム7000 | カスタムガラス、ステンレススティール | カスタムガラス、ステンレススティール | カスタムガラス、ステンレススティール | カスタムガラス、酸化皮膜処理アルミニウム7000 | カスタムガラス、酸化皮膜処理アルミニウム7000                                                                                                   | 二重イオン交換強化ガラス、ステンレススティール                                                                                                 | 二重イオン交換強化ガラス、ステンレススティール                                                                                                 | カスタムガラス、酸化皮膜処理アルミニウム7000                                                                                                   | 二重イオン交換強化ガラス、酸化皮膜処理アルミニウム7000 | 二重イオン交換強化ガラス、酸化皮膜処理アルミニウム7000 | 二重イオン交換強化ガラス、ステンレススティール | 二重イオン交換強化ガラス、ステンレススティール | 二重イオン交換強化ガラス、酸化皮膜処理アルミニウム7000 | 二重イオン交換強化ガラス、酸化皮膜処理アルミニウム7000 | 二重イオン交換強化ガラス、ステンレススティール | 二重イオン交換強化ガラス、ステンレススティール | カスタムガラス、酸化皮膜処理アルミニウム7000                                                                                                | 二重イオン交換強化ガラス、酸化皮膜処理アルミニウム7000                                                                                                  | 二重イオン交換強化ガラス、酸化皮膜処理アルミニウム7000                                                                                                  | 二重イオン交換強化ガラス、ステンレススティール | 二重イオン交換強化ガラス、ステンレススティール | 二重イオン交換強化ガラス、酸化皮膜処理アルミニウム7000                                                                                                  | 二重イオン交換強化ガラス、酸化皮膜処理アルミニウム7000                                                                                                  | 二重イオン交換強化ガラス、グレード5チタン | 二重イオン交換強化ガラス、グレード5チタン | アルミニウムのデザイン 最新世代のCeramic Shieldの前面 カラーインフューズドガラスの背面（ホワイトを除く）                                                         | アルミニウムのデザイン 最新世代のCeramic Shieldの前面 カラーインフューズドガラスの背面（ホワイトを除く）                                                         | チタニウムのデザイン 最新世代のCeramic Shieldの前面 テクスチャードマットガラスの背面                                                                                         | チタニウムのデザイン 最新世代のCeramic Shieldの前面 テクスチャードマットガラスの背面                                                                                         | アルミニウムのデザイン Ceramic Shieldの前面 ガラスの背面                                                                                               |
| カラー                                                     | シルバー                                                              | ブラック・ホワイト（8GBモデルはブラックのみ）                          | ブラック・ホワイト（8GBモデルはブラックのみ）                                   | ブラック・ホワイト                                                                            | ブラック・ホワイト                                                                                   | ブラック・ホワイト                                                                   | グリーン・ブルー・イエロー・ピンク・ホワイト                                                     | スペースグレイ・シルバー・ゴールド                                              | スペースグレイ・シルバー・ゴールド                                                                                          | スペースグレイ・シルバー・ゴールド                                                                                          | スペースグレイ・シルバー・ゴールド・ローズゴールド | スペースグレイ・シルバー・ゴールド・ローズゴールド | スペースグレイ・シルバー・ゴールド・ローズゴールド                                                               | ブラック・ジェットブラック・シルバー・ゴールド・ローズゴールド・ (PRODUCT)RED Special Edition                                                 | ブラック・ジェットブラック・シルバー・ゴールド・ローズゴールド・ (PRODUCT)RED Special Edition                                                 | ゴールド・シルバー・スペースグレイ・(PRODUCT)RED Special Edition | ゴールド・シルバー・スペースグレイ・(PRODUCT)RED Special Edition | スペースグレイ・シルバー | ゴールド・スペースグレイ・シルバー | ゴールド・スペースグレイ・シルバー | (PRODUCT)RED・イエロー・ホワイト・コーラル・ブラック・ブルー | (PRODUCT)RED・イエロー・ホワイト・パープル・ブラック・グリーン                                                                                 | ミッドナイトグリーン・ゴールド・スペースグレイ・シルバー                                                                                       | ミッドナイトグリーン・ゴールド・スペースグレイ・シルバー                                                                                       | (PRODUCT)RED・ホワイト・ブラック | ブルー、グリーン、ブラック、ホワイト、(PRODUCT)RED、パープル | ブルー、グリーン、ブラック、ホワイト、(PRODUCT)RED、パープル | グラファイト、シルバー、ゴールド、パシフィックブルー | グラファイト、シルバー、ゴールド、パシフィックブルー | (PRODUCT)RED、スターライト、ミッドナイト、ブルー、ピンク | (PRODUCT)RED、スターライト、ミッドナイト、ブルー、ピンク | グラファイト、ゴールド、シルバー、シエラブルー | グラファイト、ゴールド、シルバー、シエラブルー | (PRODUCT)RED、スターライト、ミッドナイト | ミッドナイト、パープル、スターライト、(PRODUCT)RED、ブルー、イエロー                                                                                    | ミッドナイト、パープル、スターライト、(PRODUCT)RED、ブルー、イエロー                                                                                    | スペースブラック、シルバー、ゴールド、ディープパープル | スペースブラック、シルバー、ゴールド、ディープパープル | ピンク、イエロー、グリーン、ブルー、ブラック | ピンク、イエロー、グリーン、ブルー、ブラック | ナチュラルチタニウム、ブルーチタニウム、ホワイトチタニウム、ブラックチタニウム                                                                               | ナチュラルチタニウム、ブルーチタニウム、ホワイトチタニウム、ブラックチタニウム                                                                               | ブラック、ホワイト、ピンク、ティール、ウルトラマリン | ブラック、ホワイト、ピンク、ティール、ウルトラマリン | ブラックチタニウム、ホワイトチタニウム、ナチュラルチタニウム、デザートチタニウム                                                                                             | ブラックチタニウム、ホワイトチタニウム、ナチュラルチタニウム、デザートチタニウム                                                                                             | ホワイト、ブラック |
| バッテリー                                                 | 3.7 V 内蔵式リチウムイオンポリマー二次電池                            | 3.7 V 内蔵式リチウムイオンポリマー二次電池                             | 3.7 V 内蔵式リチウムイオンポリマー二次電池                                      | 3.7 V 内蔵式リチウムイオンポリマー二次電池                                                    | 3.7 V 内蔵式リチウムイオンポリマー二次電池                                                           | 3.8 V 内蔵式リチウムイオンポリマー二次電池                                           | 3.8 V 内蔵式リチウムイオンポリマー二次電池                                                       | 3.8 V 内蔵式リチウムイオンポリマー二次電池                                      | 3.8 V 内蔵式リチウムイオンポリマー二次電池                                                                                  | 3.8 V 内蔵式リチウムイオンポリマー二次電池                                                                                  | 3.8 V 内蔵式リチウムイオンポリマー二次電池 | 3.8 V 内蔵式リチウムイオンポリマー二次電池 | 3.8 V 内蔵式リチウムイオンポリマー二次電池                                                                       | 3.8 V 内蔵式リチウムイオンポリマー二次電池 | 3.8 V 内蔵式リチウムイオンポリマー二次電池 | 3.82 V 内蔵式リチウムイオンポリマー二次電池 | 3.82 V 内蔵式リチウムイオンポリマー二次電池 | 3.82 V 内蔵式リチウムイオンポリマー二次電池 | 3.82 V 内蔵式リチウムイオンポリマー二次電池 | 3.82 V 内蔵式リチウムイオンポリマー二次電池 | 3.82 V 内蔵式リチウムイオンポリマー二次電池 | | | | | | | | | | | | | | | | | | | | | | | | | | |
| バッテリー                                                 | 1400mAh                                                               | 1150mAh                                                                | 1219mAh                                                                         | 3.7V 1420mAh                                                                                  | 3.7V 1420mAh                                                                                         | 1440mAh                                                                              | 1510mAh                                                                                          | 1560mAh                                                                         | 1810mAh | 2915mAh | 1715mAh | 2750mAh | 1624mAh | 1960mAh | 2900mAh | 1821mAh | 2691mAh | 2716mAh | 2658mAh | 3174mAh | 2942mAh | 3110mAh | 3046mAh | 3969mAh | 1821mAh | 2,227mAh | 2,815mAh | 2,815mAh | 3,687mAh | 2,406mAh | 3,095mAh | 3,095mAh | 4,352mAh | 1821mAh | 3,279mAh | 4,325mAh | 3,200mAh | 4,323mAh | 3,349mAh | 4,383mAh | 3,274mAh | 4,422mAh | 3,561mAh | 4,674mAh | 3,582mAh | 4,685mAh | 4,005mAh |
| 充電サイクル性能                                           | フル充電サイクルを500回繰り返した時に、本来の容量の80%を維持          | フル充電サイクルを500回繰り返した時に、本来の容量の80%を維持           | フル充電サイクルを500回繰り返した時に、本来の容量の80%を維持                    | フル充電サイクルを500回繰り返した時に、本来の容量の80%を維持                                  | フル充電サイクルを500回繰り返した時に、本来の容量の80%を維持                                         | フル充電サイクルを500回繰り返した時に、本来の容量の80%を維持                         | フル充電サイクルを500回繰り返した時に、本来の容量の80%を維持                                     | フル充電サイクルを500回繰り返した時に、本来の容量の80%を維持                    | フル充電サイクルを500回繰り返した時に、本来の容量の80%を維持                                                                | フル充電サイクルを500回繰り返した時に、本来の容量の80%を維持                                                                | フル充電サイクルを500回繰り返した時に、本来の容量の80%を維持                                                                                           | フル充電サイクルを500回繰り返した時に、本来の容量の80%を維持                                                                                           | フル充電サイクルを500回繰り返した時に、本来の容量の80%を維持                                                     | フル充電サイクルを500回繰り返した時に、本来の容量の80%を維持                                                                                  | フル充電サイクルを500回繰り返した時に、本来の容量の80%を維持                                                                                  | フル充電サイクルを500回繰り返した時に、本来の容量の80%を維持 | フル充電サイクルを500回繰り返した時に、本来の容量の80%を維持 | フル充電サイクルを500回繰り返した時に、本来の容量の80%を維持 | フル充電サイクルを500回繰り返した時に、本来の容量の80%を維持 | フル充電サイクルを500回繰り返した時に、本来の容量の80%を維持 | フル充電サイクルを500回繰り返した時に、本来の容量の80%を維持 | フル充電サイクルを500回繰り返した時に、本来の容量の80%を維持                                                                                   | フル充電サイクルを500回繰り返した時に、本来の容量の80%を維持                                                                                   | フル充電サイクルを500回繰り返した時に、本来の容量の80%を維持                                                                                   | フル充電サイクルを500回繰り返した時に、本来の容量の80%を維持                                                                                   | フル充電サイクルを500回繰り返した時に、本来の容量の80%を維持 | フル充電サイクルを500回繰り返した時に、本来の容量の80%を維持 | フル充電サイクルを500回繰り返した時に、本来の容量の80%を維持 | フル充電サイクルを500回繰り返した時に、本来の容量の80%を維持 | フル充電サイクルを500回繰り返した時に、本来の容量の80%を維持 | フル充電サイクルを500回繰り返した時に、本来の容量の80%を維持 | フル充電サイクルを500回繰り返した時に、本来の容量の80%を維持 | フル充電サイクルを500回繰り返した時に、本来の容量の80%を維持 | フル充電サイクルを500回繰り返した時に、本来の容量の80%を維持                                                                                | フル充電サイクルを500回繰り返した時に、本来の容量の80%を維持                                                                                            | フル充電サイクルを500回繰り返した時に、本来の容量の80%を維持                                                                                            | フル充電サイクルを500回繰り返した時に、本来の容量の80%を維持                                                                                                 | フル充電サイクルを500回繰り返した時に、本来の容量の80%を維持                                                                                                 | フル充電サイクルを1,000回繰り返した時に、本来の容量の80%を維持                                                                                          | フル充電サイクルを1,000回繰り返した時に、本来の容量の80%を維持                                                                                          | フル充電サイクルを1,000回繰り返した時に、本来の容量の80%を維持                                                                                               | フル充電サイクルを1,000回繰り返した時に、本来の容量の80%を維持                                                                                               | フル充電サイクルを1,000回繰り返した時に、本来の容量の80%を維持                                                                                                   | フル充電サイクルを1,000回繰り返した時に、本来の容量の80%を維持                                                                                                   | フル充電サイクルを1,000回繰り返した時に、本来の容量の80%を維持 | フル充電サイクルを1,000回繰り返した時に、本来の容量の80%を維持 | フル充電サイクルを1,000回繰り返した時に、本来の容量の80%を維持                                                                                         |
| 連続利用時間（時 (h)）                                     | 待受：250 通話：8 ウェブ：6 音楽：24 ビデオ：7                        | 待受：300 通話：5 (3G) / 10 (2G) ウェブ：6 音楽：24 ビデオ：7          | 待受：300 通話：5 (3G) / 12 (2G) ウェブ：9 (Wi-Fi) / 5 (3G) 音楽：30 ビデオ：10 | 待受：300 通話：7 (3G) / 14 (2G) ウェブ：10 (Wi-Fi) / 6 (3G) 音楽：40 ビデオ：10              | 待受：200 通話：8 (3G) / 14 (2G) ウェブ：9 (Wi-Fi) / 6 (3G) 音楽：40 ビデオ：10                      | 待受：225 通話：8 (3G) / 14 (2G) ウェブ：10 (Wi-Fi) / 8 (3G/LTE) 音楽：40 ビデオ：10 | 待受：250 通話：10 (3G) ウェブ：10 (Wi-Fi/LTE) 音楽：40 ビデオ：10                               | 待受：250 通話：10 (3G) ウェブ：10 (Wi-Fi/LTE) 音楽：40 ビデオ：10              | 待受：240 通話：14 (3G) ウェブ：11 (Wi-Fi) / 10 (LTE) 音楽：50 ビデオ：11                                                   | 待受：384 通話：24 (3G) ウェブ：12 (Wi-Fi) / 12 (LTE) 音楽：80 ビデオ：14                                                   | 待受：240 通話：14 (3G) ウェブ：11 (Wi-Fi) / 10 (LTE) 音楽：50 ビデオ：11                                                                              | 待受：384 通話：24 (3G) ウェブ：12 (Wi-Fi) / 12 (LTE) 音楽：80 ビデオ：14                                                                              | 待受：240 通話：14 (3G) ウェブ：13 (Wi-Fi) / 13 (LTE) 音楽：50 ビデオ：13                                        | 待受：240 通話：14（3G/ワイヤレス） ウェブ：14 (Wi-Fi) / 12 (LTE) 音楽：40（ワイヤレス） ビデオ：13（ワイヤレス）                             | 待受：384 通話：21（3G/ワイヤレス） ウェブ：15 (Wi-Fi) / 13 (LTE) 音楽：60（ワイヤレス） ビデオ：14（ワイヤレス）                             | 通話：14（ワイヤレス） ウェブ：12時間 音楽：40（ワイヤレス） ビデオ：13（ワイヤレス）                                                                                    | 通話：21（ワイヤレス） ウェブ：13 音楽：60（ワイヤレス） ビデオ：14（ワイヤレス）                                                                                        | 通話：21（ワイヤレス） ウェブ：12 音楽：60（ワイヤレス） ビデオ：13（ワイヤレス）                                                                                        | 通話：20（ワイヤレス） ウェブ：12 音楽：60（ワイヤレス） ビデオ：14（ワイヤレス）                                                                                        | 通話：25（ワイヤレス） ウェブ：13 音楽：65（ワイヤレス） ビデオ：15（ワイヤレス）                                                                                        | 通話：25（ワイヤレス） ウェブ：15 音楽：65（ワイヤレス） ビデオ：16（ワイヤレス）                                                                                        | 通話：25（ワイヤレス） ウェブ：15 音楽：65（ワイヤレス） ビデオ：17（ワイヤレス）                                                              | 通話：25（ワイヤレス） ウェブ：15 音楽：65（ワイヤレス） ビデオ：18（ワイヤレス）                                                              | 通話：25（ワイヤレス） ウェブ：15 音楽：80（ワイヤレス） ビデオ：20（ワイヤレス）                                                              | 通話：14（ワイヤレス） ウェブ：12時間 音楽：40（ワイヤレス） ビデオ：13（ワイヤレス）                                                          | 通話：-（ワイヤレス） ウェブ：- 音楽：50時間（ワイヤレス） ビデオ：15時間（ワイヤレス）                                                                               | 通話：-（ワイヤレス） ウェブ：- 音楽：65時間（ワイヤレス） ビデオ：17時間（ワイヤレス）                                                                               | 通話：-（ワイヤレス） ウェブ：- 音楽：65時間（ワイヤレス） ビデオ：17時間（ワイヤレス）                                                                               | 通話：-（ワイヤレス） ウェブ：- 音楽：80時間（ワイヤレス） ビデオ：20時間（ワイヤレス）                                                                               | 通話：-（ワイヤレス） ウェブ：- 音楽：55時間（ワイヤレス） ビデオ：17時間（ワイヤレス） | 通話：-（ワイヤレス） ウェブ：- 音楽：75時間（ワイヤレス） ビデオ：19時間（ワイヤレス） | 通話：-（ワイヤレス） ウェブ：- 音楽：75時間（ワイヤレス） ビデオ：22時間（ワイヤレス） | 通話：-（ワイヤレス） ウェブ：- 音楽：95時間（ワイヤレス） ビデオ：28時間（ワイヤレス） | 音楽：50時間（ワイヤレス） ビデオ：15時間（ワイヤレス）                                                                                     | 音楽：80時間（ワイヤレス） ビデオ：20時間（ワイヤレス）                                                                                                 | 音楽：100時間（ワイヤレス） ビデオ：26時間（ワイヤレス）                                                                                                | 音楽：75時間（ワイヤレス） ビデオ：23時間（ワイヤレス） | 音楽：95時間（ワイヤレス） ビデオ：29時間（ワイヤレス） | 音楽：80時間（ワイヤレス） ビデオ：20時間（ワイヤレス）                                                                                                 | 音楽：100時間（ワイヤレス） ビデオ：26時間（ワイヤレス）                                                                                                | 音楽：75時間（ワイヤレス） ビデオ：23時間（ワイヤレス） | 音楽：95時間（ワイヤレス） ビデオ：26時間（ワイヤレス） | ビデオ再生 最大22時間 ビデオ再生（ストリーミング） 最大18時間 オーディオ再生 最大80時間                                                                          | ビデオ再生 最大27時間 ビデオ再生（ストリーミング） 最大24時間 オーディオ再生 最大100時間                                                                         | ビデオ再生 最大27時間 ビデオ再生（ストリーミング） 最大22時間 オーディオ再生 最大85時間                                                                                      | ビデオ再生 最大33時間 ビデオ再生（ストリーミング） 最大29時間 オーディオ再生 最大105時間                                                                                     | ビデオ再生 最大26時間 ビデオ再生（ストリーミング） 最大21時間 オーディオ再生 最大90時間                                                                |
| サイズ（高 (h)×幅 (w)×厚 (d)）                             | 115×61×11.6 mm                                                        | 115.5×62.1×12.3 mm                                                     | 115.5×62.1×12.3 mm                                                              | 115.2×58.6×9.3 mm                                                                             | 115.2×58.6×9.3 mm                                                                                    | 123.8×58.6×7.6 mm                                                                    | 124.4×59.2×8.97 mm                                                                               | 123.8×58.6×7.6 mm                                                               | 138.1×67.0×6.9 mm | 158.1×77.8×7.1 mm | 138.3×67.1×7.1 mm | 158.2×77.9×7.3 mm | 123.8×58.6×7.6 mm                                                                                                | 138.3×67.1×7.1 mm | 158.2×77.9×7.3 mm | 138.4×67.3×7.3 mm | 158×78.1×7.5 mm | 143.6×70.9×7.7 mm | 143.6×70.9×7.7 mm | 157.5×77.4×7.7 mm | 150.9×75.7×8.3 mm | 150.9×75.7×8.3 mm | 144.0×71.4×8.1 mm | 158.0×77.8×8.1 mm | 138.4×67.3×7.3 mm | 131.5 x 64.2 x 7.4mm | 146.7 x 71.5 x 7.4mm | 146.7 x 71.5 x 7.4mm | 160.8 x 78.1 x 7.4mm | 131.5 x 64.2 x 7.65mm | 146.7 x 71.5 x 7.65mm | 146.7 x 71.5 x 7.65mm | 160.8 x 78.1 x 7.65mm | 138.4×67.3×7.3 mm | 146.7 x 71.5 x 7.80mm | 160.8 x 78.1 x 7.80mm | 147.5 x 71.5 x 7.85mm | 160.7 x 77.6 x 7.85mm | 147.6 x 72.6 x 7.80mm | 160.9 x 77.8 x 7.80mm | 146.6 x 70.6 x 8.25mm | 159.9 x 76.7 x 8.25mm | 147.6 x 71.6 x 7.80mm | 160.9 x 77.8 x 7.80mm | 149.6 x 71.5 x 8.25mm | 163 x 77.6 x 8.25mm | 146.7 × 71.5 × 7.80mm |
| 質量                                                       | 135 g                                                                 | 133 g                                                                  | 135 g                                                                           | 137 g                                                                                         | 140 g                                                                                                | 112 g                                                                                | 132 g                                                                                            | 112 g                                                                           | 129 g | 172 g | 143 g | 192 g | 113 g | 138 g | 188 g | 148 g | 202 g | 174 g | 177 g | 208 g | 194 g | 194 g | 188 g | 226 g | 148 g | 133g | 162g | 187g | 226g | 140g | 173g | 203g | 238g | 148g | 172g | 203g | 206g | 240g | 171g | 201g | 187g | 221g | 170g | 199g | 199g | 227g | 167g |
| 販売開始日 （米国）                                        | 4/8GB：2007年6月29日 16GB：2008年2月5日                               | 2008年7月11日                                                          | 16/32GB：2009年6月19日 8GBブラック：2010年6月24日                               | ブラック：2010年6月24日 CDMAモデル：2011年2月10日 ホワイト：2011年4月28日 8GB：2011年10月14日 | 2011年10月14日 8GB：2013年9月10日                                                                    | 2012年9月21日                                                                        | 2013年9月20日                                                                                    | 2013年9月20日                                                                   | 2014年9月19日 | 2014年9月19日 | 2015年9月25日 | 2015年9月25日 | 16/64GB：2016年3月31日 32/128GB：2017年3月22日                                                                   | 2016年9月16日 2017年3月25日（(PRODUCT)RED™ Special Edition）                                                                                  | 2016年9月16日 | 2017年9月22日 | 2017年9月22日 | 2017年11月3日 | 2018年9月21日 | 2018年9月21日 | 2018年10月21日 | 2019年9月20日 | 2019年9月20日 | 2019年9月20日 | 2020年4月16日 | 2020年11月13日 | 2020年10月23日 | 2020年10月23日 | 2020年11月13日 | 2021年9月24日 | 2021年9月24日 | 2021年9月24日 | 2021年9月24日 | 2022年3月18日 | 2022年9月16日 | 2022年10月7日 | 2022年9月16日 | 2022年9月16日 | 2023年9月22日 | 2023年9月22日 | 2023年9月22日 | 2023年9月22日 | 2024年9月20日 | 2024年9月20日 | 2024年9月20日 | 2024年9月20日 | 2025年2月28日 |
| 販売終了日                                                 | 4GB：2007年9月5日 8/16GB：2008年7月11日                               | 16GB：2009年6月8日 8GBブラック：2010年6月4日                           | 16/32GB：2010年6月24日 8GBブラック：2012年9月12日                               | 16/32GB：2011年10月4日 8GB：2013年9月10日                                                     | 32/64GB：2012年9月12日 16GB：2013年9月10日 8GB：2014年9月9日                                         | 2013年9月10日                                                                        | 16/32GB：2014年9月9日 8GB：2015年9月9日                                                          | 64GB：2014年9月9日 16/32GB：2017年3月25日                                       | 128GB：2015年9月9日 16/64GB：2016年9月7日                                                                                   | 128GB：2015年9月9日 16/64GB：2016年9月7日                                                                                   | 2018年9月13日 | 2018年9月13日 | 16/64GB： 2017年3月22日 32/128GB：2018年9月13日                                                                  | 256GB：2017年9月22日 32GB/128GB：2019年9月11日 ジェットブラック:2018年9月13日                                                                 | 256GB：2017年9月22日 32GB/128GB：2019年9月11日 ジェットブラック:2018年9月13日                                                                 | 2020年4月15日 | 2020年4月15日 | 2018年9月14日 | 2019年9月11日 | 2019年9月11日 | 2021年9月14日 | 2022年9月8日 | 2021年9月24日 | 2021年9月24日 | 2022年3月8日 | 2022年9月8日 | 2023年9月15日 | 2021年9月24日 | 2021年9月24日 | 2023年9月15日 | 2024年9月10日 | 2022年9月8日 | 2022年9月8日 | 2025年2月20日 | 2025年2月20日 | 2025年2月20日 | 2023年9月15日 | 2023年9月15日 | （販売中） | （販売中） | 2024年9月10日 | 2024年9月10日 | （販売中） | （販売中） | （販売中） | （販売中） | （販売中） |
| ビンテージ製品 と オブソリート製品 （Appleによるサポート） | オブソリート                                                          | オブソリート                                                           | オブソリート                                                                    | オブソリート                                                                                  | オブソリート                                                                                         | オブソリート                                                                         | オブソリート                                                                                     | ビンテージ （米国） オブソリート （米国以外）                                   | ビンテージ （米国） オブソリート （米国以外）                                                                               | ビンテージ （米国） オブソリート （米国以外）                                                                               | ビンテージ （米国） オブソリート （米国以外） | ビンテージ （米国） オブソリート （米国以外） | ビンテージ | | ビンテージ | ビンテージ | ビンテージ | ビンテージ | ビンテージ | ビンテージ | | | | | | | | | | | | | | | | | | | | | | | | | | | |
| 機種                                                       | iPhone                                                                | iPhone 3G                                                              | iPhone 3GS                                                                      | iPhone 4                                                                                      | iPhone 4S                                                                                            | iPhone 5                                                                             | iPhone 5c                                                                                        | iPhone 5s                                                                       | iPhone 6 | iPhone 6 Plus | iPhone 6s | iPhone 6s Plus | iPhone SE (第1世代)                                                                                              | iPhone 7 | iPhone 7 Plus | iPhone 8 | iPhone 8 Plus | iPhone X | iPhone XS | iPhone XS Max | iPhone XR | iPhone 11 | iPhone 11 Pro | iPhone 11 Pro Max | IPhone SE (第2世代) | iPhone 12 mini | iPhone 12 | iPhone 12 Pro | iPhone 12 Pro Max | iPhone 13 mini | iPhone 13 | iPhone 13 Pro | iPhone 13 Pro Max | iPhone SE（第3世代） | iPhone 14 | iPhone 14 Plus | iPhone 14 Pro | iPhone 14 Pro Max | iPhone 15 | iPhone 15 Plus | iPhone 15 Pro | iPhone 15 Pro Max | iPhone 16 | iPhone 16 Plus | iPhone 16 Pro | iPhone 16 Pro Max | iPhone 16e |

## iOSサポート
| iPhone OS 1 | ○ |   |   |   |   |   |   |   |   |   |   |   |   |   |   |   |   |   |   |   |   |   |   |   |   |   |   |   |   |   |
| iPhone OS 2 | ○ | ○ |   |   |   |   |   |   |   |   |   |   |   |   |   |   |   |   |   |   |   |   |   |   |   |   |   |   |   |   |
| iPhone OS 3 | ○ | ○ | ○ |   |   |   |   |   |   |   |   |   |   |   |   |   |   |   |   |   |   |   |   |   |   |   |   |   |   |   |
| iOS 4       | × | ○ | ○ | ○ |   |   |   |   |   |   |   |   |   |   |   |   |   |   |   |   |   |   |   |   |   |   |   |   |   |   |
| iOS 5       | × | × | ○ | ○ | ○ |   |   |   |   |   |   |   |   |   |   |   |   |   |   |   |   |   |   |   |   |   |   |   |   |   |
| iOS 6       | × | × | ○ | ○ | ○ | ○ |   |   |   |   |   |   |   |   |   |   |   |   |   |   |   |   |   |   |   |   |   |   |   |   |
| iOS 7       | × | × | × | ○ | ○ | ○ | ○ | ○ |   |   |   |   |   |   |   |   |   |   |   |   |   |   |   |   |   |   |   |   |   |   |
| iOS 8       | × | × | × | × | ○ | ○ | ○ | ○ | ○ |   |   |   |   |   |   |   |   |   |   |   |   |   |   |   |   |   |   |   |   |   |
| iOS 9       | × | × | × | × | ○ | ○ | ○ | ○ | ○ | ○ | ○ |   |   |   |   |   |   |   |   |   |   |   |   |   |   |   |   |   |   |   |
| iOS 10      | × | × | × | × | × | ○ | ○ | ○ | ○ | ○ | ○ | ○ |   |   |   |   |   |   |   |   |   |   |   |   |   |   |   |   |   |   |
| iOS 11      | × | × | × | × | × | × | × | ○ | ○ | ○ | ○ | ○ | ○ | ○ |   |   |   |   |   |   |   |   |   |   |   |   |   |   |   |   |
| iOS 12      | × | × | × | × | × | × | × | ○ | ○ | ○ | ○ | ○ | ○ | ○ | ○ | ○ |   |   |   |   |   |   |   |   |   |   |   |   |   |   |
| iOS 13      | × | × | × | × | × | × | × | × | × | ○ | ○ | ○ | ○ | ○ | ○ | ○ | ○ | ○ | ○ |   |   |   |   |   |   |   |   |   |   |   |
| iOS 14      | × | × | × | × | × | × | × | × | × | ○ | ○ | ○ | ○ | ○ | ○ | ○ | ○ | ○ | ○ | ○ | ○ |   |   |   |   |   |   |   |   |   |
| iOS 15      | × | × | × | × | × | × | × | × | × | ○ | ○ | ○ | ○ | ○ | ○ | ○ | ○ | ○ | ○ | ○ | ○ | ○ | ○ | ○ |   |   |   |   |   |   |
| iOS 16      | × | × | × | × | × | × | × | × | × | × | × | × | ○ | ○ | ○ | ○ | ○ | ○ | ○ | ○ | ○ | ○ | ○ | ○ | ○ | ○ |   |   |   |   |
| iOS 17      | × | × | × | × | × | × | × | × | × | × | × | × | × | × | ○ | ○ | ○ | ○ | ○ | ○ | ○ | ○ | ○ | ○ | ○ | ○ | ○ | ○ |   |   |
| iOS 18      | × | × | × | × | × | × | × | × | × | × | × | × | × | × | ○ | ○ | ○ | ○ | ○ | ○ | ○ | ○ | ○ | ○ | ○ | ○ | ○ | ○ | ○ | ○ |

## オペレーティングシステム
Apple独自が開発したOSであるiOSが使われている。

## 機能

### 概略
マルチタッチスクリーンによる直感的操作
キー入力やスタイラスなどは必要なく、指で直接画面上のアイコンやキーボード、ボタンなどに触れるマルチタッチスクリーン方式を採用している。フリック（はじく）、タップ（軽く叩く）、ピンチ（つまむ）の3種類のシンプルな動作により直感的な操作ができる。
iPhone 6s/6s Plusではさらに圧力センサーを搭載することによる「3D Touch」を採用、押し込む動作が追加されたが、iPhone XRから「Haptic Touch（触覚タッチ）」へ置き換えられた。
iPhone発売後、他メーカーからもマルチタッチスクリーンパネルを利用した携帯電話製品が出ているが、これらの製品の操作性はiPhoneを完全に再現・模倣しているわけではなく、多くの相違点がある。また、Appleはマルチタッチに関する特許を所有しており、Androidでマルチタッチを利用した端末を発売しているメーカーを特許侵害で提訴している。

### 電話
着信拒否機能はiOS 7から対応している。日本においては、公衆電話からの着信が非通知と表示される。
留守番電話機能は「ビジュアルボイスメール」として搭載され、登録された音声をファイルにしてiPhoneに配信されるようになっている。キャリア側の留守番電話サービスが対応する必要があり、ソフトバンクでは3Gでの販売から、auでは2012年4月14日に対応しており、NTTドコモも2015年1月21日より対応する。
iPhone 4からはビデオチャット/IP電話機能であるFaceTimeに対応し、iOS 5以前ではWi-Fi接続時に、またiOS 6からはモバイルネットワーク接続時でも、ほかのiOS端末やMacとの間でテレビ電話として利用可能となる。なお、日本国内ではソフトバンクではリリース当初から、またauではiOS 5.1へのアップデートが行われた2012年3月8日から対応している。
iPhone 6/6 PlusからはLTEネットワークを介したVoLTEやWi-Fiを介して電話回線に接続できるWi-Fi Callingに対応するが、いずれも携帯電話会社のネットワークが対応する必要があり、日本ではiOS 8.3へのアップデートが行われた2015年4月9日よりVoLTEに3キャリアともに対応している。
iPhone 11シリーズから、VoLTE (HD+) EVS-SWBに対応し、ドコモでは高品質音声通話を実現している。
インターネット
搭載されているSafariはJavaScriptエンジンを内蔵しAjaxアプリケーションを利用可能。RSSやSVG、タブブラウズに対応している。ただしJavaアプレットおよびFlashには対応していない。iPhone/iPod touch対応サイトを除く携帯電話端末専用サイトは閲覧不可。
メール
MMSにiPhone OS 3.0で対応、一般のPOP3、IMAPメールサーバにも接続することが可能である。
米国Yahoo! Mail（@yahoo.com）に関しては携帯メールのようなプッシュ型電子メール（自動受信）にも対応したメールが利用可能である。日本のYahoo! メールも2011年10月19日よりIMAPアクセス使用時にプッシュ通知が可能となっている。
AppleのサービスiCloud（旧MobileMe）や、MicrosoftのMicrosoft Exchange OnlineやMicrosoft Exchange Server（2製品ともに法人向け）のメールアカウントもプッシュ機能を備えており、Exchange ActiveSyncをサポートするメールサービス（Gmail（現在はGoogle Apps利用者のみ）、Outlook.com（旧Windows Live Hotmail）など）でもプッシュ機能が使えるようになっている。
メッセージングサービス
SMSは初代iPhoneより、MMSはiPhone OS 3.0より対応し、iChatを思わせる吹き出しを使った対話形式で、メッセージが表示される。最大670文字まで送信できる。
iOS 5からはSMS/MMSに加え、iOS端末およびOS X Mountain Lion搭載Macとの間でメッセージや写真、動画などのやりとりが可能となる「iMessage」に対応している。
RCSは日本国内では3大キャリアは「+メッセージ」として2018年6月に対応クライアントアプリが配信されサービスを開始、楽天モバイルは専用の通話・メッセージアプリ「楽天Link」が提供されている。ただし日本国外の通信キャリアとは接続できず、Y!Mobile・LINEMO・UQ mobileやMVNOでは使用できない。またSMSやMMSはこれまで通りOS標準のメッセージアプリを使用する。
無線アクセス
Bluetooth による無線PAN、IEEE 802.11a/b/g/n/ac/axによる無線LAN (Wi-Fi)、EDGE/GPRS/HSPA/HSPA+/DC-HSDPA/EV-DO Rev. A/EV-DO Rev. B/FDD-LTE/TD-LTE（WiMAX2+/AXGP）/LTE-Advanced（キャリアアグリゲーション）/5G NRなどのパケット通信規格による無線WANなど、多様な無線アクセスを内蔵。

### カメラ
iPhoneとiPhone 3Gでは、2メガピクセルカメラを搭載。ボタンはシャッターのみで機能設定、オートフォーカス、ライト、動画撮影機能は搭載されていない。
iPhone 3GSでは、3メガピクセルオートフォーカスカメラを搭載し、動画撮影にも対応している。
iPhone 4では、LEDフォトライトつきの5メガピクセルオートフォーカスカメラ（裏面照射型CMOSセンサ採用、HD動画撮影対応）、およびFaceTime用のフロントカメラ（VGA画質）を搭載している。4Sではこれを強化し8メガピクセルオートフォーカスカメラ（裏面照射型CMOSセンサ採用、フルHD動画撮影対応）を、5ではさらに1.2メガピクセル（HD動画撮影対応）のフロントカメラを搭載している。6ではオートフォーカスが強化され、さらに6 Plusでは光学式手ぶれ補正機構が内蔵されている。
iPhone 6s/6s Plus以降のモデルでは4K動画が撮影可能な12メガピクセルオートフォーカスカメラと5メガピクセルのフロントカメラを搭載、フロントカメラでの自撮り撮影時に使える画面を明るく光らせてフラッシュ代わりにする「Retina Flash」も搭載されている。7 Plus, 8 Plus, X, XS/XS Maxでは広角と望遠の2つのレンズを搭載し、2段階ズーム機能を備えているほか、2つのレンズを使うことで背景をぼかして撮影できるポートレートモードに対応している。X, XS/XS Max, XRでは顔認証用に用いるTrueDepthカメラと通常のフロントカメラとの組み合わせで自撮りでもポートレートモードが使える。
iPhone 11, 11 Pro/11 Pro Maxでは、新たに13mmの超広角レンズのカメラを搭載し、ナイトモードにも対応した。
iPhone 12 Pro/12 Pro Maxでは、77mmの望遠レンズのカメラを搭載した。iPhone 14 Pro/14 Pro Maxでは、初めて4800万画素のメインカメラを搭載した。
写真
カメラで撮影した写真は写真Appで見ることができる。iOS 12では「For You」タブが追加され、撮影した写真やビデオを撮影期間や撮影場所ごとにまとめたり、写真を自動的に解析してベストショットを見つけ出し、その写真を用いたメモリームービーを作成したりする機能がある。
音楽
音楽ライブラリのレイアウトはこれまでのiPodから変更され、より分かりやすいセクション、大きなフォントになっている。2015年6月30日からApple Musicという音楽配信サービスが開始された。Apple Musicには、月額980円の「個人メンバーシップ」、月額1480円の「ファミリーメンバーシップ」、月額480円の「学生メンバーシップ」の3つのプランがあり、iTunes Storeに配信されている曲のほとんどを定額で聴くことができる。

### 動画
iPhone 3GSより、動画撮影機能（VGA/30fps）が搭載された。iPhone 4では720p/30fpsで、iPhone 4Sからは1080p/30fpsで撮影できる。また、iPhone 5Sでは720p/120fpsでのスローモーション撮影に対応している。iPhone 6/6 Plusからは1080p/60fpsで、iPhone 6S/6S Plusからは4K/30fpsで、iPhone 8/8 Plusからは4K/60fpsで撮影できる。
iPhone 13, 13 mini, 13 Pro/Pro Maxでは1080pシネマティックモードで、iPhone 14, 13 Plus, 14 Pro/Pro Maxでは4Kシネマティックモードや強力な手ぶれ補正で滑らかな映像が得られるアクションモードで撮影できる。

#### YouTube再生
iOS 5まではApple製のYouTubeアプリが用意されていたが、iOS 6ではライセンス契約が切れたことから搭載されていない。ただしSafari上でHTML5に最適化されたYouTubeサイトを使用するか、Googleが提供するYouTubeアプリを使うことで視聴することが可能となる。
地図
AppleとGoogleの提携により、iPhone 4S、またはiOS 5まではiPhoneに最適化されたGoogle Mapsが利用可能だった。iPhone 3G以降からはGPSを搭載したことにより、精度の高い位置情報を取得できるようになった。
マップアプリについてはiOS 6ではベクターベースのAppleの独自の地図となったが、Google Mapsに比べて圧倒的に情報量が少なく、機能も少なく間違った場所に表示されるなど地図としては致命的な不具合が多数見つかった。iOS 7以降では急速に改善され、iOS 11以降では高機能で実用的な地図ソフトとなっている。
アクセシビリティ
視覚障害のあるユーザ向け機能として、ボイスオーバーによる画面の操作ガイド、拡大鏡、色の反転表示機能を搭載している。また、聴覚障害のあるユーザ向けとして、周囲の雑音を軽減することができるライブリスニング機能を搭載している。

### センサー
iPhoneに搭載されている基本的なセンサーは以下の通りとなっている。
- 3軸ジャイロ
- 加速度センサー
- 近接センサー
- 環境光センサー

これらのセンサーに加えて、iPhone 6/6 Plus以降では「気圧計」、iPhone 5s, 6/6 Plus, 6s/6s Plus, SE(第1世代・第2世代), 7/7 Plus, 8/8 Plusでは「Touch ID」、iPhone X, XS/XS Max, XRでは「Face ID」が搭載されている。
3軸ジャイロセンサーはiPhone 4以降から搭載し、加速度センサーと組み合わせることでより精密な角度や加速度、端末の回転などの動きを感知できるようになった。iPhone 6/6 Plusでは気圧計が搭載され、その時点の気圧から端末がある高度の情報が分かるようになった。
また、iPhone 5sからは指紋認証センサTouch IDがホームボタンに組み込まれており、指紋を読み取ることで端末ロックの解除、iTunes StoreやApple Payなどでの決済認証などに使うことができるようになっている。iPhone Xではホームボタンが廃止されたのにともない、Touch IDの変わりとなる顔認証システムFace IDが搭載されている。
iPhone 14/14 Plus, 14 Pro/14 Pro Maxでは、一部センサーが下記へ増強された。
- 高重力加速度センサー
- デュアル環境光センサー

ウィジェット
天気予報、株価が見られるウィジェットがプリインストールされている。iOS 8からはサードパーティ製のウィジェットも使えるようになった。
iOS 14では、ホーム画面上に様々なサイズのウィジェットを表示できるようになった。

### 電子決済機能
iPhone 6/6 Plus 以降NFCが搭載され、AppleとVISA、マスターカード (MC)、アメリカンエキスプレス (AMEX)などとの提携による電子決済サービス「Apple Pay」が開始される。
iPhone 8/8 Plus以降（および、iPhone 7/7 Plusの日本仕様モデル）ではFelicaが搭載され、これによりApple Payの決済手段として、日本のSuica/iD/QUICPayの利用が追加された。2021年5月現在、日本ではこれらに加えPASMOとVISAのタッチ決済に対応している。
iPhone XS/iPhone XS Max/iPhone XR以降のモデルでは、予備電力機能付きエクスプレスカードにより電池切れの状態でもエクスプレスカードに登録したカードが利用できる。これにはiPhone SE(第2世代)も含まれる。
その他の機能
iTunesやMobileMeからアドレスブック、E-mailアカウント、ブラウザのブックマークの情報を同期できる。iOS 5からはMobileMe後継サービスのiCloudによって、iTunesで購入した楽曲の自動ダウンロード、撮った写真をほかの端末へ自動転送する機能、編集した書類データの自動同期、端末のバックアップなどができるようになっている。

### iPod touchとの相違
iPhoneとiPod touchはハードウェア・ソフトウェアともに共通点が多いが、iPhoneのみで使用可能な機能は以下の通り。
- 音声通話やSMS・MMSが利用できる。
- HSDPA（W-CDMA）などにより、無線LAN以外のデータ通信ができる。
- 近接センサを搭載している。
- デジタルコンパスを搭載している（3GS以降）。
- バイブレータを内蔵している。
- GPS（全地球測位システム）を搭載している。

また、第3世代までのiPod touchは、カメラを搭載していない、マイクがないなどの違いもあった。

### ほかの携帯電話との相違
以下の機能はiPhoneには搭載されていない。
- メールアプリで受信したメールのSMS/MMSへの転送（ただしメールにはソフトバンクから付与されるアカウント以外も設定可能）
- MMSの件名を含めた転送
- グループMMSの送信者一人への個別返信（一人に返信/全員に返信を選べない。SMS/MMSアプリはチャット風のUIなので宛先欄がなく変更できないため、全員に返信することしかできない。メールアプリの場合、返信時に宛先欄を削ることは可能）。
- 地上デジタルテレビ放送（ワンセグ/フルセグ）、マルチメディア放送 (NOTTV, i-dio等)
  - ただし下記で述べるソフトバンクの「TV&バッテリー」をはじめ、バッファロー製の「ちょいテレi」、BitBay製の「eSegTV ワイアレスTV チューナー」、ピクセラ製の「PIX-DT350-PL1」「PIX-DT355-PL1」（後者はNOTTVにも対応）などの外付けチューナー（Wi-Fi接続またはDock/Lightningコネクタ接続）を使えば視聴可能。また、ソフトバンク（ピクセラ製）の「エリアフリーTV」や次世代放送推進フォーラム策定のリモート視聴規格対応チューナー・テレビ・レコーダーと対応アプリを使えば、自宅にあるチューナーなどにリモート接続することでテレビの視聴が可能となる。
  - NHKプラス・TVer・TOKYO MXのエムキャスなどの放送局側が提供しているアプリを使用すると、テレビ番組の視聴が可能。また、i-dioはインターネット経由での聴取が可能となっていた。ラジオに関してもradikoやNHKネットラジオ らじる★らじるなどサイマル配信サービス対応アプリを使うことで聴取できる。
- 着うたの購入などといった日本独自のサービス（ただしiTunes Storeにおいて類似のサービスを提供している）
- ユーザ自身でのバッテリ交換（米国では2022年4月27日から可能[165]）
- SDカードなどの外部メディアの利用（Lightningコネクタに接続可能な外部フラッシュメモリ・メモリカードリーダーも販売されている）
- ストラップホール（ストラップを装着可能なケースも販売されている）

ほかのスマートフォンの多くと同じようにグローバルモデルであるため、過去には主要な日本国内向け携帯電話に搭載されている、多くの機能が装備されていなかった。
またかつては以下の機能が対応していなかった。
- 「ネットワーク自動調整」による日時修正（ただしiTunesにより、同期対象のPCと日時を同期可能）。→iOS 4から対応。
- 緊急地震速報（「ゆれくるコール」などのサードパーティ製アプリを使用する必要があった）→iOS 5からOSレベルで対応。
- おサイフケータイ (FeliCa)→iPhone 8/8 Plus以降でApple Payの機能として対応。(※日本国内仕様のiPhone 7/7 Plusでも利用可)
  - iPhone 4およびiPhone 4S（ソフトバンク扱い）には「電子マネーシール for iPhone 4」があるものの、iPhoneにリーダー・ライターの機能はなく電子マネーチャージなどの連携ができないため、擬似的なものである。実態としてはiPhoneに最適化されたカード型とみなされる。また、NTTドコモからはiPhoneに装着し専用アプリでチャージ等の管理可能な「おサイフケータイ機能内蔵ジャケット」が提供されている。
- 防水防塵性能ː iPhone 7/7 PlusからIP67等級、iPhone XS/XS Max, 11からIP68等級対応[166]
- 絵文字ː iOS 4から対応。iOS 15.4ではEmoji Version 14.0対応[167]

### アクティベーション
iPhoneは、購入後や初期化後の初回起動時のアクティベーションに成功しない場合、ほぼすべての機能が働かない。GSMおよびUMTS (W-CDMA) 方式のiPhoneでは、通信会社が提供するSIMカードを装着するとアクティベーションが可能となる。なお、通信会社提供ではなく、保守製品かと思われるSIMカードによってアクティベーションに成功した報告例もある。また、iOSのメジャーアップデートの際にもアクティベーションが必要である。

### 充電
iPhoneは、iPad同様に通常充電モードと高速充電モードの2つの充電モードが存在する。通常充電ではUSB 2.0規格に準ずるUSBポートと接続することにより、およそ500mAを充電できる。高速充電モードを利用するには、1A以上の高出力のUSBポートを利用する必要があり、またUSBピンアサインのD+D-データラインに特殊のバイアス信号による高速充電モードの起動が必要である。通常のUSB 2.0規格に準ずるUSBポートであっても、一部のバイアスを供給する市販商品を使用すれば、約700mAの高速充電モードを起動させることができる。特にiPhone 6, 6 Plus以降の機種であれば、1.6Aや2.1Aでの充電が可能である。
iPhone 8/8 Plus, X以降では、USB-C電源アダプタを使うことで高速充電（PD充電）ができるようになったほか、Qi準拠のワイヤレス充電にも対応している。
バッテリ容量の50%までは急速充電、80%までは高速充電し、その後、低速のトリクル充電に切り替えることで充電時間を短縮しつつバッテリ耐用年数も延ばしている。
バッテリのフル充電サイクルは、iPhone 14シリーズ以前は500回であるが、iPhone 15シリーズ以降は1000回で設計されている。

## 沿革
- 2005年
  - 9月7日 - モトローラよりiTunesを搭載した携帯電話Motorola ROKR E1が発売される。アメリカで販売を担当する携帯電話事業者はシンギュラー・ワイヤレス（2007年1月15日よりAT&Tモビリティに社名変更）。
  - 2005年 - モトローラ社よりiTunesを搭載した携帯電話Motorola RAZR V3iが発売される。
- 2006年
  - 1月31日 - モトローラよりiTunesを搭載した携帯電話Motorola SLVR L7が発売される。アメリカで販売を担当する携帯電話事業者はシンギュラー・ワイヤレス。
- 2007年
  - 1月9日 - Macworldで初代iPhoneが発表される。同日「Apple Computer」が「Apple」に社名を変更する。
  - 1月10日 - シスコシステムズが商標権を不当に侵害されたとしてAppleを提訴する。
  - 2月21日 - シスコとAppleは両社で自由に世界中でiPhoneの商標を使うことができるという合意に達した[174][175]。
  - 6月29日 - アメリカ合衆国で販売開始。携帯電話事業者はシンギュラー・ワイヤレス。
  - 9月10日 - 前日（9月9日）の時点で販売台数100万台となったことが発表された[176]。
  - 11月9日 - イギリス、ドイツで販売開始。
  - 11月29日 - フランスで販売開始。
- 2008年
  - 1月15日 - 販売台数が400万台となったことが発表された[177]。
  - 2月5日 - 16GBモデル発表、販売開始[178]。
  - 3月 - 3月末時点で累計販売台数は540万台と公表[179]。
  - 5月 - カナダ・中南米・チェコ・エジプト・ギリシャ・イタリア・インド・ポルトガル・オーストラリア・ニュージーランド・南アフリカ共和国・トルコの各国および地域における販売が決定した。
  - 6月4日 - 日本のソフトバンクモバイルがAppleとの契約締結を発表[180]。
  - 6月9日 - iPhone 3Gを日本を含む22か国で7月11日より販売すると発表[181]。販売台数は600万台に達したと発表[182]。
  - 6月8日 - ソフトバンクモバイルがiPhone 3Gを7月11日販売すると発表。
  - 7月11日 - ソフトバンクモバイルがiPhone 3Gを12時から、表参道店では7時から（MNPは9時から）販売。
  - 7月14日 - iPhone 3Gの販売台数が3日間で世界で100万台を突破[183]。App Storeによるアプリケーションのダウンロード数は1,000万を突破[184]。
- 2009年
  - 2月27日 - ソフトバンクモバイルが「iPhone for everybody キャンペーン」を開始（当初は5月31日までだったものが9月30日まで延長され、さらに2010年1月31日まで延長された）。
  - 6月9日 - iPhone 3GSを発表。
  - 7月10日 - 台湾・香港・マカオにおいて販売を開始。
  - 8月 - iPhoneが爆発し、スクリーン部分のガラスの破片が目に刺さる事故がフランスで2件発生した[185][186][187]。
  - 10月30日 - 中国本土において販売を開始。
  - 11月28日 - 韓国において販売を開始。
- 2010年
  - 3月 カリフォルニアで従業員がiPhone 4試作機を紛失。ガジェット系ブログで売られる騒動となった[188][189]。
  - 6月8日 - iPhone 4を発表。
  - 6月24日 - iPhone 4、日本・アメリカ・イギリス・ドイツ・フランスにおいて販売を開始。
- 2011年
  - 1月11日 - CDMA版iPhone 4を発表。
  - 2月10日 - アメリカ合衆国のベライゾン・ワイヤレスよりCDMA版iPhone 4が発売開始となり、同国における1事業者独占販売が崩れる。
  - 4月28日 - iPhone 4 ホワイトモデルがアメリカや日本などで発売開始[38]。
  - 7月 サンフランシスコで従業員が次期iPhoneの試作機と思われるものを紛失と報道[190]。
  - 10月5日 - iPhone 4Sを発表。このモデルから、日本ではソフトバンクモバイルに加えてKDDIからも発売すると正式に発表され、日本のソフトバンクモバイルにおけるiPhone独占販売が崩れる。
  - 10月14日 - iPhone 4S、日本・アメリカ・イギリス・ドイツ・フランス・カナダ・オーストラリアにおいて販売を開始。
- 2012年
  - 9月12日 - iPhone 5を発表。
  - 9月21日 - iPhone 5、日米などで販売開始。
- 2013年
  - 9月11日 - iPhone 5sおよび5cを発表。このモデルから、日本ではNTTドコモからも発売すると正式に発表された。
- 2014年
  - 9月10日 - iPhone 6および6 Plusを発表。iPhoneでは初となる画面サイズが異なる2機種の発表となった。
- 2015年
  - 9月9日 - iPhone 6sおよび6s Plusを発表。
- 2016年
  - 3月22日 - iPhone SE（第1世代）を発表。3月31日、日米などで販売開始。
  - 9月7日 - iPhone 7/7 Plusを発表。9月16日、日米などで販売開始。
- 2017年
  - 9月13日 - iPhone 8/8 Plus,Xを発表。8/8 Plusは9月22日に、Xは11月3日に、それぞれ日本やアメリカなどで販売開始。
- 2018年
  - 9月12日 - iPhone XS/XS Max,XRを発表。XS/XS Maxは9月21日に、XRは10月26日に、それぞれ日本やアメリカなどで販売開始。
- 2019年
  - 9月10日 - iPhone 11/11 Pro/11 Pro Maxを9月20日に日本やアメリカなどで販売開始と発表。
- 2020年
  - 3月26日 - 第5世代移動通信システム対応の次期iPhone発売を、例年の9月ではなく、数か月延期する検討を始めたことが報じられた[191]。
  - 4月15日 - iPhone SE（第2世代）が発表された[192]。
  - 10月14日 - iPhone 12/12 mini/12 Pro/12 Pro Maxを発表。12/12 Proは10月23日に、12 mini/12 Pro Maxは11月13日に販売開始。
- 2021年
  - 4月30日 - 楽天モバイルがこの日よりiPhone 12シリーズおよびSE（第2世代）の販売を開始[193]。これに先立つ形で27日にはiPhoneへの正式対応が行われた[194]。
  - 9月14日 - iPhone 13/13 mini/13 Pro/13 Pro Maxを発表。
- 2022年
  - 3月9日 - iPhone SE（第3世代）を発表。
  - 9月7日 - iPhone 14/14 Plus/14 Pro/14 Pro Maxを発表。
- 2023年
  - 9月13日 - iPhone 15/15 Plus/15 Pro/15 Pro Maxを発表[195]。
- 2024年
  - 9月10日 -  iPhone 16/16 Plus/16 Pro/16 Pro Maxを発表[196]。
- 2025年
  - 2月20日 - iPhone 16eを発表[197]。

## 製造
iPhoneの製造は、台湾の鴻海精密工業 (Foxconn) と和碩聯合科技股份有限公司 (Pegatron) , Wistronが、ブラジルのサンパウロや中華人民共和国の広東省深圳市、インドのタミル・ナードゥ州などの工場で委託生産を行っている。この工場については、従業員の過労自殺や長時間労働や違法な未成年労働者の使役などが問題として指摘されたことがあるが、Appleは労働状況を改善し続けサプライヤー責任を果たしていることを説明している。iPhoneが中華人民共和国で発売された際には、欧米メディアを中心に「iPhone里帰り」といった報道がなされた。なお、iPadの製造拠点はiPhoneと同じであったが、一部を四川省成都市の工場に移管している。
アメリカ合衆国の試算調査会社iSuppliによると、iPhoneの部品等コストから算出した利益率（莫大な開発コストや流通コストを除いたもの）は、最大53.1パーセントである。
iPhone 14から、インドで現製造しているが、不合格率が50%等の問題が報道されている。

## 教育での活用
2009年に、東京都渋谷区に本部をおく青山学院大学とソフトバンクモバイル、ソフトバンクテレコムは、iPhone 3Gを活用したモバイル・ネット社会の教育および研究を進める基本協定を締結。それにともない青山学院大学社会情報学部の学生にiPhone 3Gが配布された。

## アクティベーション・SIMロックと解除

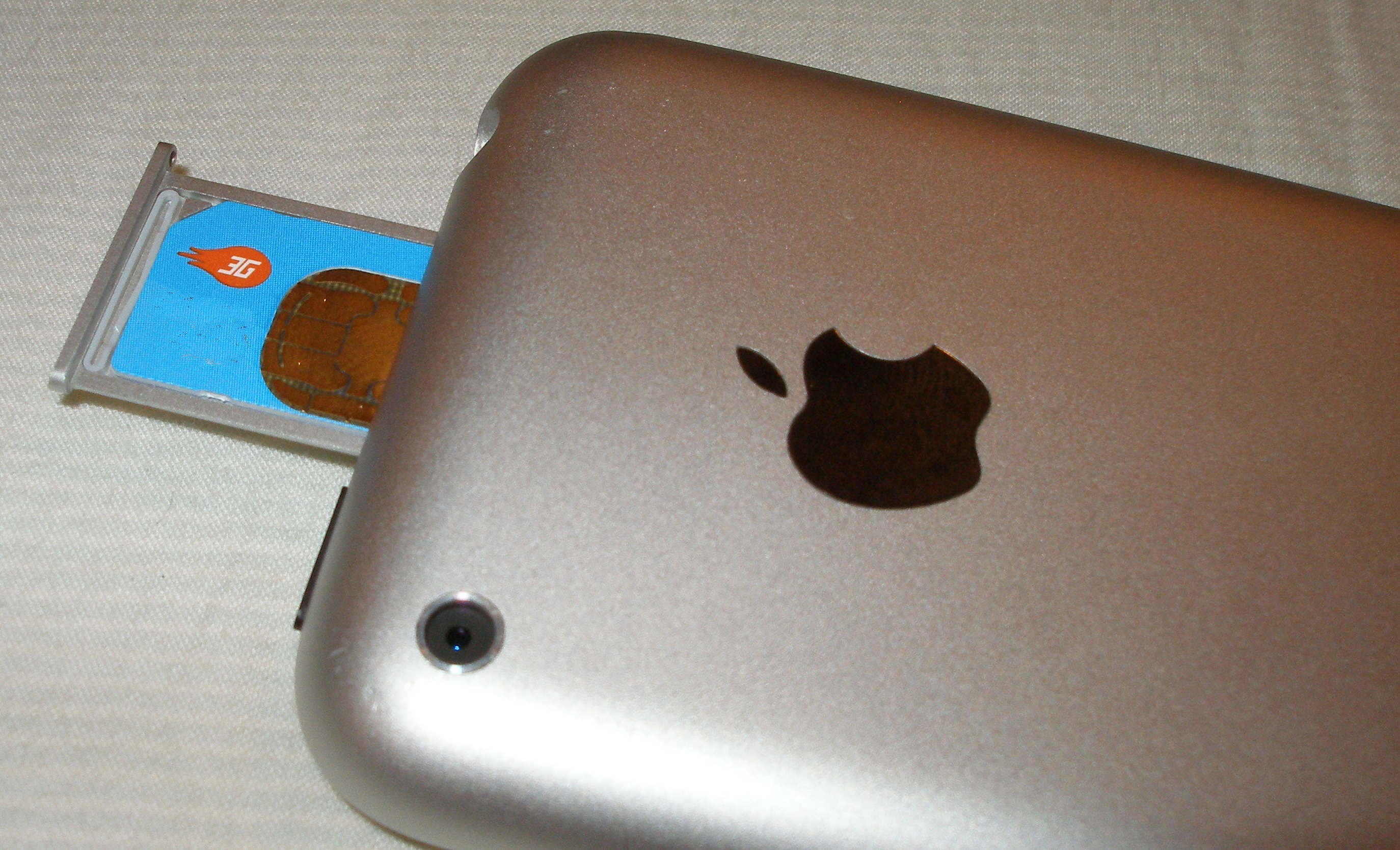
iPhone（初代）のSIMカードスロット

### アクティベーション
iPhoneは購入後、アクティベーションしなければ緊急通報電話としてしか機能しない。
アクティベーションにはSIMカードが必要で、SIMロック版の場合は特定のSIMカードのみ、SIMフリー版であっても何らかのSIMカードが必要であったが、SIMカードがない状態でもiTunesに接続することでアクティベーションができるようになった。

### アクティベーション回避
2007年7月、ヨン・レック・ヨハンセンがAT&Tへの登録なしに起動させるツール「Phone Activation Server」を公開。
電話としては機能しないものの、その他は機能したとしている。

### アクティベーションロック
iPhoneの盗難や不正利用を防ぐために本来のユーザー以外のアクティベーション行為を文字通りロックし阻止するもので、本来のユーザーが所有するApple Accountのパスワードの入力を求め、第三者にアクティベーションができないようにする機能である。

### SIMロック
キャリアを通じて販売されるiPhoneは、キャリアの方針によりSIMロックがかかっている場合とかかっていない場合がある。SIMロックがかかっているiPhoneは特定のキャリアが発行するSIMカードのみ利用できる。SIMロックを解除すれば、GSM・UMTS (W-CDMA)、LTE・第4世代移動通信システムを採用している携帯電話事業者で使用できる。

### 不正なSIMロック解除
いずれの方法も、Appleおよび移動体通信事業者が認めていない、保証範囲外かつ不正かつリスキーな行為であり、何があっても自己責任で行う必要がある。

#### ソフトウェアによるロック解除
「iPhoneSimFree」というグループが、iPhoneのSIMロックを簡単に解除できるソフトウェアを開発した。
こうした不正改造を防ぐために、Appleもソフトウェアアップデートで対策していたが、いたちごっこになっていた。
Appleが2007年9月27日に公開したiPhone OS 1.1.1において、非正規の手順でロック解除された一部のiPhoneは使用できないようになった。
このようなユーザーによる不正なSIMロック解除に対し、アメリカ著作権局は「ユーザーが合法的に入手したアプリケーションなどを実行するためにJailbreakする行為」や「携帯電話を他の携帯キャリアに接続させるためのJailbreak」などは、合法との判断を下している。
2017年時点では、ソフトウェアでのロック解除はかなり難しくなっており、ツールも配布されていない。

#### ハードウェアの改造によるロック解除
2007年8月25日、アメリカ在住の17歳の少年が夏休み中に計500時間を費やし、iPhoneのSIMロックを解除したと発表した。これは、iPhoneを分解して半田付けなどをして改造してロック解除する方法であり、リスキーであり時間と手間がかかる。初代iPhoneでは行われていたが2017年時点ではほとんど行われていない。

#### アダプタによるロック解除
複数の業者により、SIMロック解除アダプタが販売されている。
これは、SIMカードとSIMスロットの間にアダプタを挿し込み、複数のSIMカードを利用できるようにするものであり、iPhoneそのもののロック解除ではないが、挿入している間は一時的にロック解除と同等の状態となる。

#### ファクトリーアンロック
廃棄されたSIMロック解除済みiPhoneのIMEIと、ロック解除したいiPhoneのIMEIを入れ替えるもので、複数の業者により行われている。依頼料金はいずれも高額であり、詐欺業者も目立つ。
IMEIの管理はAppleが行うが、iPhoneの廃棄のためにごく一部の業者にも管理を許可しており、この業者が流した情報により、ロック解除を行っているものと思われる。

### キャリアによる正式なSIMロック解除

#### アメリカ
AT&T・ベライゾン・スプリント・T-Mobile USなどアメリカの各キャリアが、これまでに発売したすべてのSIMロック版iPhoneのロック解除を、ユーザーの求めに応じて行っている。また、キャリアを通じて販売されているiPhoneは現在はすべてSIMフリーである。

#### フランス
フランスでは、ユーザーに販売後3か月を経過したiPhoneのSIMロック解除に応じ、SIMロックフリーのiPhoneも同時に販売している。これは、フランス国内法でキャリアによる囲い込みを禁じているためであり、ユーザからの求めがあった場合、キャリアは端末をロック解除する手段を提供しなければならず、SIMロック端末と同時にロックなしの端末も販売しなければならないためである。

#### 日本
日本においても、NTTドコモ・ソフトバンク・au (KDDI) 各社はSIMロック解除義務化により、2015年5月1日以降に発売されたiPhone 6s/6s Plus以降、顧客の申請によりSIMロック解除に応じている。楽天モバイルを通じて販売されているiPhoneはSIMフリーである。
2021年9月、iPhone 13, 13 mini, 13 Pro, 13 Pro MaxはすべてのキャリアでSIMロックフリーで発売されている。

### SIMフリー版
2019年時点で、アメリカ、イギリス、フランス、ドイツ、日本を含め多くの国で、SIMフリー版iPhoneがAppleから発売されている。

## 販売されている国および地域一覧

iPhoneの販売地域：
初代iPhoneから発売
iPhone 3G以降から発売
未発売

2009年12月には、世界94か国・地域で販売されていた。

### 商標問題
世界各国での販売には、商標の調整が必要だった。以下は、その一例。
- アメリカ合衆国：シスコシステムズ[174][175]。
- カナダ：コムウエーブ・テレコム。
- 日本：アイホン（綴りはAiphone） - インターホンの日本国内最大手・アイホン株式会社（名古屋市）が「表音・表記が紛らわしい」と、Appleに協議を申し入れ、iPhoneの日本語表記（カタカナ）を、長音（長音符・音引き）を含む表記、「アイフォーン」とすることで決着した。アイホン株式会社が『アイホン』を商標登録し（第5147866号ほか）、Appleがアイホンに年間約1億円の商標使用料を払うことになった[212][注 5]。
- 中華人民共和国：漢王科技[213]。
- ブラジル：グラジエンチ・エレクトロニカ

シスコシステムズやアイホンからは、使用許諾を得て共存することになったが、漢王科技からは同意を得られていない。また、ブラジルではグラジエンチ・エレクトロニカとの間で係争状態となっており、ブラジル国立工業所有権院は、「グラジエンチ社が2018年まで独占使用権を有する」との判断を示した。

## 出荷台数

四半期毎の世界の売上（単位：100万台）。 Q1は10〜12月
初代 iPhone
iPhone 3G
iPhone 3Gおよび3GS（Appleは両者を区別していない）
iPhone 4

2007年9月10日には、前日の時点で累計出荷台数100万台となったことが発表された。2008年5月末現在、欧米など6か国での累計出荷台数は600万台に達した。Appleは2008年末までに累計出荷台数1,000万台を目指していた。
米市場調査会社IDCによると、2008年第1四半期の米国スマートフォン市場におけるAppleのシェアは19.2%。ちなみにカナダのリサーチ・イン・モーション (RIM) が販売する「BlackBerry」（ブラックベリー）のシェア44.5%には及ばないが、パームのシェア13.4%を上回る。
2008年10月22日、Appleは2008年度第4四半期にiPhoneを689万2,000台とRIMよりも多くの台数を販売したと発表。目標より3か月以上早く累計で1000万台を超えたことが判明した。
2008年7 - 9月の米国内での販売台数でも、それまで3年間首位を維持してきたモトローラのMotorola RAZRを初めて抜き、首位に躍り出た。
日本においては、iPhoneの新規発売に際しては、折からの話題性の高さもあったにせよ、Appleが予約販売を認めなかったために、全国各地で購入希望者の行列が作られ、携帯電話の新機種発売としては異例の盛り上がりを見せた。ソフトバンクモバイルの販売ランキングでは、iPhone 3G (16 GB) が2008年9月14日時点までは10週連続首位であった。
2009年6月19日から米国などで販売が開始されたiPhone 3GSは、発売から3日で100万台以上出荷された。
なお、日本単独での出荷台数は公開されていないが、市場調査会社MM総研は、2009年度の国内出荷台数はシェア4.9%で約169万台、累計出荷台数は約230万台としている。
2011年以降はソフトバンクだけでなく、au、ドコモ、さらにはSIMフリー・MVNO・サブブランド、楽天モバイル向けと販路が拡大し、iPhoneを主力機種として販売に力を入れた大手キャリアでは、各社で新規契約・番号ポータビリティ時のキャッシュバックや旧機種下取りなど、さまざまな販売奨励策が取られた。また、iPhone発売以前からデコレーション携帯電話が人気のあった日本では、iPhoneの人気に合わせ、サードパーティーによるケースなどのiPhone専用グッズも拡充された。こうしたことで、iPhoneは、日本のスマートフォン市場で圧倒的な人気を誇っており、Appleは携帯電話メーカー別出荷台数シェアで2012年に1位に躍り出てから、2021年まで10年連続で1位を記録している。
一方、Appleなど外資系メーカーに先を越された日本メーカーは、2010年ごろから、おサイフケータイやワンセグ対応、防水・防塵、テンキーなど、当時のiPhoneにはない機能を搭載させながら、Androidスマートフォンへと進出したものの、Androidの開発ノウハウが未熟だった2012年ごろまでの黎明期の機種は致命的な不具合が多かった。そして、ソフトバンクだけでなく、auやドコモがiPhoneを販売するようになるにつれ、Android離れが進み、動作が安定していて、セキュリティ対策やOSのアップデートが手厚い、iPhoneに人気が集まった。こうして、日本メーカー離れが進んだ結果、フィーチャーフォンの時代にはシェアの高かった日本メーカーのシェアは大きく低下し、多くのメーカーが携帯電話事業からやむなく撤退することとなった。そして、Appleは日本の携帯電話業界のメーカー勢力図を大きく塗り替えていき、異国のスマホが市場の大半を占拠するという異常事態が発生することとなった。
| 期間   | 期間      | 世界      | 世界         | 世界 | 日本      | 日本              | 日本 |
| 期間   | 期間      | 出荷台数  | 累計出荷台数 | 出典 | 出荷台数  | シェア            | 出典 |
| ------ | --------- | --------- | ------------ | ---- | --------- | ----------------- | ---- |
| 2007年 | 4 - 6月   | 27万      | 27万         |      |           |                   |      |
| 2007年 | 7 - 9月   | 111万     | 138万        |      |           |                   |      |
| 2007年 | 10 - 12月 | 231万     | 369万        |      |           |                   |      |
| 2008年 | 1 - 3月   | 170万     | 539万        |      |           |                   |      |
| 2008年 | 4 - 6月   | 71万      | 610万        |      |           |                   |      |
| 2008年 | 7 - 9月   | 689万     | 1,299万      |      |           |                   |      |
| 2008年 | 10 - 12月 | 436万     | 1,735万      |      |           |                   |      |
| 2009年 | 1 - 3月   | 170万     | 1,905万      |      |           |                   |      |
| 2009年 | 4 - 6月   | 520万     | 2,425万      |      |           |                   |      |
| 2009年 | 7 - 9月   | 740万     | 3,165万      |      |           |                   |      |
| 2009年 | 10 - 12月 | 870万     | 4,035万      |      |           |                   |      |
| 2010年 | 1 - 3月   | 875万     | 4,910万      |      |           |                   |      |
| 2010年 | 4 - 6月   | 840万     | 5,750万      |      |           |                   |      |
| 2010年 | 7 - 9月   | 1,410万   | 7,160万      |      | 106万     | 12.2%             |      |
| 2010年 | 10 - 12月 | 1,624万   | 8,784万      |      |           | 6位以下           |      |
| 2011年 | 1 - 3月   | 1,865万   | 10,649万     |      | 99万      | 11.4%             |      |
| 2011年 | 4 - 6月   | 2,034万   | 12,683万     |      | 99万      | 12.1%             |      |
| 2011年 | 7 - 9月   | 1,707万   | 14,390万     |      |           | 大きく減少（IDC） |      |
| 2011年 | 10 - 12月 | 3,704万   | 18,094万     |      | 283万     | 26.6%             |      |
| 2012年 | 1 - 3月   | 3,510万   | 21,604万     |      | 226万     | 22.2%             |      |
| 2012年 | 4 - 6月   | 2,603万   | 24,207万     |      | 148万     | 18.8%             |      |
| 2012年 | 7 - 9月   | 2,691万   | 26,898万     |      | 199万     | 18.0%             |      |
| 2012年 | 10 - 12月 | 4,780万   | 31,678万     |      | 372万     | 32.8%             |      |
| 2013年 | 1 - 3月   | 3,743万   | 35,421万     |      | 270万     | 28.2%             |      |
| 2013年 | 4 - 6月   | 3,124万   | 38,545万     |      | 230万     | 27.9%             |      |
| 2013年 | 7 - 9月   | 3,380万   | 41,925万     |      | 372万     | 41.4%             |      |
| 2013年 | 10 - 12月 | 5,103万   | 47,028万     |      |           |                   |      |
| 2014年 | 1 - 3月   | 4,372万   | 51,400万     |      |           |                   |      |
| 2014年 | 4 - 6月   | 3,520万   | 54,920万     |      |           |                   |      |
| 2014年 | 7 - 9月   | 3,927万   | 58,850万     |      |           |                   |      |
| 2014年 | 10 - 12月 | 7,447万   | 66,300万     |      |           |                   |      |
| 2015年 | 1 - 3月   |           |              |      |           |                   |      |
| 2015年 | 4 - 6月   |           |              |      |           |                   |      |
| 2015年 | 7 - 9月   |           |              |      |           |                   |      |
| 2015年 | 10 - 12月 |           |              |      |           |                   |      |
| 2016年 | 1 - 3月   |           |              |      |           |                   |      |
| 2016年 | 4 - 6月   |           |              |      |           |                   |      |
| 2016年 | 7 - 9月   |           |              |      |           |                   |      |
| 2016年 | 10 - 12月 |           |              |      |           |                   |      |
| 2017年 | 1 - 3月   |           |              |      |           |                   |      |
| 2017年 | 4 - 6月   |           |              |      |           |                   |      |
| 2017年 | 7 - 9月   |           |              |      |           |                   |      |
| 2017年 | 10 - 12月 |           |              |      |           |                   |      |
| 2018年 | 1 - 3月   |           |              |      |           |                   |      |
| 2018年 | 4 - 6月   |           |              |      |           |                   |      |
| 2018年 | 7 - 9月   |           |              |      |           |                   |      |
| 2018年 | 10 - 12月 |           |              |      |           |                   |      |
| 2019年 | 1 - 3月   |           |              |      |           |                   |      |
| 2019年 | 4 - 6月   |           |              |      |           |                   |      |
| 2019年 | 7 - 9月   |           |              |      |           |                   |      |
| 2019年 | 10 - 12月 | 7,290万台 |              |      |           |                   |      |
| 2020年 | 1 - 3月   |           |              |      |           |                   |      |
| 2020年 | 4 - 6月   | 3,760万台 |              |      |           |                   |      |
| 2020年 | 7 - 9月   | 4,160万台 |              |      |           |                   |      |
| 2020年 | 10 - 12月 | 7,994万台 |              |      |           |                   |      |
| 2021年 | 1 - 3月   | 5,520万台 |              |      |           |                   |      |
| 2021年 | 4 - 6月   |           |              |      | 389.6万台 | 43.0%             |      |
| 2021年 | 7 - 9月   |           |              |      | 357.4万台 | 43.4%             |      |
| 2021年 | 10 - 12月 | 8,490万台 |              |      | 526万台   | 51.5%             |      |

## 販売・価格・契約

### 日本
2021年9月現在、日本におけるAppleの公式な通信事業者（キャリア）はソフトバンクモバイル（現：ソフトバンクKK、2008年7月11日発売開始のiPhone 3Gより）、KDDI（au、2011年10月14日発売開始のiPhone 4Sより）、NTTドコモ（2013年9月20日発売開始のiPhone 5s/5cより）、楽天モバイル（2020年に発売されたiPhone 12シリーズ/SE (第2世代)より、ただし取り扱い開始は2021年4月23日）である。キャリアの販売サイトを通じて購入する場合、4キャリアともに端末と回線をセットで提供しており、楽天モバイルを除く3キャリアのiPhone本体にはSIMロックがかけられている。しかし、AppleがSIMロックフリーの端末を香港で販売していることを利用して、2010年8月より日本通信がSIMロックフリー端末専用の回線（電波）のみの提供を開始した。海外で販売されているSIMロックフリーのiPhone 4/3GS用にtalking b-microSIM Platinum Service/talking SIM Platinum Serviceという通信（携帯電話）事業サービスのみを提供する（端末自体は自分で手に入れなくてはならない）。ほかのMVNO各社も独自にiPhoneでの動作検証を行っているところもある。
日本通信のサービスに対して、Appleから公式なアナウンスは一切出ていない。日本通信が、海外でのみ販売されているSIMロックフリー版iPhone 4の端末を利用した、国内で単独で行っているサービスである。そのため、2010年8月ごろ以前は故障など購入後のサポートに関して、ソフトバンクモバイルはもちろんのこと国内でのAppleのサービスも受けることができなかった。現在ではAppleのサービスを受けることが可能。
2013年11月22日、日本でもSIMフリーのiPhoneの販売がApple Storeにおいて開始された。
2021年4月22日、楽天モバイルよりiPhoneを取り扱うことが発表される。楽天モバイルで販売されるiPhoneに関しては、SIMフリーである。正式にiOSへの正式サポートとなる。

#### ソフトバンク

##### SoftBankブランド
価格、サービス概要に関しては2008年7月4日、同社のサイトで公開された。
日本国内での発売日は2008年7月11日で、ソフトバンクショップと一部の家電量販店で一斉に販売開始された。なお、日本のApple Storeでは当初デモ機の展示、ワークショップ、購入後のサポートおよび各種アクセサリーの販売のみに留まっていたが、2008年12月16日から本体の販売が開始された。

###### 契約
iPhoneの仕様・インターフェイス・操作性は、日本で販売されている一般的な携帯電話とは異なるため、販売店ではiPhoneを販売する前に「iPhone ご契約に際してご注意項目」を説明し、内容を確認した旨の署名を求めている。
ただし、説明用書面に記されている「いかなる状況においてもキャンセルできない」や「キャンセルは受付しませんのでご注意ください」との文言は、消費者契約法などに照らして無効であると特定非営利活動法人消費者機構日本は指摘している。また、同機構は、他機種の第3世代携帯電話では通話・通信が正常に可能であるのにiPhone 3Gでは通話・通信に不具合が生じる場合がある点についてiPhone 3G自体に由来する瑕疵であるとし、その瑕疵の存在を契約前に確認していなければ、民法上、契約を解約できるようにするべきだと指摘している。

###### MMS/メール
2009年6月に実施のiPhone OS 3.0アップデートによって、iPhone 3Gおよび出荷時からこのOSを搭載したiPhone 3GSはMMS（S!メール）に対応し、@softbank.ne.jpドメインによるメールの送受信が可能になった。このため、iPhone購入時はMMSである@softbank.ne.jpとEメール（i）として一般のPCメールに分類される@i.softbank.jpの2つのメールアドレスが付与される。MMSはメッセージアプリで、Eメール（i）はメールアプリで送受信する。
Eメール（i）と呼ばれる@i.softbank.jpドメインのEメールはiPhoneがMMSに対応していない時から用意されている物であり、プッシュ配信ではないが「メッセージを受信しました」という画面表示と着信音によってメールの新着が通知される。これはプッシュ配信が当たり前であるケータイメールが普及している日本市場のために、iPhoneが MMS（S!メール）に対応していないときにSoftBankが構築した独自のシステムである。2013年12月10日からEメール（i）でのプッシュ通知に対応、順次ユーザーが使用できるようになる。
また現時点では、デコレメール（一部は受信可能。送信は不可）は利用不可（MMSには対応していないが@i.softbank.jpおよびPCメールアドレス使用で受信は可能である。またデコレメールを送信できるアプリもある）。

###### USIMカード
USIMカードはiPhone専用となり、既存のSoftBank 3G契約のUSIMカードは使用できない。また、iPhone専用のUSIMカードをほかのSoftBank 3G端末に使用することもできない。

###### 独自のサービス
2008年10月30日に、ソフトバンクモバイルから自社のiPhoneユーザのみに対する新たなサービスと機能が追加が発表された。
発表内容は次の3点である。
- ソフトバンクテレコムによる公衆無線LANの「BBモバイルポイント」を無料で利用できる「公衆無線LANし放題」を提供すること。
  - 2010年6月からこれを発展させた「ソフトバンクWi-Fiスポット」を開始している。
- iPhone 3G専用の「TV&バッテリー」（ワンセグチューナーと無線LANとバッテリーを内蔵）を2008年内に発売する予定であること。
  - 「TV&バッテリー」は2008年12月31日にソフトバンクの直営店舗である、ソフトバンクショップ仙台クリスロード、渋谷、六本木、表参道、八重洲中央、名古屋、横浜ザ・ダイヤモンドの7店舗で先行販売された。そして新年が明けて1月1日にApp Storeよりワンセグ視聴アプリ「テレビ」の無料配布が始まりiPhone 3Gでワンセグ視聴が可能となった。2009年1月6日に「TV&バッテリー」の全国販売が1月9日からであることが発表された。
  - 2010年1月からは「TV&バッテリー」で受信したワンセグ映像を、無線LAN使用時にインターネット経由で遠隔受信可能にする「TVモバイル」が開始している（有料）。
- 2008年内に絵文字の送受信に対応すること。

###### 絵文字
絵文字に関しては、iPhone OS 2.2（2008年11月21日配信開始）より対応した。絵文字が送信できるのは、SoftBankのメールアカウントおよびSoftBank SIMを使っている、OS バージョン2.2以降のiPhoneのみである。SMS、MMS、Eメール（i）作成時において絵文字キーボードが表示される。キャリア間の相互変換については下記の通り。
- ソフトバンク、ディズニー・モバイル 2008年11月21日対応
- イー・モバイル、ウィルコム 2009年1月22日対応
- KDDI 2009年2月25日 iPhoneへ送信対応（iPhoneからauへの送信は2009年2月26日対応）
- ドコモ 2009年6月1日 iPhoneへ送信対応（iPhoneからドコモへの送信は2009年2月26日対応）

###### 利用可能な周波数帯
iPhoneの3G対応周波数帯は3Gと3GSでは850MHz帯・1.9GHz帯・2.1GHz帯のトライバンド、4と4Sでは900MHz帯を加えたクワッドバンド対応となっているが、日本国内では周波数割り当ての関係上2.1GHz帯のみ使用可能だった（これはソフトバンクだけでなくドコモも同様である）。2012年3月1日にソフトバンクに900MHz帯が割り当てられ、同年7月25日より「プラチナバンド」としてこの周波数帯が使用可能になると、iPhone 4/4Sでもこの周波数帯による通信が可能となる。
iPhone 5のLTE（SoftBank 4G LTE）については、当初は2.1GHz帯のみ使える形だったが、2012年10月1日のソフトバンクとイー・アクセスとの業務提携を受け、2013年3月21日よりイー・モバイルの1.7GHz帯が使える「ダブルLTE」を開始している。iPhone 5s/5cでは900MHz帯に対応するが、同帯域でのLTEサービスは2014年4月以降開始予定となっている。また、6/6 PlusではTD-LTE互換サービスであるSoftBank 4G (AXGP) の2.5GHz帯にも対応、Hybrid 4G LTE対応端末となる。6s/6s Plusでは4G LTE/4Gそれぞれでキャリアアグリゲーションにも対応し、それぞれ下り最大 187.5 Mbps / 165 Mbps で通信が可能となる。

##### Y!mobile
Y!mobileブランドでの展開は、旧イー・アクセス時代から、SoftBankブランドとの差別化などからiPhoneの取り扱いはしてこなかった（ただし、Google Nexusシリーズなどを独占対応していた）。
しかし、2016年3月4日より、2世代前のiPhone 5sで参入することになった。その後、2017年3月25日より、iPhone SE（iPhone 5sの後継機）を新たに追加した。2017年3月25日はiPhone 7,iPhone 7 Plus (PRODUCT)REDの発売日でもある。
2018年12月20日より、iPhone 7の取り扱いを開始した。
なお、最新機種などの取り扱っていない機種については、Apple Storeなどで購入したSIMフリー版およびSIMフリー化されたキャリア版iPhoneであればSIMカードを差し替えるだけで利用することができる。ただし、最新世代のiPhoneにはY!mobileのキャリア情報が入っていないため、別途、APN設定用のプロファイルをダウンロードする必要がある。

###### 契約
従来のAndroid端末の契約同様、タイプ1でのスマホプランS/M/L、スマホベーシックプランS/M/Rから基本料金を選択する形となる。
スマホプランでの購入時には、バリュースタイルが適用になり、毎月の料金から契約翌月から24か月間割引が適用される。ただし、S/M/Lの違いで割引額がそれぞれ異なる。

###### MMS/メール
MMSは、@ymobile.ne.jpが割り当てられる。Androidやガラホ同様、PHSのアドレスを継承することもできる。また、EMOBILE 4G-Sからの契約変更の場合もメールアドレスは継承できる。
これとは別に、Androidスマートフォンの契約同様に@yahoo.ne.jpのアドレスも利用できる。

###### USIMカード
iPhone端末の購入を伴う契約をした場合は、n141が発行される。SIMのみ契約をした場合は、Androidやガラホと同様のn101やn111が発行される。ビジュアルボイスメールはn141のみ可能である。

###### 利用可能な周波数帯
タイプ1契約のため、基本的にはSoftBankブランドと同様となる。

#### KDDI・沖縄セルラー電話（各au）
従来、auにおいては通信方式が異なるため、物理的にau回線を使用したiPhoneを発売・利用することは不可能であった。
しかし、2011年初頭にアメリカ合衆国の携帯電話会社であるベライゾン・ワイヤレスから“CDMA版iPhone 4”が発売されたことを受けて、「同社と同じ通信方式を備え持つauからも発売されるのではないか」という憶測が飛び交い始めた。そんな中同年9月22日、「KDDIも新型iPhoneを発売することをAppleと調整している」と突如日経ビジネスが報道したことを皮切りに、各種メディアが一斉に報じた。しかし、結局iPhone 4のCDMA版については同社が販売することはなかった。
そして、2011年10月5日（日本時間）、開催されたAppleの発表会において新モデル「iPhone 4S」を同月14日から発売を開始し、このモデルよりauでのiPhone提供が正式発表された。同月7日にはKDDIから料金などの詳細も発表され、10月14日、発売開始となった。
このKDDIによるiPhoneは、au_ICカード（4SはmicroSIMカードと同じ形状、5以降はnanoSIMカードと同じ形状）を本体のSIMカードスロットに差して使用する。画面上部には「KDDI」、iOS 7以降は「au」が表示される。ただし、同社の一連のスマートフォンシリーズ（ISシリーズ・Lシリーズ）にはラインナップされていない。安心セキュリティパックに関してもサポートされず、代わりに「AppleCare+」を受けることとなる。

##### 契約
店頭受付となり、当初はauショップおよびPiPitを含む一部のトヨタディーラー各店、量販店など全国1,200店舗で取り扱っていたが、半年以内に取り扱い店舗を順次拡大した。
なお、新規契約であっても郵便局のお取次サービス特典対象外となっている。

##### 料金
従来通りの料金プランが利用可能なほか、iPhone利用者向けにパケット定額サービス「ISフラット」（4Sでの場合。5以降は「LTEフラット」）の利用料を割り引くキャンペーンも実施する。

##### SMS / MMS / メール
SMS（「Cメール」）は「SMS（i）」として提供。当初はパケット通信を利用していたため、その料金が別途発生していた（定額料金の対象にはなる）が、現在はパケット通信を使用しない。国際SMSにも対応している。キャリアメールであるEZwebメール（@ezweb.ne.jp）はiPhone 4S発売時から利用可能。当初はMMSは利用できずメールアプリを使用する形で、プッシュではなく最短15分おきのフェッチ取得だった。2012年3月13日から、リアルタイム着信通知機能に対応した。このリアルタイム着信はソフトバンクで行っているSMSを利用した新着通知方式ではなく、iOSメールアプリがサポートするプッシュ取得による、完全なリアルタイムでのメール取得と新着通知である。ただし、フェッチ取得でのメールアカウントとプッシュ受信でのメールアカウントは別扱いのため、リアルタイム着信を利用するには設定しなおす必要がある。
絵文字の利用は当初はiPhone同士でのみ可能であったが、2012年1月27日からはauのほかの携帯電話および他社携帯電話とのEメールでの絵文字の利用が可能になった。
2012年4月14日からはキャリア設定のアップデートによってMMSの使用が可能となった。auのiPhone同士であれば電話番号を宛先にすることができる。これによってメッセージアプリでEZwebメールをMMSとして送受信できるようになり、購入時は、メッセージアプリで送受信するMMSとして設定されている。ただし、デコレーションメールの受信には未対応で、Wi-Fiのみでの接続時には受信ができないほか、メールアプリで送受信するリアルタイム受信はメッセージアプリで送受信するMMSと併用できず、いずれか1つを選ぶ必要がある（フェッチ受信するようメールの設定を変更すれば、アプリ自体の併用は可能）。メールアプリで受信していて、メッセージアプリでの受信に切り替える際、メールアプリで受信したメールはMMSには引き継がれない仕様となっている。なお、au内であってもiPhone以外の移動機はMMSに対応しないため、電話番号のみで長文や画像の送信をすることはできない。また、SMSと違いMMSはキャリア間相互接続されていない。
このほか、iMessageは2012年3月8日にリリースされたiOS 5.1で対応、ビジュアルボイスメールも2012年4月14日のキャリア設定のアップデートで対応している。

##### 独自のサービス
auがほかのスマートフォンなどで展開しているサービスは対応を検討している。公衆無線LANサービス「au Wi-Fi SPOT」は2011年12月に対応した。2012年3月21日からは「待ちうた」への対応も行われ（新規楽曲購入サービスは同年5月9日開始）、2012年9月21日からは「auスマートパス」の対応も開始した。
2016年8月17日より、iTunes Store、およびApp Store、Apple Music、iBooksがau版iPhone、およびau版iPadの月額料金と合算して支払える「auかんたん決済」を利用した決済に正式対応となった（日本の大手通信キャリアとしては史上初。ただし法人の契約者は対象外となる）。
海外利用の際にはグローバルパスポート（のちにau世界サービスに改称）を利用した国際ローミングが利用可能で、通信の際にはCDMA/UMTS（W-CDMA）/GSMのいずれかが利用可能となる。

##### au ICカード
au ICカードはiPhone 4SではマイクロSIMサイズのMicro 02が、iPhone 5以降ではau Nano ICカード (6) (LTE) がそれぞれ使用されている。auの場合は携帯電話本体とSIMカードが紐付けされ、他人のSIMに差し替えたとしても使用できないようになっているが、au向けのiPhone 4Sではキャリア内ロックがかかっていないため白ロムを通販やオークションなどで購入した際、ロッククリアの手続きは不要。なお、カードは通常サイズのVer.002と同一の扱いとなるため旧800MHz帯のみの対応機では使用できない。ソフトバンクとの違いはSIMをほかのマイクロSIM対応のauスマートフォンに差し替えての使用ができるが、通常サイズのSIMに変換するアダプターは保証していないため差し替え時には注意が必要となる。ロッククリアは一部ロッククリアの解除をしなくてもよい機種ではそのまま使用ができるが、ロッククリアの必要なマイクロSIM対応の機種以外はauショップの対応によりできない場合がある。

##### 利用可能な周波数帯
iPhone 4SではCDMAモデルの使用帯域が800MHz帯と1.9GHz帯のみだったため、auで使用できるのは800MHz帯（いわゆるN（新）800MHz帯）だけで、EV-DOもRev.Aのみだった。iPhone 5からは2.1GHz帯も対応するようになったため、auでも同帯域を使えるようになったほか、EV-DOもRev.B (MC-Rev.A) をサポートし、WIN HIGH SPEEDによる高速通信が使用可能となった。6s/6s PlusではRev.Bに対応しなくなったため、WIN HIGH SPEEDも使えなくなる。
LTEはiPhone 5においては2.1GHz帯のみで、au 4G LTEでAndroid端末がメインにしているN800MHz帯や1.5GHz帯は使用できなかった。5s/5cからはN800MHz帯にも対応することでサービスエリアが広がった。6/6 Plusでは2.1GHz帯とN800MHz帯に加え、WiMAX2+ (TD-LTE) で使用されている2.5GHz帯にも対応、さらにN800MHz帯と2.1GHz帯のキャリアアグリゲーションにも対応することで、LTEで下り最大150 Mbps、WiMAX2+で下り最大110 Mbpsでの受信速度で高速通信が可能となる。6s/6s PlusではLTE-Advanced（カテゴリー6）への対応とWiMAX2+でのキャリアアグリゲーションのサポートが行われるため、それぞれ下り最大で225Mbps/220Mbpsでの通信が可能となる。

#### NTTドコモ
日本最大手の携帯電話会社であるNTTドコモは、日本国内でiPhoneが発売されてから、iPhoneを取り扱うかその去就が注目されてきた。2013年9月11日にiPhone 5s/5cの発表が行われた際にドコモが提供することが発表され、Appleと共同でニュースリリースを発表している。同年9月13日にはサービス内容の詳細と料金体系が発表されている。

##### 契約
ドコモでの契約・販売は、全国のドコモショップで行われている。

##### 料金
料金プランは基本的にほかのXiのスマートフォンと同様だが、パケット定額サービスが「Xiパケ・ホーダイ for iPhone」のみ用意されており、「Xiパケ・ホーダイ ライト」「Xiパケ・ホーダイ ダブル」の設定がなかった。現在は、「カケホーダイプラン」もしくは「データプラン」のみ選べる。また、iPhone本体はau・ソフトバンクモバイル版と同様にキャリア設定によりAPN設定画面がロックされており、利用可能なISPサービスは専用の「spモード」のみとなる。端末価格はソフトバンクやauに比べると高く設定されているが、各種割引施策によって2年間利用後の実質価格が2社よりも安くなるようになっている。

##### SMS / MMS / キャリアメール
SMSは2013年9月20日の発売から対応する。docomo.ne.jpドメインのキャリアメール（spモードメール）は、MMSではないためメッセージアプリでは送受信できない。そこで同年10月1日から、docomo独自のアプリではなくiOSの標準メールアプリにdocomo構成プロファイルをインストールすると、spモードメールおよびメッセージR/F/Sが利用可能となる。しかし、開始時点ではプッシュ取得には対応せず、最短15分間隔でのフェッチもしくは手動取得となった。2013年9月20日から10月1日までの間に受信されたメールは、spモードセンターに蓄積され10月1日以降に閲覧できる。spモードメールの後継となるドコモメールは12月17日に開始し、新着メールのプッシュ通知には対応したが、プッシュ自動受信には対応していなかった。ドコモメールのプッシュによる自動受信は、当初2014年1月中旬と予告されていたが、実際に自動受信に対応したのは2014年9月24日であった。

##### 独自のサービス
これまでスマートフォンで展開してきたサービスのうち、留守番電話サービス（ビジュアルボイスメールは2015年1月21日より対応）などの通話関連サービスや公衆無線LANサービスのdocomo Wi-Fiなどが2013年9月20日の販売開始より対応する。コンテンツ配信サービスのdマーケットやiコンシェル、iチャネルなども順次提供を開始、おサイフケータイやNOTTVについては、前述の外部機器を使うことで対応可能となっている。
一方でドコモ電話帳などには未対応、または対応時期未定となっており、mopera UもiPhoneで使用できるISPが「spモード」に固定されているため使用できなくなっており、iPhone 5s/5c契約時にiモード、mopera Uを契約していた場合、自動解約となる。このほか、ドコモプレミアクラブ安心サポートには対応せず、保証を受けるには、AppleCare+やケータイ補償サービス for iPhone & iPadに加入する必要がある。

##### 利用可能な周波数帯
3GサービスのFOMA、LTEサービスのXiともに対応し、FOMAは2GHz帯と800MHz帯（FOMAプラスエリア）で使用可能だが、1.7GHz帯と新800MHz帯には対応しない。Xiは800MHz帯、1.7GHz帯、2GHz帯で使用可能で、6s/6s PlusではLTE-Advancedに対応したことから、PREMIUM 4Gのキャリアアグリゲーションによる高速通信サービスに対応、東名阪地域（2GHz帯（ごく一部のエリアでは800MHz帯）と1.7GHz帯）で下り最大262.5Mbps、それ以外の地域（2GHz帯と800MHz帯）で下り最大187.5Mbpsでの通信が可能となる。

#### 楽天モバイル
第4のキャリアとして2020年4月にサービスを開始したが、開始当初からiPhoneユーザーよりサポートを望まれており、iOS版のRakuten Link、My楽天モバイルをリリース。公式ホームページ上では、正式サポートはしていないが利用できることのみ記載。
2021年4月22日、楽天モバイルのカンファレンスにてiPhoneの販売・サポートが正式発表される。

### アメリカ合衆国
2011年まで、iPhoneのアメリカ合衆国でのキャリアはAT&Tのみであり、初代の価格は2年間契約の縛りつきで4 GBモデルが499ドル、8 GBモデルが599ドルだった。2007年9月5日に、4 GBモデルの生産停止と8GBモデルの値下げが発表され、4 GBモデルの在庫が299ドル、8 GBモデルが399ドルとなった。この値下げは既存の購入者から反発が大きく、8 GBモデルの購入者に100米ドルのApple Storeカードが配布される事態となった。2008年2月5日には16 GBモデル (US$499) が追加された。その後の本体価格は、2代目であるiPhone 3Gが2年縛りで8 GBモデルUS$199、16 GBモデルUS$299。3代目のiPhone 3GSと4代目のiPhone 4は2年縛りで16 GBモデルUS$199、32 GBモデルUS$299となっている。
アメリカでは、従来の携帯電話の大半は端末の売りきりだったが、iPhoneはユーザの月間料金の一定の割合がオペレータからAppleへ支払われる収入配分方式 (Revenue Sharing) をとっている。アクティベーションと契約プランの選択、番号ポータビリティの手続きなどは、初代は本体購入後にユーザがiTunesで行う形式だったが、2代目のiPhone 3G以降は、店頭もしくはオンラインで本体の購入と同時に行う形態へ変更された。初代は後払い式のほかにプリペイド式を選ぶこともできた。プリペイド式は後払い式より割高だが、ソーシャルセキュリティーナンバー (SSN) を所持していない、もしくはクレジットスコアが低くAT&Tの審査を通らない人も契約することができた。しかし2代目のiPhone 3G以降は、プリペイド式は廃止された。
iPhoneのデータ通信は3代目のiPhone 3GSまでは、どのプランを選択しても定額になっていたが、AT&Tの無線パケット通信は輻輳寸前となってしまった。2009年時点で、AT&Tのデータトラフィックは2年前の500倍に膨れ上がっていた。AT&Tのパケット通信は、エリアや能力にムラがあり、特にヘビーユーザの多いニューヨークとサンフランシスコは深刻となった。結局2010年6月、4代目のiPhone 4の発表とともに新規契約者に対するデータ通信の定額制は廃止された。2011年2月から、アメリカ合衆国でのキャリアにベライゾンが加わり、同年10月からはスプリントも加わり、2013年4月にはT-Mobile USも参入した。ベライゾンも当初は定額制のデータ通信プランを提供していたが、AT&Tと同様に現在は廃止している。
IPhone 4S以降、AppleによりSIMフリーモデルの販売も開始されている。
2017年現在、アメリカ国内各キャリアが、過去に発売されたすべてのiPhoneのSIMロック解除をユーザーの求めに応じて行っている。

### ヨーロッパ

#### イギリス
当初、イギリスにおける独占キャリアはO2と発表された。
O2に加え、2009年11月よりOrange UKもiPhoneに参入し、2つのキャリアからの展開となった。
2010年1月14日からボーダフォンもiPhoneに参入し、O2, Orange, Tesco Mobileに続き4番目のiPhone提供キャリアとなった。

#### ドイツ
ドイツでは、T-Mobileが独占キャリアに選ばれた。
しかし、ヨーロッパにおけるiPhoneの独占権獲得競争に敗れたボーダフォンからのAppleおよびT-Mobileに対する販売差し止め請求を裁判所が認め、携帯電話契約の義務づけを禁じる差止命令を出した。そのために、iPhoneをT-Mobileで契約している場合、追加料金600ユーロでSIMロック解除に応じ、SIMロックフリーかつT-Mobileとの契約なしの8GBモデルiPhoneを999ユーロでの販売を余儀なくされた。
さらに、2010年10月29日より、O2・ボーダフォンが参入した。

#### フランス
フランスではOrangeが独占キャリアとなった。
しかしながら、フランスでは国内法により発売後3か月が経過したiPhone含め携帯電話のロック解除に応じなければならないうえに、契約なしSIMフリーのiPhoneも並行して販売しなければならない。
これは、キャリアの囲い込みを禁じ、ユーザからの求めがあった場合、キャリアは端末をアンロックする手段を提供しなければならずSIMロック端末と同時にロックなしの端末も販売せねばならないという法律によるものである。
のちに、SFR・ブイグテレコムを含めた3キャリアによって展開されている。

#### SIMフリー版
2017年時点で、ヨーロッパのすべての地域でSIMロックフリー版も発売されている。